# 成田市
成田市（なりたし）は、千葉県北部に位置する市。
印旛地域にある業務核都市で、成田都市圏の中心都市であり、成田商圏を形成する商業中心都市。国家戦略特区、構造改革特区、国際観光モデル地区、国際会議観光都市および拠点空港都市。財政力指数は日本全国813市区中第4位であり、門前町の歴史的町並みは日本遺産に認定されている。
1954年（昭和29年）市制施行。

## 概要
国際線旅客数および貿易額日本最大の国際拠点空港である成田国際空港を有する国際ビジネス・イノベーションの拠点空港都市である。初詣の寺院参拝客数日本一の成田山新勝寺（成田参詣）などで知られており、市の観光入込客数は推計で約1319万人、宿泊客数は約308万人を記録する日本屈指の観光都市でもある。
訪日観光客がよく利用する所謂「ゴールデンルート」と称される関西国際空港 - 大阪 - 京都 - 名古屋 - 富士山 - 箱根 - 東京 - 成田 - 成田国際空港の訪日観光コース上の拠点（宿泊・周辺観光）となっている。また、観光庁による広域観光周遊ルート形成促進事業の広域関東周遊ルート「東京圏大回廊」においても江戸回廊ルートとして組み込まれている。
古くから成田山新勝寺、宗吾霊堂の二大霊場を有する門前町として栄えた。明治時代には宮内庁下総御料牧場が置かれるなど、1950年代まで観光と農業の振興を二大施策とした純農村型都市であった。1960年代に入ると市の南東部に成田国際空港の建設が決定され、1978年（昭和53年）の空港開港や日本の高度経済成長期（1954年 - 1973年）とともに成田市の市域が拡大し、経済発展の影響から産業構造に多大な変化がもたらされた。現在では農業人口は減少し都市近郊農業型へと転換している。その反面、ゴルフ場や空港関連のサービス業など第三次産業が生まれ、新たな雇用が創出された。また観光面にも力を入れており、成田山新勝寺では正月三が日だけで270万人（非公式）、年間4000万人（成田市推計）ともいわれる参拝客で賑わう。
成田空港における航空機の騒音であるが、成田市街地からは離れた丘陵部に位置しているため、航空機の騒音被害を殆ど受けない地域も多い。航空機の騒音被害を受けるのは、空港の滑走路周辺と航路直下である。空港用地の大部分は成田市に属するため、固定資産税などの関連税収は成田市に入ることが多く、財政の豊かさは全国有数である。一方、地域と共生する空港づくり掲げ、航空需要の増大に従う騒音問題などに向き合っている。
1986年（昭和61年）には東京一極集中の回避を目的とする業務核都市に指定され、千葉県からは千葉新産業三角構想の中核都市として位置付けられている。国の構造改革特別区域法に基づき2003年（平成15年）4月21日に国際空港特区、同年5月23日には国際教育推進特区に認定された。2006年（平成18年）3月27日、香取郡下総町、大栄町を吸収編入した。
東洋経済新報社による「安心度」「利便度」「快適度」「富裕度」の4つの観点から住みやすい都市を評価する「住みよさランキング」では、2009年度全国総合1位の評価を受けている。また、通勤圏を考慮した新方式では東京都稲城市に次いで2位の評価を受けている。

## 地理
千葉県の北部中央に位置し、都道府県庁所在地の千葉市から約25キロメートルの距離である。東京都の都心から50 - 60キロメートル圏内である。成田市の中心市街地（市役所の位置）から成田国際空港までは更に約5キロメートル離れている。
下総台地に位置し、成田山新勝寺およびその門前町を中心に展開している。面積は213.84 平方キロメートル（千葉県下6位）で、県土の4.1%。市の南西部に門前町（旧市街地）とニュータウンが、南東部の丘陵地帯に成田国際空港がある。これらの地域郊外には農業地帯が広がる。市の西部にある印旛沼、北辺の茨城県との県境を流れる利根川から農業用水の取り込みを行っており、重要な水源でもある。
位置
- （極東）所字北割地先 - 東経140度28分21秒
- （極西）北須賀字中外埜地先 - 東経140度14分57秒
- （極南）南三里塚字東地先 - 北緯35度43分24秒
- （極北）小浮字流作地先 - 北緯35度54分09秒

### 地形
千葉県北部中央の北総台地に位置する。標高は最低標高の1メートル（安西地先）から最高標高の42メートル（南三里塚地先）となっている。成田市の市域の5分の3の面積は海抜10メートルから海抜40メートルの丘陵部であり、関東ローム層が地表を覆う高燥な台地となっている。残りは印旛沼や根木名川水系から入る浸食谷による平らな低湿地帯であり、土地利用も全く異なる。
台地部では山林と畑が混在し野菜畑や落花生畑、牧草地などに、低地部は豊かな水に恵まれ水田に利用されてきた。現在も美しい田園風景が広がっている。また、下総台地の崖下に市街地が広がっており、「急傾斜地の崩壊による災害の防止に関する法律」に該当する急傾斜崩壊危険区域が市内に68箇所ある。成田層（固結した砂層）が雨水によって侵食され、固結粘土層との間にすべりを生じ関東ローム層とともに崩壊する事例が台風などによる大雨により発生することが度々あり、擁壁工などの整備が進められている。
市域
広袤（こうぼう）：東西20.1キロメートル 南北19.9キロメートル
自然
一級河川：利根川、大須賀川、根木名川、派川根木名川、尾羽根川、荒海川、小橋川、取香川、十日川、派川十日川、竜台川
湖沼：北印旛沼、坂田ケ池、弁天池、バタ池（羽田池）、西池、浅間池

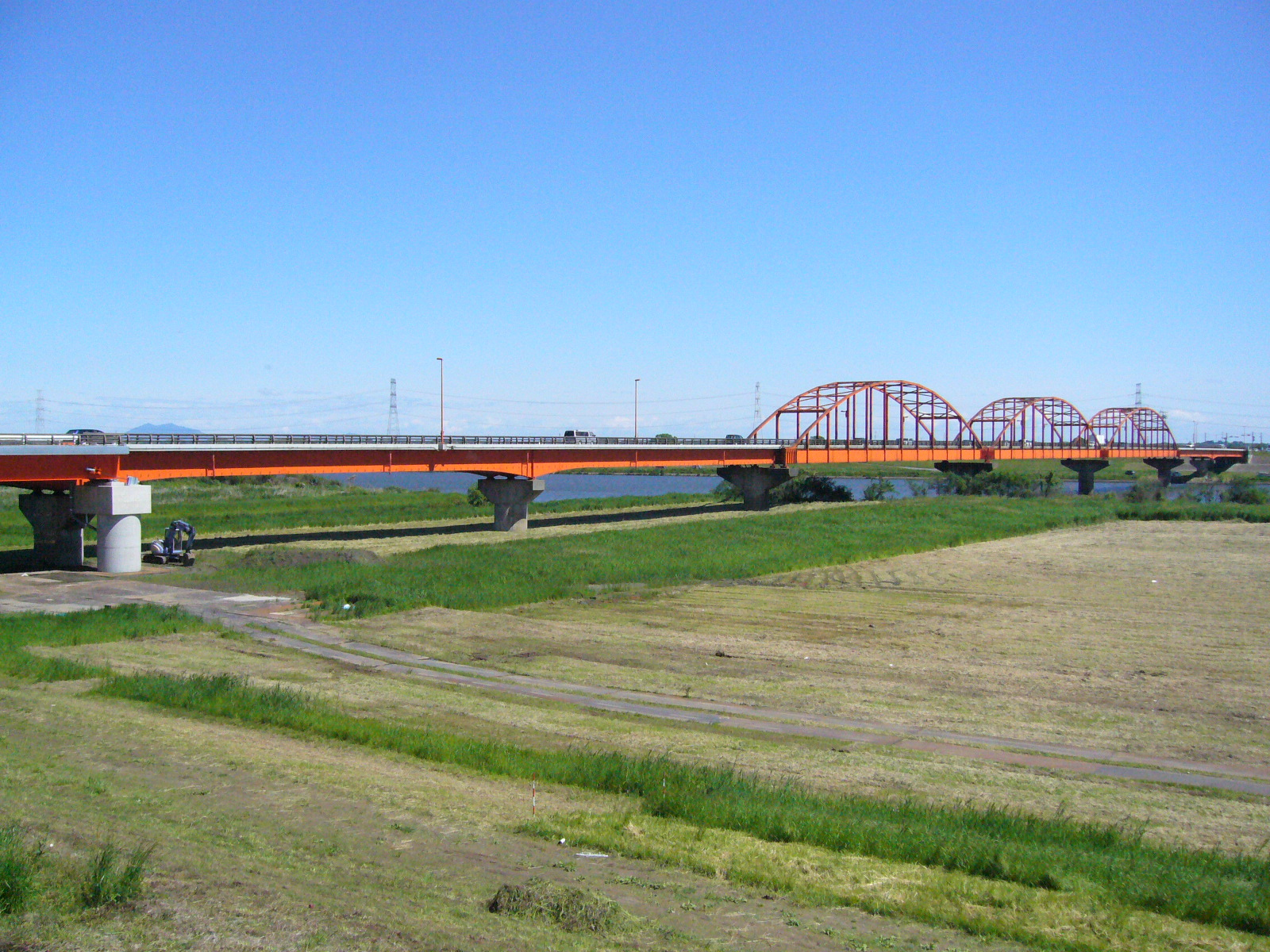
利根川（長豊橋）
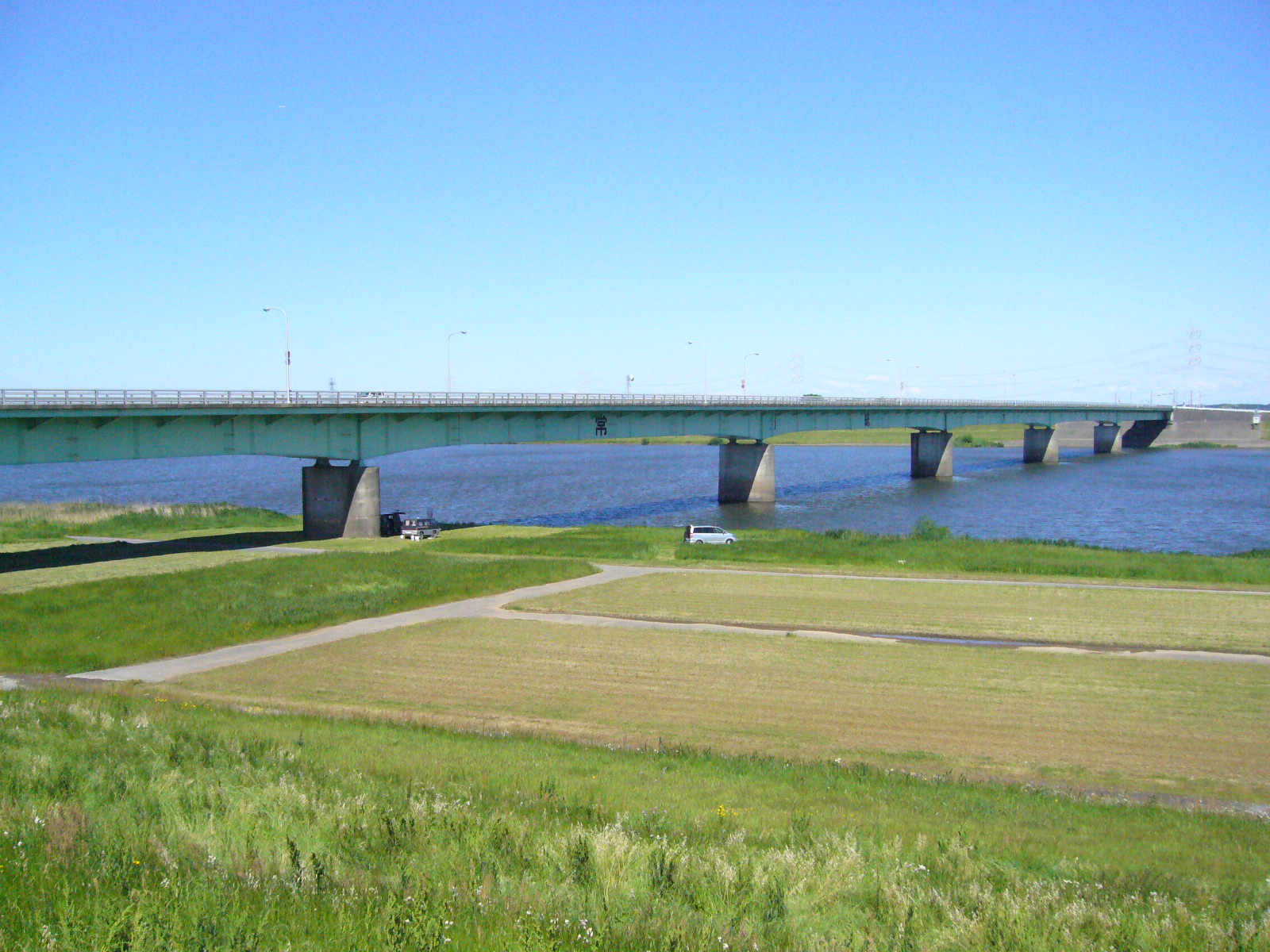
利根川（常総大橋）
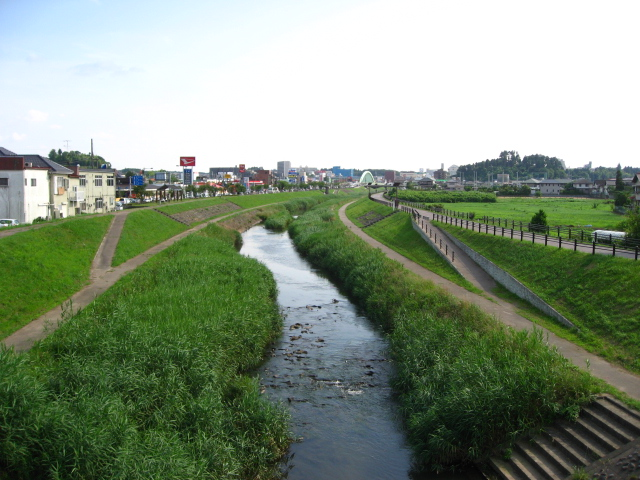
根木名川
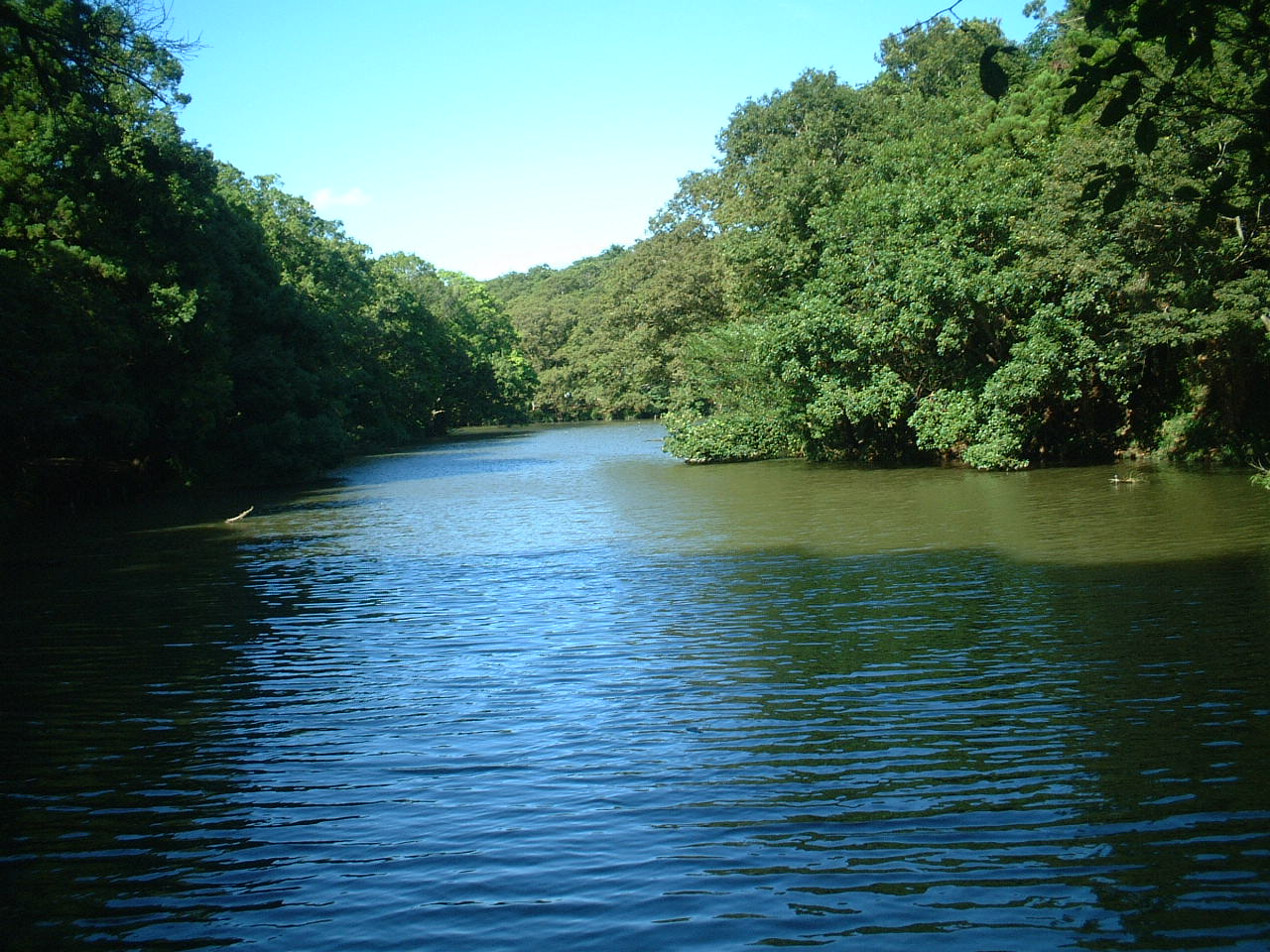
坂田ケ池

### 気候
年間の平均気温は14.8度(1991～2020年平年値)、年間降水量は1498.4ミリメートル。年間通して比較的温暖な気候に恵まれる千葉県の中では気温が低い。1月の最低気温の平均は千葉市で2.4℃に対し、-2.2℃。年間の0度未満の冬日平均日数は64.4日であり、氷点下5℃以下を記録する日もある。過去最低気温は1984年（昭和59年）1月20日に-10.7度を記録している。春から夏にかけて南西の風が強く吹くことが多く、夜間に放射霧が発生する割合が高い。霧が発生し易い理由として内陸性気候で気温の日較差が激しく、周辺の利根川、印旛沼、中小河川、耕地や水田などが多湿な状況を作り出していることが挙げられる。
- 成田市における平均月別気温と平均降水量

| 成田空港(1981-2010)の気候 | 成田空港(1981-2010)の気候 | 成田空港(1981-2010)の気候 | 成田空港(1981-2010)の気候 | 成田空港(1981-2010)の気候 | 成田空港(1981-2010)の気候 | 成田空港(1981-2010)の気候 | 成田空港(1981-2010)の気候 | 成田空港(1981-2010)の気候 | 成田空港(1981-2010)の気候 | 成田空港(1981-2010)の気候 | 成田空港(1981-2010)の気候 | 成田空港(1981-2010)の気候 | 成田空港(1981-2010)の気候 |
| 月                        | 1月                       | 2月                       | 3月                       | 4月                       | 5月                       | 6月                       | 7月                       | 8月                       | 9月                       | 10月                      | 11月                      | 12月                      | 年                        |
| ------------------------- | ------------------------- | ------------------------- | ------------------------- | ------------------------- | ------------------------- | ------------------------- | ------------------------- | ------------------------- | ------------------------- | ------------------------- | ------------------------- | ------------------------- | ------------------------- |
| 平均最高気温 °C （°F）    | 9.2 (48.6)                | 9.7 (49.5)                | 12.7 (54.9)               | 18.0 (64.4)               | 21.8 (71.2)               | 24.2 (75.6)               | 28.1 (82.6)               | 30.0 (86)                 | 26.2 (79.2)               | 21.1 (70)                 | 16.4 (61.5)               | 11.8 (53.2)               | 19.1 (66.4)               |
| 平均最低気温 °C （°F）    | −2.4 (27.7)               | −1.5 (29.3)               | 2.0 (35.6)                | 7.2 (45)                  | 12.1 (53.8)               | 16.3 (61.3)               | 20.3 (68.5)               | 21.8 (71.2)               | 18.7 (65.7)               | 12.3 (54.1)               | 5.7 (42.3)                | 0.0 (32)                  | 9.4 (48.9)                |
| 降水量 mm （inch）        | 61.8 (2.433)              | 62.9 (2.476)              | 115.6 (4.551)             | 116.6 (4.591)             | 119.6 (4.709)             | 144.9 (5.705)             | 123.2 (4.85)              | 117.2 (4.614)             | 214.8 (8.457)             | 202.1 (7.957)             | 99.8 (3.929)              | 50.7 (1.996)              | 1,429.1 (56.264)          |
| 出典：成田航空地方気象台  |                           |                           |                           |                           |                           |                           |                           |                           |                           |                           |                           |                           |                           |

### 隣接している自治体
- 印西市
- 富里市
- 香取市
- 印旛郡 : 栄町、酒々井町
- 香取郡 : 神崎町、多古町※
- 山武郡 : 芝山町
- 茨城県稲敷郡 : 河内町

※成田市内に香取郡多古町一鍬田の飛地が存在する。

## 歴史

### 地名の由来
成田（なりた）の地名の由来には諸説あり
- 昔から雷が多い為、雷の良く鳴る田「鳴田（なるた）」→「成田」とされる説。
- 稲の出来が良い土地の為「熟田（なりた）」→「成田」とされる説。
- 最近の研究では、開墾を行い、なりわい（なりわい業）の田「業田（なりた）」→「成田」

などの説がある。

### 前史（古代）
※成田市の歴史と、旧下総町・大栄町の歴史とは別項目にわけることとする。

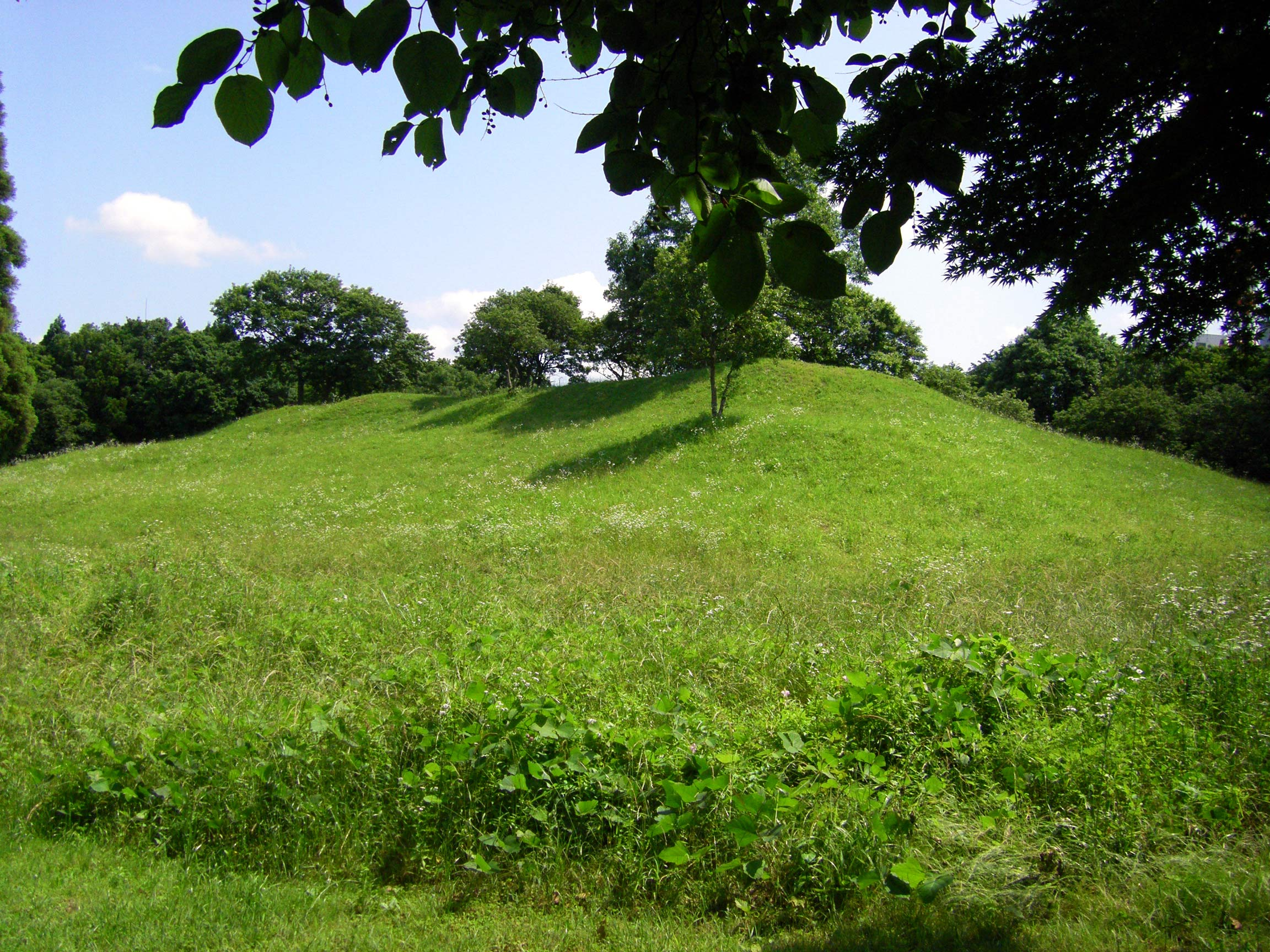
船塚古墳（前方後方墳）

成田付近には旧石器時代の約3万年前から人間が居住していたことが、空港建設に伴う発掘調査（新東京国際空港No.55遺跡（古込））によって判明し、発掘された楕円形石斧は千葉県内最古の遺物として位置づけられている。
縄文時代の南羽鳥中岫第1遺跡では、人頭形土製品などが出土し、国の重要文化財に指定されている。また関東地方最後の大貝塚である荒海貝塚などがあり、縄文時代最後の土器とされる「荒海式土器」が発掘され、国立歴史民俗博物館（佐倉市）の調査では稲作の可能性が明らかにされている。西暦3世紀終わり頃の古墳時代、市内には多くの古墳が出現した。近隣の龍角寺古墳群や日吉倉古墳群を含め、約340基の古墳が存在する。成田市は、水運に恵まれ、大和王権にとっては、重要なルート上に位置し、政治・軍事・経済上重要な地域だったとされる。市域では、成田ニュータウンに位置する船塚古墳が全国的に有名であり、周堀と土堤をめぐらした完全な姿は偉容である。また、古墳用の埴輪を焼いた登り窯（公津原埴輪窯跡）が古墳のすぐ近くで発見されたが、成田ニュータウンの造成により消滅した。千葉県内には他にもう1ヵ所、木更津市畑沢に畑沢埴輪窯跡が発掘されたのみで、貴重な遺跡であった。古文書に成田市域の地名が出るのは755年『万葉集』に「印波郡丈部直大歳、埴生郡大伴部麻与佐」の歌がみえる。埴生郡（はにふのこほり）は、成田市近辺と推測される。

『万葉集』「第20巻4392番」より和歌の詳細については、以下を参照。
成田の文字が確認されるのは、1408年（応永15年）成田村安養寺（現在は永興寺安置）の聖観音菩薩坐像胎内に「成田郷 応永十五年」の銘がみえる。940年（天慶3年）承平天慶の乱（平将門の乱）が平定され、新勝寺が創建されたと同寺縁起（制昨年不明）では記される。

### 江戸時代

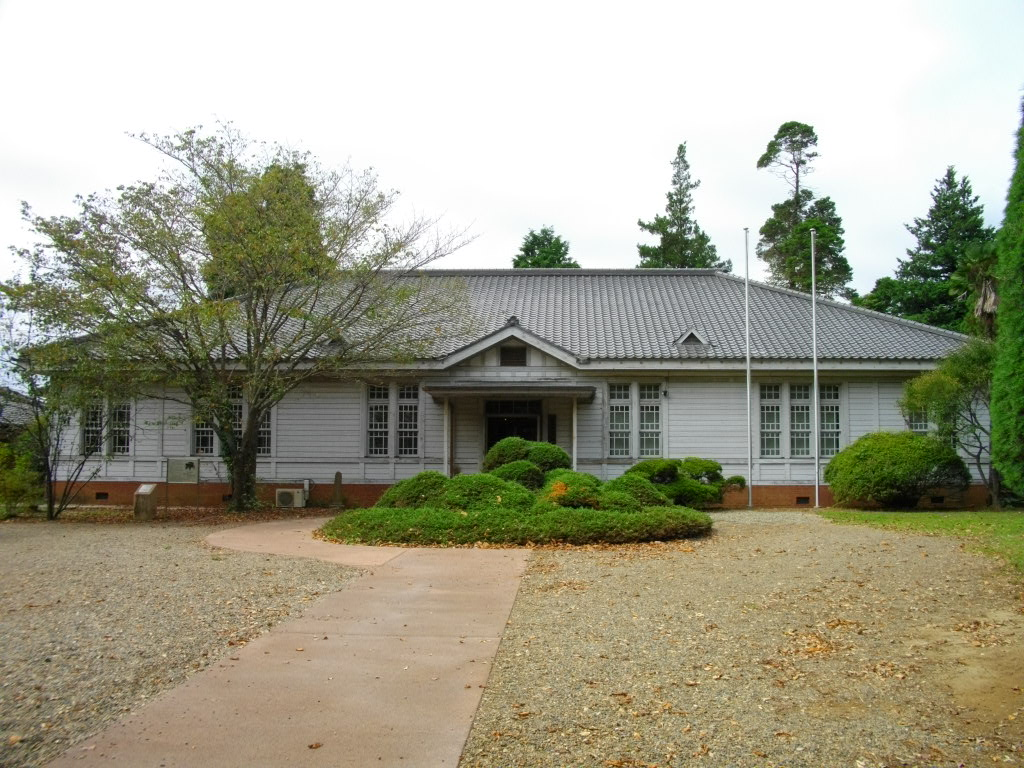
下総御料牧場事務所（三里塚御料牧場記念館）

江戸時代中期、成田は門前町としての色を濃くしていった。参拝者の増加と共に、飯屋や居酒屋などが次第に専業化していった。記録によると、1701年（元禄14年）には旅籠が1件もない農村であったが、1843年（天保14年）には旅籠32軒となっている。煙草、刀剣の研、髪結、提灯、蝋燭、傘、下駄屋などがあり、江戸との間を結ぶ成田街道をはじめ、利根川の木下河岸（きおろしがし・現印西市）、常陸国を結ぶ滑川河川、香取・佐原・芝山・九十九里などを結ぶ道などが集中する交通の要衝として栄え、参拝者以外の旅人でも賑わった。1881年（明治14年）6月および1882年（明治15年）6月に、明治天皇が千葉県下の下総種畜場（後の宮内庁下総御料牧場）へ行幸する際に成田山を行在所（あんざいしょ）と定めた。境内には「明治天皇成田行在所」の碑が建てられている。
1871年（明治4年）に旧成田市域は印旛県に属し、1873年（明治6年）千葉県に統合された。1876年（明治9年）の大区小区制では、第10区11-16小区に属す。明治11年、埴生郡は下埴生郡と改称。印旛郡公津新田が八生村に、下埴生郡成木新田が公津村に編入され、1897年（明治30年）下埴生郡が印旛郡へと編入され、旧市域はすべて印旛郡となる。
江戸時代に佐倉七牧と呼ばれた馬の放牧地があり、明治時代に入るとその内の一牧「取香牧」（現・成田市取香・三里塚付近）に牧羊場が開場した。以後、宮内庁管轄となり下総御料牧場の基礎輸入牝馬で知られる「下総御料牧場」となる。この頃から下総台地の佐倉牧や小金牧などで開墾が行われ始め、成田の「十余三」はその13番目の開墾地名である。

### 成田山信仰

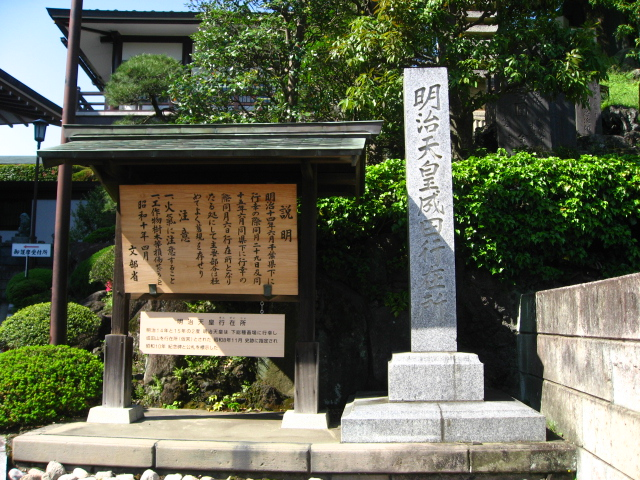
成田山新勝寺「明治天皇成田行在所」

明治以後は観光の振興に力を入れ、交通の整備が急速に進んだ。それ以前は東京から成田まで片道二日の行程が普通であったが、乗合馬車の整備により半日で到達可能になった。また鉄道敷設の気運が高まり、1901年（明治34年）成田鉄道（初代）により成田 - 我孫子（現・成田線）が開通、日本鉄道（現・常磐線）と接続し上野駅に直結させた。1910年（明治43年）には、成宗電気軌道（現千葉交通の前身）により成田門前 - 成田駅に県下初の電気軌道が運行を開始する。大正末期には、成田駅の乗降客数は千葉駅に次ぐ千葉県内第2位まで増加した。
明治期の成田は成田山参詣の恩恵を受け、特に活気に満ちていた。しかし急速に交通網が整備されたため、参詣客が増加する反面日帰り客の増加を招き、旅館業者の宿泊客が奪われ、転業するものが増えた。もっとも産業自体は活気に満ちており、この頃登場し、現在でも成田名物として有名な「栗ようかん」など、薬、酒、たばこ、飲食、料理、土産物屋などが参道に店を連ねた。町の発展に伴い、千葉郡にあった物産陳列館も成田町に移され、町立千葉県物産館が開館した。また成田町には佐倉警察署成田分署、佐倉裁判所成田出張所、成田郵便局、大日銀行、九十八銀行、各保険会社の代理店などが置かれ、現市域の中枢としての機能を有していた。
大正時代に入り、第一次世界大戦によってもたらされた活況や、その反動により起こった恐慌にも成田の参詣客数には関係なく、宿泊客数も増加した。この頃から、成田瓦斯会社（後に成宗電気軌道に合併）によって、市内にガス灯が灯るようになる、しかし、成宗電気軌道による電灯用電気供給により、以後ガス灯を圧倒していった。成田の経済を象徴するものとして、この頃成田銀行が一時経営不振に陥るが、その後川崎銀行の元で経営を再建、市内の中小銀行を併合し「総武銀行」、「千葉合同銀行」と改称、後に現在の「千葉銀行」となる。大正期、成田は第二次世界大戦前のピークを形作る。
昭和初期には「高くて、まずくて、不親切」と不評を買っていた、参道商店街がこの評判を払しょくするため、電車内での客引きを禁止したり、強引な呼び込みをやめるため、店舗前での呼び込みは１名、女性に限るなどの自浄作戦を展開するまでになった。
戦時中、『江戸時代、成田山の仁王門再建工事をしていた大工"辰五郎"が誤って高い足場から転落したが、成田山の焼印を押したお守りが二つに割れ、お不動様の霊験により軽い怪我で助かった』という伝承が伝わり、出兵兵士達の間で成田山の「身代わり札」が流行した。太平洋戦争末期、戦争の長期化により物資の不足が深刻化すると、成田山公園に設置されていた銅像やようかんの看板、不要不急線として成田鉄道（2代）の鉄道線（多古線）、次いで軌道線（旧成田電気軌道［成宗電気軌道］）が廃線となり国に供出された。また、市内に直接的な空襲被害はなかったが、1945年（昭和20年）2月、八生国民学校校舎に米軍機が撃墜され墜落。校舎が全焼する事件が起き、米兵の引渡し騒動など一部混乱はおきたが特に害はなかった。1945年（昭和20年）8月15日、終戦を迎えたが相次ぐ凶作や急激な物価高騰の影響を受けて戦時下より一層生活困窮に陥った。また、消息不明未帰還者が相次ぐなど、市内にも戦争の残した爪跡は決して少くなかった。
終戦後は成田地域の百姓らは東京圏への行商をするものが多く現れた。一部は、あくどい商売を行い上質な着物一反と腐った芋を交換するなど、成田の評判を落とした行商人もいた。

### 成田市の誕生と空港建設
（成田国際空港#歴史も参照）

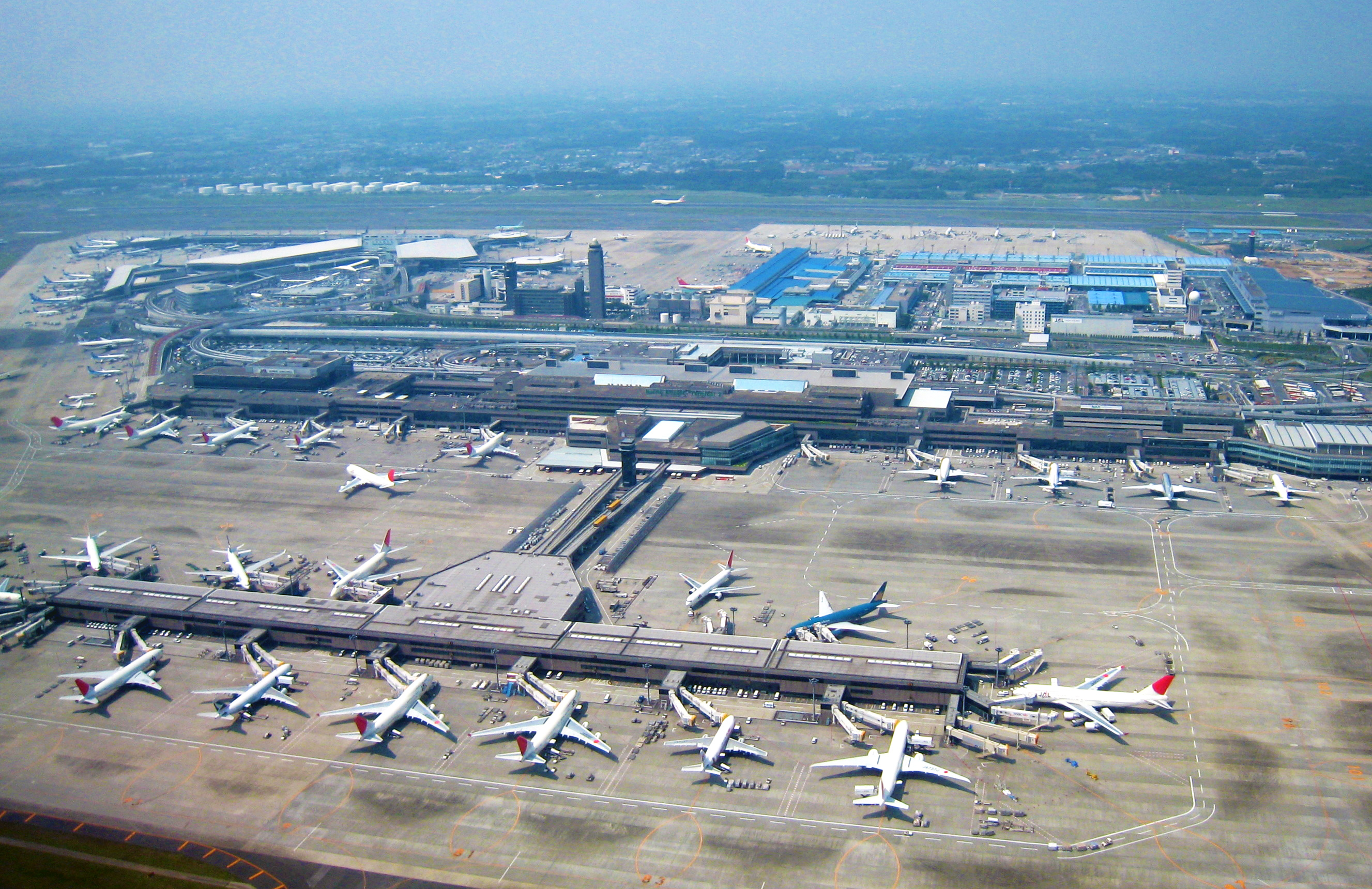
成田国際空港

終戦後、1953年（昭和28年）に町村合併促進法が制定され、翌年の1954年（昭和29年）3月31日、成田町、公津村、中郷村、久住村、豊住村、遠山村の1町6村が合併し、（旧）成田市が誕生する。成田は田園観光都市として、農業を中心とした都市形態であったが、1966年（昭和41年）6月22日の新東京国際空港建設計画（三里塚案）の発表、それに続く佐藤栄作内閣による7月4日の閣議決定（空港の位置及び規模について）によって町は一変することになる。
空港建設の決定に伴い、市議会は即時空港建設反対の決議をしたものの、翌月には決議を白紙に戻し、空港建設を積極的に協力する姿勢を打ち出した。しかし計画地近辺の地元住民らを中心に、何の説明もなく意見を無視し国家権力を振りかざした新空港建設に、激しい憤りの声が挙がった。市民の間では空港建設に対して賛否がわかれ、閣議決定に前後し、地元の約1千戸、3千人もの住民によって三里塚芝山連合空港反対同盟が結成。
1968年（昭和43年）3月10日には、反日共系全学連などと共に決起集会（第2次成田デモ事件）が行われ、警察との間で激しい衝突が繰り返された。
市役所には有刺鉄線を使ったバリケードが設けられたほか、商店はショーウィンドウをトタン板で囲い学生と警察との衝突に備えるなど市民生活にも影響が出るようになった。
その後も反対闘争はいわゆる極左暴力集団の流入により過激化、ついには東峰十字路事件や東山事件など死者をも出す深刻な社会問題と発展し、現代史に残る三里塚闘争や成田空港問題となる。相次ぐ流血の惨事に成田市では「暴力行為の排除と信仰の町成田の平和と繁栄の為に市民の協力を願う」との主の声明を出す。こうした混乱により予定から5年以上の遅れを経た1978年（昭和53年）5月20日、全国から約13,000人の機動隊員が動員された厳戒態勢の中、現在の成田国際空港が暫定開港した。
その後、空港関連事業として、東関東自動車道の開通、内陸工業団地、成田ニュータウンが千葉県北総開発局（現・千葉県企業庁）によって造成され、近年ではベッドタウン化が進み、人口も増加したが、現在は頭打ち傾向が顕著となり、人口の減少化が始まった。東京都内中心部に通勤・通学するには遠く、昭和４０～５０年代に始まったニュータウンは、徐々に空き地が目立ち始めている。また、旧大栄町、下総町で中途半端に開発された宅地造成の多くは、限界ニュータウンと呼ばれ、公共交通が通わず、空き地がほとんどとなっている。一方では百貨店や大型ショッピングセンターが市内に立地し、北総地域の商業都市としての一面もある。しかし、政府による空港建設の強行は、地域住民・日本国政府・地方公共団体との間の信頼関係を崩壊させ、成田空港は暫定開港から半世紀近く経つ今日でも当初計画の規模に到達していない。そのため、構想にあった東アジアにおける国際ハブ空港としての地位は、仁川国際空港や香港国際空港などに先行される形となっている。

### 沿革

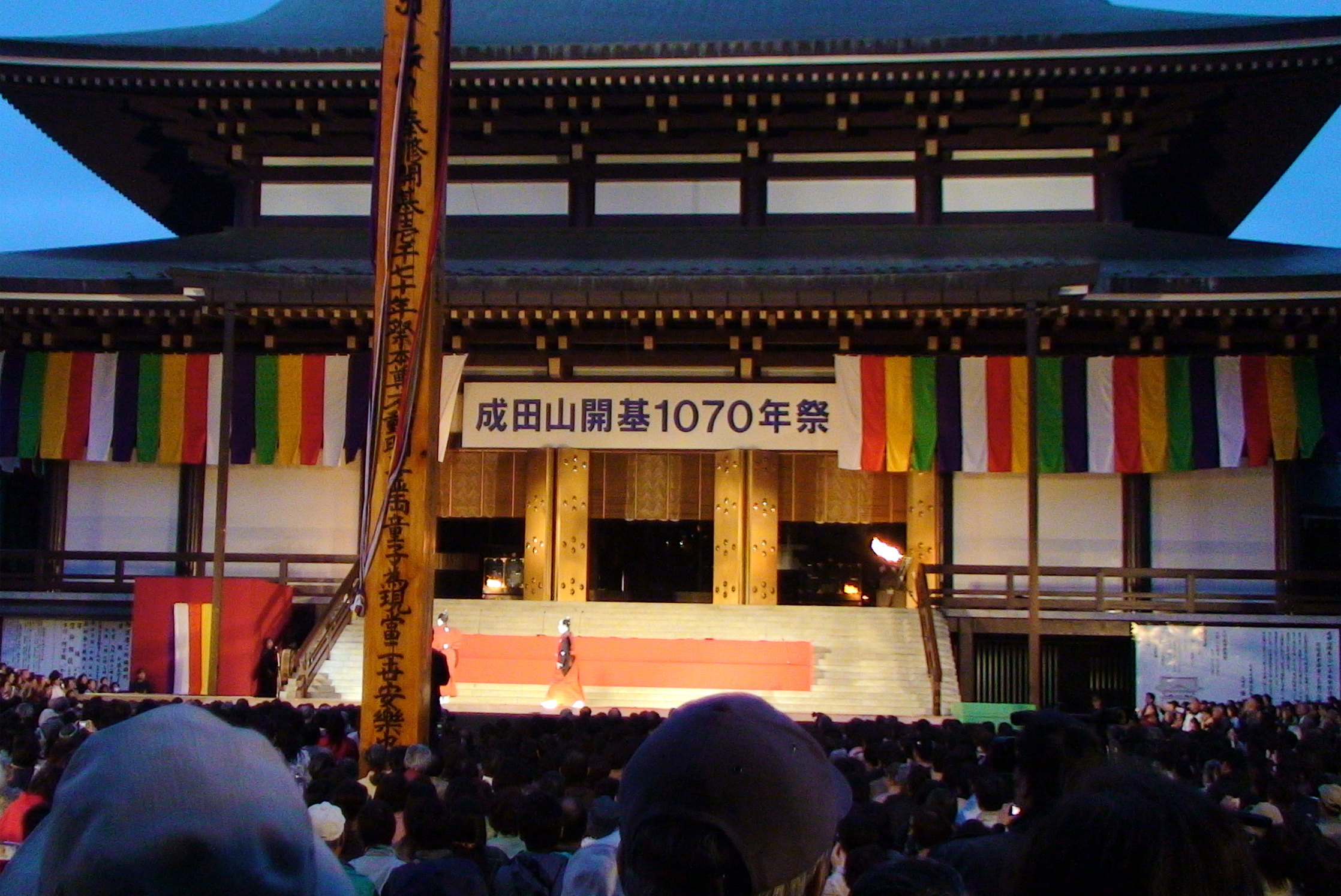
成田山開基1070年祭（2008年）

- 940年 （天慶 3年） ： 成田山新勝寺開山（成田山縁起による）正式名称 成田山明王院新護新勝寺。
- 1408年（応永15年）： 成田村安養寺の聖観音菩薩坐像胎内に「成田郷 応永十五年」の銘が見える。（成田の地名の初見。安養寺の火災により聖観音菩薩は寺台の永興寺に移される。）
- 1889年（明治22年）： 4月1日 町村制施行により成田町、八生村、中郷村、久住村、豊住村、遠山村（下埴生郡）、公津村（印旛郡）の7ヶ町村が誕生。
- 1897年（明治30年）1月19日： 成田鉄道の佐倉 - 成田が開通。12月29日には成田 - 滑川も開通。
  - 4月1日： 下埴生郡が印旛郡に編入され、成田町以下6町村が印旛郡に属する。
- 1900年（明治33年）： 内務省より、長沼の沼地無償払い下げが認可される（長沼事件）。
- 1901年（明治34年）4月1日： 成田鉄道の成田 - 我孫子が開通。
- 1910年（明治43年）成宗電気軌道第1トンネル跡（2012年）

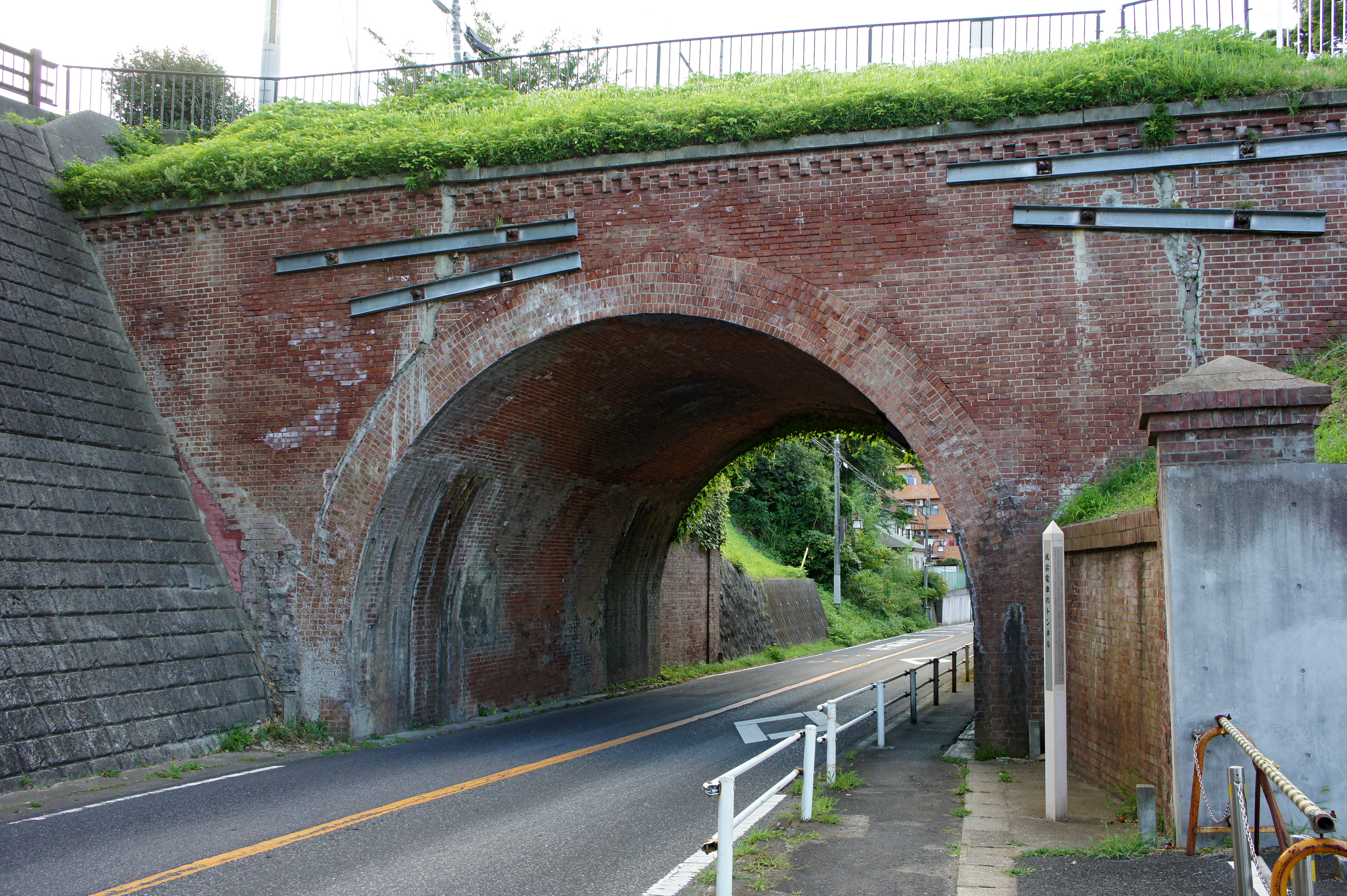
成宗電気軌道第1トンネル跡（2012年）

  - 12月11日： 成宗電気軌道の成田山門前 - 成田駅前間開通。成宗電気軌道の火力発電所から一般家庭に電灯用電力の供給が開始される。県下で2番目の電力供給。
- 1911年（明治44年）7月1日： 千葉県営鉄道多古線の成田 - 三里塚間が開通。10月5日には三里塚 - 多古間が開通。
- 1914年（大正 3年）5月18日： 千葉県営鉄道八街線の三里塚 - 八街間が開通する。
- 1920年（大正 9年）9月1日： 成田鉄道が国有化され、成田線と呼称。
- 1926年（大正15年）12月24日： 京成電気軌道（現・京成電鉄）酒々井 - 花咲町（仮駅）間が開通。
- 1930年（昭和 5年）4月25日： 京成電気軌道、花咲町 - 京成成田間開業。
- 1938年（昭和13年）3月28日： 成田山開基一千年祭記念開帳が始まる。（本来は1940年が1千年となるが、紀元２６００年という国家的大祭があるため、協賛金・寄付金が少なくなることを避けるため、２年前倒しで実施された）
- 1954年（昭和29年）3月31日： 成田町、公津村、八生村、中郷村、久住村、豊住村、遠山村が合併し、成田市が誕生する。千葉県内で11番目の市制施行（佐倉市と同日）。人口44,724人。
- 1958年（昭和33年）10月31日： 成田市役所新庁舎落成（それまでは旧成田町役場のものを使用）。
- 1966年（昭和41年）
  - 6月22日： 佐藤栄作総理大臣（当時）から友納武人県知事（当時）へ、国・県有地を中心に極力民有地の面積を抑えて三里塚に新空港を建設したいとの協力要請がされる。突然の内定に建設予定地は大混乱に陥る。
  - 6月25日： 県知事から藤倉武男成田市長（当時）に三里塚に新空港を建設したいと正式に協力を要請。同日、三里塚小学校にて新空港説明会を実施。大混乱となる。
  - 7月4日： 新東京国際空港の位置及び規模について閣議決定。空港の建設予定地が千葉県成田市三里塚の宮内庁下総御料牧場周辺に決定する。成田市議会が新空港反対決議を採択（賛成17・反対5・白票3）。
  - 7月12日： 県は空港建設に伴う移転や、土地売買に関する相談を受け付ける「千葉県国際空港相談所」を開設する。
  - 8月2日： 成田市議会、新空港反対決議を白紙撤回。
- 1967年（昭和42年）6月27日： 大橋武夫運輸大臣（当時）が成田入り、反対派が国鉄成田駅を占拠する。
- 1968年（昭和43年）
  - 1月29日： 甚兵衛大橋が開通。甚兵衛渡しが役目を終える。
  - 2月15日： 長豊橋が完成。これにより成田-江戸崎線が開通。茨城県と橋で繋がる。
  - 3月26日： 国鉄千葉 - 成田間が電化。
- 1969年（昭和44年）
  - 3月： 印旛沼開発事業竣工。
  - 5月7日： 国道51号線（佐倉 - 佐原間）が6年の歳月をかけ舗装化。
- 1970年（昭和45年）
  - 4月28日： 資材輸送専用線（国鉄成田駅から分岐、大株から土屋地先に至る約2.9キロメートル）が一部開通（全通は8月31日）。
  - 8月18日： 新東京国際空港建設に伴い下総御料牧場閉場。以降空港建設反対運動が激化する。
  - 8月21日： 押畑に市総合運動場の第1期施設工事として大谷津運動公園野球場が開場。6万7000平方メートルを造成して建設された。
- 1972年（昭和47年）
  - 4月1日： 成田ニュータウンへの入居が始まる。
  - 8月19日 ：新空港自動車道（現・東関東自動車道） 富里IC - 成田IC間供用開始。
  - 11月25日： 京成電鉄、京成成田駅 - 成田空港駅（現・東成田駅）間完成。
  - 12月21日： 成田用水事業が国営事業として水資源開発公団により始まる。
- 1973年（昭和48年）
  - 4月30日： 成田空港A滑走路（4,000メートル）完成。
  - 10月14日： 成田ニュータウンに中台運動公園がオープン。中台運動公園野球場が開場。
  - 10月15日 - 10月18日： 第28回国民体育大会（若潮国体秋季大会）の軟式野球（一般軟式）会場（大谷津運動公園野球場、中台運動公園野球場、成田高等学校野球場、西中学校野球場、中台中学校グラウンド）となる。
- 1974年（昭和49年）
  - 6月4日： 成田市公設地方卸売市場（青果部）開場。
  - 10月28日： 成田市は、空港関連事業の予算見通しが立たなくなり、財政困難に陥る。「非常事態宣言」を発令し財政再建対策委員会を設置。（成田空港開港と共に解消。以後好転に向かう。）
- 1975年（昭和50年）3月28日： 市制20周年記念事業として、成田国際文化会館が開館。
- 1978年（昭和53年）
  - 4月1日： いずみ清掃工場が開設。収集日が週3日になる。
  - 5月12日： 新東京国際空港の安全確保に関する緊急処置法（現：成田国際空港の安全確保に関する緊急措置法）成立。
  - 5月20日： 空港開港、翌日より運行開始。
  - 5月21日： 京成スカイライナーが成田空港駅（現東成田駅）乗り入れ。新空港自動車道 成田IC - 新空港IC間供用開始。
- 1980年（昭和55年）5月1日： 成田用水の幹線がほぼ完成。暫定通水開始。翌年本格通水。
- 1981年（昭和56年）2月： 国道51号の成田橋が全面開通。
- 1983年（昭和58年）6月： 千葉県は「千葉新産業三角構想」を策定し、成田市、千葉市、木更津市、の3市を核都市とした。
- 1984年（昭和59年）10月27日： 市制30周年記念事業として、成田ニュータウン赤坂地区に市立図書館が開館。
- 1985年（昭和60年）2月27日： 東関東自動車道成田IC - 大栄IC間供用開始。
- 1986年（昭和61年）
  - 2月24日： 国鉄成田線、佐倉 - 成田間が複線化。
  - 3月24日： 成田市、佐倉市、栄町、芝山町が国の国際観光モデル地区に指定。
  - 4月6日 国鉄成田駅西口広場が供用開始。
  - 「第4次首都圏基本計画」において、成田広域連携拠点として業務核都市に指定される。
- 1988年（昭和63年）
  - 4月28日 - 5月28日： 成田山開基1050年祭記念開帳。
  - 9月14日： 咸陽市と友好都市提携に調印。
  - 11月7日： 成田市役所新庁舎落成。業務開始（現庁舎）。
- 1990年（平成 2年）10月6日： サンブルーノ市と姉妹都市提携に調印。
- 1991年（平成 3年）
  - 3月19日： 成田空港駅までJR・京成電鉄が開通。
  - 11月21日： 成田空港問題第1回シンポジウム開催。
- 1992年（平成 4年）
  - 12月6日： 成田空港第2旅客ターミナルビルが開業。
  - 7月23日： 京成成田駅と京成成田駅東口広場結ぶ京成成田駅東口地下道が完成。
- 1993年（平成 5年）
  - 5月1日： 防災行政無線運用開始。
  - 5月24日： 成田空港問題シンポジウムが終結。
  - 9月20日： 成田空港問題第1回円卓会議が開かれる。
- 1994年（平成 6年）10月11日： 成田空港問題円卓会議が終結。
- 2002年（平成14年）4月18日： 成田空港暫定平行滑走路（B滑走路）供用開始。
- 2004年（平成16年）11月13日： 成田市制施行50周年記念式典が成田国際文化会館で執り行われる。
- 2005年（平成17年）11月18日： 人口が10万人に達する。
- 2006年（平成18年）
  - 3月27日： 下総町・大栄町を編入合併[8]。人口120,237人となる。
  - 3月29日： 環境マネジメントシステムの国際規格「ISO14001」を認証取得。
- 2008年（平成20年）9月27日： 成田山新勝寺表参道の道案内となるモニュメント「時空の舞（ときのまい）」除幕式。
- 2009年（平成21年）
  - 10月22日 成田空港B滑走路が当初の計画より北側へ延伸され2,500メートル化、供用開始。
- 2010年（平成22年）
  - 2月5日： 成田市の第1回成田空港成長戦略会議を開催。
  - 4月 市の観光キャラクター「うなりくん」がデビュー。
  - 9月25日 - 10月5日： 第65回国民体育大会（ゆめ半島千葉国体）の柔道・ゴルフ・ソフトボール会場となる。
  - 7月1日： 成田空援隊が設立、活動を開始。
  - 7月17日： 成田新高速鉄道（京成成田空港線）が開通。市内に成田湯川駅が設けられる。
  - 9月26日： 一坪田に大栄野球場が開場。
  - 10月13日： 「成田空港に関する四者協議会」において、成田空港の年間発着容量30万回への容量拡大について国・千葉県・空港周辺9市町およびNAAの四者で合意。
- 2012年（平成24年）
  - 12月13日： 成田空港A滑走路が開港以来初の4000メートル全面運用を開始。
- 2013年（平成25年）
  - 3月31日： 成田空港が年間発着容量27万回化し、オープンスカイ協定を導入。
- 2015年（平成27年）
  - 2月27日：スカイタウン成田（JR成田駅東口再開発ビル）が完成。
  - 4月8日： 成田空港第3旅客ターミナル（LCC専用ターミナル）が開業。
  - 6月7日： 圏央道 神崎IC - 大栄JCT間開通、市内に下総ICが開設。

### 備考
- 成田空港開港直後の1980年の成田市の人口は68,418人であり、2007年までに3万人程度増加している。その殆どが市外からの転入者であり、当時の関係者の高齢化と供に成田空港問題を知らない住民が増えたことが成田空港問題の風化を早めていると言う指摘[要出典]がある。1995年に誕生した第4代小川国彦・市長はその象徴[要出典]であり、元社会党国会議員・一坪運動の地権者の一人（＝用地収容反対運動）として登記された人物である。
- 成田市議会では平成9年11月、市内で起きた芝山鉄道専務宅で発生した爆破事件をきっかけに、同年12月10日「過激派暴力集団の排除等に関する決議」を決議し、極左暴力集団の一掃と根絶を図ることを要望した。また、成田市議会の他に、県内27市議会、千葉県議会、芝山町議会他51町村議会、山武郡市町村会及び JFEスチール千葉協力会など203団体が同じく「極左暴力集団排除決議」を決議している。

#### 方言
成田の方言は利根川下流地域で使われる言葉である。「…しましょう」「…だろう」、或いは「…でしょう」など、話し手の意思を表すのに「べー」がよく使われる（例：遊んべー、行くべー）。この「べー」も場所により「だっぺ」や「だべー」と違いが見られる（茨城県では「だっぺ」や「ぺ」が使用されており、茨城寄りになるほど「ぺ」が使われる頻度が高まる）。また、単語にも地域の特性を持つものや標準語に近いものもある。おっぺす（押す）、かちゃっぱ（枯葉）などがよくつかわれる。

#### なまり
成田地方のなまりの特徴として、清音が濁音になることがあげられる。地名で「ねこさく」が「ねこざく」「ねござく」「ねござぐ」になったり、人名の大木「おおき」が「おおぎ」、話し言葉の良いか「いいか」が「いいが」になったりするなまりが顕著である。

### 平成の大合併
2002年（平成15年）12月15日に成田地域任意合併検討協議会が初会合を開催、
2003年（平成15年）2月22日に成田地域任意合併検討協議会で、富里市、下総町、大栄町、多古町、芝山町、栄町、神崎町、栗源町、横芝町、蓮沼村の2市8町1村が法定協議会の規約を承認して翌月の参加各市町村の定例会に法定協議会設置の議案を提出することになった。
合併における争点の一つは、成田空港関連の固定資産税などの税収入をほぼ独占している成田市と、騒音問題を抱えているにもかかわらず、空港収入が少ない周辺市町村との温度差であった。合併の枠組みは、松尾町が山武地区の合併協議会へ参加したため離脱し、2市8町1村による議論になったが、2003年（平成15年）3月5日に成田市議会が11市町村での法定協議会設置を否決して市長の小川国彦（当時）が辞意表明し、空港圏合併任意協議会は解散した。
空港関連収入の取り分が少なくなることを嫌って、その後成田市は「成田市への編入合併」を前提に富里市、香取郡下総町・大栄町・多古町及び芝山町に対し合併協議参加を呼びかけたが、富里市・多古町・芝山町は「新設合併」を主張し不参加。結果、2006年（平成18年）3月27日に下総町と大栄町を編入することが決まった。成田市が富里市との新設合併を拒否した理由として、財政展望が明るくないことに加え、成田空港建設当時、富里・八街地区への空港建設案があり、両町村が激しい空港建設反対運動を展開したため、成田市への建設が閣議決定された経緯がある。
| 平成の大合併沿革 - 2004年（平成16年） - 3月1日 成田市・下総町・大栄町合併協議会設置。 - 5月27日 千葉県知事が合併重点支援地域に指定。 - 2005年（平成17年） - 3月15日 合併協定調印。 - 3月16日 成田市、下総町の議会で合併申請議案可決。 - 3月18日 大栄町の議会で合併申請議案可決。 - 3月25日 県へ合併申請。 - 4月6日 臨時県議会で議決。 - 4月12日 県で合併決定。 - 5月13日 総務大臣による官報告示。 - 2006年（平成18年） - 3月27日 下総町・大栄町が成田市に編入合併。 | 平成の大合併後の動き - 2007年3月、千葉県により、市町村合併第2ステージ「千葉県市町村合併構想」が発表され、成田空港圏自治体連絡協議会や地域振興連絡協議会に参加した神崎町、栄町を含む、成田市、富里市、多古町、芝山町の2市4町案が提案される。 - 2007年11月より、成田市を除く、富里市、栄町、神崎町、多古町、芝山町の1市4町の首長による合併懇談会が開かれる。 - 2008年8月5日、富里市、栄町、神崎町、多古町、芝山町の1市4町の首長が成田市役所を訪れ、小泉一成市長に「千葉県市町村合併推進構想」に示された、成田市、富里市、栄町、神崎町、多古町、芝山町の2市4町による合併協議の申し入れを提出する。 - 2008年9月2日、成田市、富里市、栄町、神崎町、多古町、芝山町の2市4町の経済団体代表者らが成田市役所を訪れ、小泉一成市長に「2市4町による合併実現に関する要望書」を提出する。 - 2008年9月29日、富里市、栄町、神崎町、多古町、芝山町の1市4町の首長へ「合併協議申入れに関する回答書」で、新たな合併に取り組むよりも、当面の成田市の諸課題に全力を傾けていきたい旨を回答する。 |

### 行政区域変遷
現在の成田市は1954年に新設合併で誕生したものである。それ以前の成田町については当該項目を参照。
- 変遷の年表

| 成田市市域の変遷（年表） | 成田市市域の変遷（年表） | 成田市市域の変遷（年表） |
| 年                       | 月日                     | 現成田市市域に関連する行政区域変遷 |
| ------------------------ | ------------------------ | --- |
| 1889年（明治22年）       | 4月1日                   | 町村制施行に伴い、以下の町村がそれぞれ発足。 - 旧成田市 - 下埴生郡 - 成田町 ← 成田町・郷部村・寺台村・土屋村 - 八生村 ← 印旛郡松崎村・大竹村・上福田村・下福田村・宝田村・押畑村・山口村と印旛郡公津新田村 - 中郷村 ← 野毛村・東金山村・下金山村・赤荻村・和田村・関戸村・新妻村・芦田村・東和泉村・西和泉村 - 久住村 ← 幡谷村・荒海村・磯部村・飯岡村・水掛村・大生村・成毛村・小泉村・土室村・大室村 - 豊住村 ← 北羽鳥村・南羽鳥村・竜台村・興津村・安西新田村・田川村・佐野村・長沼村 - 遠山村 ← 小菅村・吉倉村・畑ケ田村・川栗村・大山村・馬場村・久米村・取香村・長田村・駒井野村・ 堀之内村・東和田村・山ノ作村・十余三村の一部 - 印旛郡 - 公津村 ← 印旛郡公津下方村・公津台方村・公津江弁須村・公津大袋村・公津飯仲村・船形村・ 八代村・飯田新田村と下埴生郡成木新田村 - 旧下総町 - 香取郡 - 滑河町 ← 滑川村・西大須賀村・大菅村・猿山村 - 高岡村 ← 高岡村・大和田村・高村・小浮村・野馬込村・小野村 - 小御門村 ← 名古屋村・成井村・七沢村・高倉村・倉水村・青山村・名木村・中里村・冬父村・地蔵原新田 - 旧大栄町 - 香取郡 - 大須賀村 ← 伊能村・掘籠村・所村・村田村・桜田村・馬乗里村・南敷村・横山村・柴田村・奈土村 - 本大須賀村 ← 香取郡吉岡村・津富浦村・中野村・稲荷山村・松子村・臼作村・新田村・前林村・ 一坪田村・久井崎村と下埴生郡十余三村の一部 |
| 1897年（明治30年）       | 4月1日                   | 下埴生郡は印旛郡に編入。 |
| 1899年（明治32年）       | 4月1日                   | 豊住村の一部（田川）は茨城県金江津村に編入。 |
| 1932年（昭和7年）        | 7月1日                   | 富里村の一部（日吉倉の一部）を編入。 |
| 1942年（昭和17年）       | 8月1日                   | 本大須賀村は改称し昭栄村になる。 |
| 1953年（昭和28年）       |                          | 遠山村の一部（駒井野の一部）は富里村と千代田村に編入。 |
| 1954年（昭和29年）       | 3月30日                  | 豊住村の一部（興津）が安食町に編入。 |
| 1954年（昭和29年）       | 3月31日                  | 成田町・公津村・八生村・中郷村・久住村・遠山村・豊住村が合併し成田市が発足。 |
| 1955年（昭和30年）       | 2月11日                  | 滑河町・高岡村・小御門村が合併し滑河町が発足。 - 同日、改称し下総町になる。 |
| 1955年（昭和30年）       | 4月15日                  | 大須賀村と昭栄村が合併して大栄町が発足。 |
| 2006年（平成18年）       | 3月27日                  | 下総町と大栄町は成田市に編入。 |

- 変遷表

| 成田市市域の変遷表（※細かい境界の変遷は省略） | 成田市市域の変遷表（※細かい境界の変遷は省略） | 成田市市域の変遷表（※細かい境界の変遷は省略） | 成田市市域の変遷表（※細かい境界の変遷は省略） | 成田市市域の変遷表（※細かい境界の変遷は省略） | 成田市市域の変遷表（※細かい境界の変遷は省略） | 成田市市域の変遷表（※細かい境界の変遷は省略） | 成田市市域の変遷表（※細かい境界の変遷は省略） | 成田市市域の変遷表（※細かい境界の変遷は省略） | 成田市市域の変遷表（※細かい境界の変遷は省略） |
| 1868年 以前                                   | 1868年 以前                                   | 1868年 以前                                   | 明治元年 - 明治22年                           | 明治22年 4月1日                               | 明治22年 - 昭和19年                           | 明治22年 - 昭和19年                           | 昭和20年 - 昭和64年                           | 平成元年 - 現在                               | 現在                                          |
| --------------------------------------------- | --------------------------------------------- | --------------------------------------------- | --------------------------------------------- | --------------------------------------------- | --------------------------------------------- | --------------------------------------------- | --------------------------------------------- | --------------------------------------------- | --------------------------------------------- |
| 下埴生郡                                      |                                               | 成田村                                        | 明治19年 成田町                               | 成田町                                        | 明治30年4月1日 印旛郡に編入                   | 成田町                                        | 昭和29年3月31日 成田市                        | 成田市                                        | 成田市                                        |
| 下埴生郡                                      | 郷部村                                        |                                               |                                               | 成田町                                        | 明治30年4月1日 印旛郡に編入                   | 成田町                                        | 昭和29年3月31日 成田市                        | 成田市                                        | 成田市                                        |
| 下埴生郡                                      | 寺台村                                        |                                               |                                               | 成田町                                        | 明治30年4月1日 印旛郡に編入                   | 成田町                                        | 昭和29年3月31日 成田市                        | 成田市                                        | 成田市                                        |
| 下埴生郡                                      | 土屋村                                        |                                               |                                               | 成田町                                        | 明治30年4月1日 印旛郡に編入                   | 成田町                                        | 昭和29年3月31日 成田市                        | 成田市                                        | 成田市                                        |
| 下埴生郡                                      |                                               | 野毛村                                        | 野毛村                                        | 中郷村                                        | 明治30年4月1日 印旛郡に編入                   | 中郷村                                        | 昭和29年3月31日 成田市                        | 成田市                                        | 成田市                                        |
| 下埴生郡                                      | 東金山村                                      |                                               |                                               | 中郷村                                        | 明治30年4月1日 印旛郡に編入                   | 中郷村                                        | 昭和29年3月31日 成田市                        | 成田市                                        | 成田市                                        |
| 下埴生郡                                      | 下金山村                                      |                                               |                                               | 中郷村                                        | 明治30年4月1日 印旛郡に編入                   | 中郷村                                        | 昭和29年3月31日 成田市                        | 成田市                                        | 成田市                                        |
| 下埴生郡                                      | 赤荻村                                        |                                               |                                               | 中郷村                                        | 明治30年4月1日 印旛郡に編入                   | 中郷村                                        | 昭和29年3月31日 成田市                        | 成田市                                        | 成田市                                        |
| 下埴生郡                                      | 和田村                                        |                                               |                                               | 中郷村                                        | 明治30年4月1日 印旛郡に編入                   | 中郷村                                        | 昭和29年3月31日 成田市                        | 成田市                                        | 成田市                                        |
| 下埴生郡                                      | 関戸村                                        |                                               |                                               | 中郷村                                        | 明治30年4月1日 印旛郡に編入                   | 中郷村                                        | 昭和29年3月31日 成田市                        | 成田市                                        | 成田市                                        |
| 下埴生郡                                      | 新妻村                                        |                                               |                                               | 中郷村                                        | 明治30年4月1日 印旛郡に編入                   | 中郷村                                        | 昭和29年3月31日 成田市                        | 成田市                                        | 成田市                                        |
| 下埴生郡                                      | 芦田村                                        |                                               |                                               | 中郷村                                        | 明治30年4月1日 印旛郡に編入                   | 中郷村                                        | 昭和29年3月31日 成田市                        | 成田市                                        | 成田市                                        |
| 下埴生郡                                      | 東和泉村                                      |                                               |                                               | 中郷村                                        | 明治30年4月1日 印旛郡に編入                   | 中郷村                                        | 昭和29年3月31日 成田市                        | 成田市                                        | 成田市                                        |
| 下埴生郡                                      | 西和泉村                                      |                                               |                                               | 中郷村                                        | 明治30年4月1日 印旛郡に編入                   | 中郷村                                        | 昭和29年3月31日 成田市                        | 成田市                                        | 成田市                                        |
| 下埴生郡                                      |                                               | 幡谷村                                        | 幡谷村                                        | 久住村                                        | 明治30年4月1日 印旛郡に編入                   | 久住村                                        | 昭和29年3月31日 成田市                        | 成田市                                        | 成田市                                        |
| 下埴生郡                                      | 荒海村                                        |                                               |                                               | 久住村                                        | 明治30年4月1日 印旛郡に編入                   | 久住村                                        | 昭和29年3月31日 成田市                        | 成田市                                        | 成田市                                        |
| 下埴生郡                                      | 磯部村                                        |                                               |                                               | 久住村                                        | 明治30年4月1日 印旛郡に編入                   | 久住村                                        | 昭和29年3月31日 成田市                        | 成田市                                        | 成田市                                        |
| 下埴生郡                                      | 飯岡村                                        |                                               |                                               | 久住村                                        | 明治30年4月1日 印旛郡に編入                   | 久住村                                        | 昭和29年3月31日 成田市                        | 成田市                                        | 成田市                                        |
| 下埴生郡                                      | 水掛村                                        |                                               |                                               | 久住村                                        | 明治30年4月1日 印旛郡に編入                   | 久住村                                        | 昭和29年3月31日 成田市                        | 成田市                                        | 成田市                                        |
| 下埴生郡                                      | 大生村                                        |                                               |                                               | 久住村                                        | 明治30年4月1日 印旛郡に編入                   | 久住村                                        | 昭和29年3月31日 成田市                        | 成田市                                        | 成田市                                        |
| 下埴生郡                                      | 成毛村                                        |                                               |                                               | 久住村                                        | 明治30年4月1日 印旛郡に編入                   | 久住村                                        | 昭和29年3月31日 成田市                        | 成田市                                        | 成田市                                        |
| 下埴生郡                                      | 小泉村                                        |                                               |                                               | 久住村                                        | 明治30年4月1日 印旛郡に編入                   | 久住村                                        | 昭和29年3月31日 成田市                        | 成田市                                        | 成田市                                        |
| 下埴生郡                                      | 土室村                                        |                                               |                                               | 久住村                                        | 明治30年4月1日 印旛郡に編入                   | 久住村                                        | 昭和29年3月31日 成田市                        | 成田市                                        | 成田市                                        |
| 下埴生郡                                      | 大室村                                        |                                               |                                               | 久住村                                        | 明治30年4月1日 印旛郡に編入                   | 久住村                                        | 昭和29年3月31日 成田市                        | 成田市                                        | 成田市                                        |
| 下埴生郡                                      |                                               | 小菅村                                        | 小菅村                                        | 遠山村                                        | 明治30年4月1日 印旛郡に編入                   | 遠山村                                        | 昭和29年3月31日 成田市                        | 成田市                                        | 成田市                                        |
| 下埴生郡                                      |                                               | 東吉倉村                                      | 明治10年 吉倉村                               | 遠山村                                        | 明治30年4月1日 印旛郡に編入                   | 遠山村                                        | 昭和29年3月31日 成田市                        | 成田市                                        | 成田市                                        |
| 下埴生郡                                      | 西吉倉村                                      |                                               | 明治10年 吉倉村                               | 遠山村                                        | 明治30年4月1日 印旛郡に編入                   | 遠山村                                        | 昭和29年3月31日 成田市                        | 成田市                                        | 成田市                                        |
| 下埴生郡                                      | 卯酉新田                                      |                                               | 明治10年 吉倉村                               | 遠山村                                        | 明治30年4月1日 印旛郡に編入                   | 遠山村                                        | 昭和29年3月31日 成田市                        | 成田市                                        | 成田市                                        |
| 下埴生郡                                      | 畑ケ田村                                      |                                               |                                               | 遠山村                                        | 明治30年4月1日 印旛郡に編入                   | 遠山村                                        | 昭和29年3月31日 成田市                        | 成田市                                        | 成田市                                        |
| 下埴生郡                                      | 川栗村                                        |                                               |                                               | 遠山村                                        | 明治30年4月1日 印旛郡に編入                   | 遠山村                                        | 昭和29年3月31日 成田市                        | 成田市                                        | 成田市                                        |
| 下埴生郡                                      | 大山村                                        |                                               |                                               | 遠山村                                        | 明治30年4月1日 印旛郡に編入                   | 遠山村                                        | 昭和29年3月31日 成田市                        | 成田市                                        | 成田市                                        |
| 下埴生郡                                      | 馬場村                                        |                                               |                                               | 遠山村                                        | 明治30年4月1日 印旛郡に編入                   | 遠山村                                        | 昭和29年3月31日 成田市                        | 成田市                                        | 成田市                                        |
| 下埴生郡                                      | 久米村                                        |                                               |                                               | 遠山村                                        | 明治30年4月1日 印旛郡に編入                   | 遠山村                                        | 昭和29年3月31日 成田市                        | 成田市                                        | 成田市                                        |
| 下埴生郡                                      | 取香村                                        |                                               |                                               | 遠山村                                        | 明治30年4月1日 印旛郡に編入                   | 遠山村                                        | 昭和29年3月31日 成田市                        | 成田市                                        | 成田市                                        |
| 下埴生郡                                      | 長田村                                        |                                               |                                               | 遠山村                                        | 明治30年4月1日 印旛郡に編入                   | 遠山村                                        | 昭和29年3月31日 成田市                        | 成田市                                        | 成田市                                        |
| 下埴生郡                                      | 駒井野村                                      |                                               |                                               | 遠山村                                        | 明治30年4月1日 印旛郡に編入                   | 遠山村                                        | 昭和29年3月31日 成田市                        | 成田市                                        | 成田市                                        |
| 下埴生郡                                      | 堀之内村                                      |                                               |                                               | 遠山村                                        | 明治30年4月1日 印旛郡に編入                   | 遠山村                                        | 昭和29年3月31日 成田市                        | 成田市                                        | 成田市                                        |
| 下埴生郡                                      | 東和田村                                      |                                               |                                               | 遠山村                                        | 明治30年4月1日 印旛郡に編入                   | 遠山村                                        | 昭和29年3月31日 成田市                        | 成田市                                        | 成田市                                        |
| 下埴生郡                                      | 山ノ作村                                      |                                               |                                               | 遠山村                                        | 明治30年4月1日 印旛郡に編入                   | 遠山村                                        | 昭和29年3月31日 成田市                        | 成田市                                        | 成田市                                        |
| 下埴生郡                                      |                                               | 明治5年 十余三村の一部                        |                                               | 遠山村                                        | 明治30年4月1日 印旛郡に編入                   | 遠山村                                        | 昭和29年3月31日 成田市                        | 成田市                                        | 成田市                                        |
| 下埴生郡                                      |                                               | 北羽鳥村                                      | 北羽鳥村                                      | 豊住村 の一部                                 | 明治30年4月1日 印旛郡に編入                   | 豊住村の一部                                  | 昭和29年3月31日 成田市                        | 成田市                                        | 成田市                                        |
| 下埴生郡                                      | 南羽鳥村                                      |                                               |                                               | 豊住村 の一部                                 | 明治30年4月1日 印旛郡に編入                   | 豊住村の一部                                  | 昭和29年3月31日 成田市                        | 成田市                                        | 成田市                                        |
| 下埴生郡                                      | 竜台村                                        |                                               |                                               | 豊住村 の一部                                 | 明治30年4月1日 印旛郡に編入                   | 豊住村の一部                                  | 昭和29年3月31日 成田市                        | 成田市                                        | 成田市                                        |
| 下埴生郡                                      | 安西新田村                                    |                                               |                                               | 豊住村 の一部                                 | 明治30年4月1日 印旛郡に編入                   | 豊住村の一部                                  | 昭和29年3月31日 成田市                        | 成田市                                        | 成田市                                        |
| 下埴生郡                                      | 佐野村                                        |                                               |                                               | 豊住村 の一部                                 | 明治30年4月1日 印旛郡に編入                   | 豊住村の一部                                  | 昭和29年3月31日 成田市                        | 成田市                                        | 成田市                                        |
| 下埴生郡                                      | 長沼村                                        |                                               |                                               | 豊住村 の一部                                 | 明治30年4月1日 印旛郡に編入                   | 豊住村の一部                                  | 昭和29年3月31日 成田市                        | 成田市                                        | 成田市                                        |
| 下埴生郡                                      |                                               | 松崎村                                        | 松崎村                                        | 八生村                                        | 明治30年4月1日 印旛郡に編入                   | 八生村                                        | 昭和29年3月31日 成田市                        | 成田市                                        | 成田市                                        |
| 下埴生郡                                      | 大竹村                                        |                                               |                                               | 八生村                                        | 明治30年4月1日 印旛郡に編入                   | 八生村                                        | 昭和29年3月31日 成田市                        | 成田市                                        | 成田市                                        |
| 下埴生郡                                      | 上福田村                                      |                                               |                                               | 八生村                                        | 明治30年4月1日 印旛郡に編入                   | 八生村                                        | 昭和29年3月31日 成田市                        | 成田市                                        | 成田市                                        |
| 下埴生郡                                      | 下福田村                                      |                                               |                                               | 八生村                                        | 明治30年4月1日 印旛郡に編入                   | 八生村                                        | 昭和29年3月31日 成田市                        | 成田市                                        | 成田市                                        |
| 下埴生郡                                      | 宝田村                                        |                                               |                                               | 八生村                                        | 明治30年4月1日 印旛郡に編入                   | 八生村                                        | 昭和29年3月31日 成田市                        | 成田市                                        | 成田市                                        |
| 下埴生郡                                      | 押畑村                                        |                                               |                                               | 八生村                                        | 明治30年4月1日 印旛郡に編入                   | 八生村                                        | 昭和29年3月31日 成田市                        | 成田市                                        | 成田市                                        |
| 下埴生郡                                      | 山口村                                        |                                               |                                               | 八生村                                        | 明治30年4月1日 印旛郡に編入                   | 八生村                                        | 昭和29年3月31日 成田市                        | 成田市                                        | 成田市                                        |
| 印旛郡                                        |                                               | 公津新田村                                    | 公津新田村                                    | 八生村                                        | 明治30年4月1日 印旛郡に編入                   | 八生村                                        | 昭和29年3月31日 成田市                        | 成田市                                        | 成田市                                        |
| 印旛郡                                        |                                               | 公津下方村                                    | 公津下方村                                    | 公津村                                        | 公津村                                        | 公津村                                        | 昭和29年3月31日 成田市                        | 成田市                                        | 成田市                                        |
| 印旛郡                                        | 公津台方村                                    |                                               |                                               | 公津村                                        | 公津村                                        | 公津村                                        | 昭和29年3月31日 成田市                        | 成田市                                        | 成田市                                        |
| 印旛郡                                        | 公津江弁須村                                  |                                               |                                               | 公津村                                        | 公津村                                        | 公津村                                        | 昭和29年3月31日 成田市                        | 成田市                                        | 成田市                                        |
| 印旛郡                                        | 公津大袋村                                    |                                               |                                               | 公津村                                        | 公津村                                        | 公津村                                        | 昭和29年3月31日 成田市                        | 成田市                                        | 成田市                                        |
| 印旛郡                                        | 公津飯仲村                                    |                                               |                                               | 公津村                                        | 公津村                                        | 公津村                                        | 昭和29年3月31日 成田市                        | 成田市                                        | 成田市                                        |
| 印旛郡                                        | 船形村                                        |                                               |                                               | 公津村                                        | 公津村                                        | 公津村                                        | 昭和29年3月31日 成田市                        | 成田市                                        | 成田市                                        |
| 印旛郡                                        | 八代村                                        |                                               |                                               | 公津村                                        | 公津村                                        | 公津村                                        | 昭和29年3月31日 成田市                        | 成田市                                        | 成田市                                        |
| 印旛郡                                        | 飯田新田村                                    |                                               |                                               | 公津村                                        | 公津村                                        | 公津村                                        | 昭和29年3月31日 成田市                        | 成田市                                        | 成田市                                        |
| 下埴生郡                                      |                                               | 成木新田村                                    | 成木新田村                                    | 公津村                                        | 公津村                                        | 公津村                                        | 昭和29年3月31日 成田市                        | 成田市                                        | 成田市                                        |
| 香取郡                                        |                                               | 滑川村                                        | 滑川村                                        | 滑河町                                        | 滑河町                                        | 滑河町                                        | 昭和30年2月11日 滑河町 即日改称 下総町        | 平成18年3月27日 成田市に編入                  | 成田市                                        |
| 香取郡                                        | 西大須賀村                                    |                                               |                                               | 滑河町                                        | 滑河町                                        | 滑河町                                        | 昭和30年2月11日 滑河町 即日改称 下総町        | 平成18年3月27日 成田市に編入                  | 成田市                                        |
| 香取郡                                        | 大菅村                                        |                                               |                                               | 滑河町                                        | 滑河町                                        | 滑河町                                        | 昭和30年2月11日 滑河町 即日改称 下総町        | 平成18年3月27日 成田市に編入                  | 成田市                                        |
| 香取郡                                        | 猿山村                                        |                                               |                                               | 滑河町                                        | 滑河町                                        | 滑河町                                        | 昭和30年2月11日 滑河町 即日改称 下総町        | 平成18年3月27日 成田市に編入                  | 成田市                                        |
| 香取郡                                        |                                               | 高岡村                                        | 高岡村                                        | 高岡村                                        | 高岡村                                        | 高岡村                                        | 昭和30年2月11日 滑河町 即日改称 下総町        | 平成18年3月27日 成田市に編入                  | 成田市                                        |
| 香取郡                                        | 大和田村                                      |                                               |                                               | 高岡村                                        | 高岡村                                        | 高岡村                                        | 昭和30年2月11日 滑河町 即日改称 下総町        | 平成18年3月27日 成田市に編入                  | 成田市                                        |
| 香取郡                                        | 高村                                          |                                               |                                               | 高岡村                                        | 高岡村                                        | 高岡村                                        | 昭和30年2月11日 滑河町 即日改称 下総町        | 平成18年3月27日 成田市に編入                  | 成田市                                        |
| 香取郡                                        | 小浮村                                        |                                               |                                               | 高岡村                                        | 高岡村                                        | 高岡村                                        | 昭和30年2月11日 滑河町 即日改称 下総町        | 平成18年3月27日 成田市に編入                  | 成田市                                        |
| 香取郡                                        | 野馬込村                                      |                                               |                                               | 高岡村                                        | 高岡村                                        | 高岡村                                        | 昭和30年2月11日 滑河町 即日改称 下総町        | 平成18年3月27日 成田市に編入                  | 成田市                                        |
| 香取郡                                        | 小野村                                        |                                               |                                               | 高岡村                                        | 高岡村                                        | 高岡村                                        | 昭和30年2月11日 滑河町 即日改称 下総町        | 平成18年3月27日 成田市に編入                  | 成田市                                        |
| 香取郡                                        |                                               | 名古屋村                                      | 名古屋村                                      | 小御門村                                      | 小御門村                                      | 小御門村                                      | 昭和30年2月11日 滑河町 即日改称 下総町        | 平成18年3月27日 成田市に編入                  | 成田市                                        |
| 香取郡                                        | 成井村                                        |                                               |                                               | 小御門村                                      | 小御門村                                      | 小御門村                                      | 昭和30年2月11日 滑河町 即日改称 下総町        | 平成18年3月27日 成田市に編入                  | 成田市                                        |
| 香取郡                                        | 七沢村                                        |                                               |                                               | 小御門村                                      | 小御門村                                      | 小御門村                                      | 昭和30年2月11日 滑河町 即日改称 下総町        | 平成18年3月27日 成田市に編入                  | 成田市                                        |
| 香取郡                                        | 高倉村                                        |                                               |                                               | 小御門村                                      | 小御門村                                      | 小御門村                                      | 昭和30年2月11日 滑河町 即日改称 下総町        | 平成18年3月27日 成田市に編入                  | 成田市                                        |
| 香取郡                                        | 倉水村                                        |                                               |                                               | 小御門村                                      | 小御門村                                      | 小御門村                                      | 昭和30年2月11日 滑河町 即日改称 下総町        | 平成18年3月27日 成田市に編入                  | 成田市                                        |
| 香取郡                                        | 青山村                                        |                                               |                                               | 小御門村                                      | 小御門村                                      | 小御門村                                      | 昭和30年2月11日 滑河町 即日改称 下総町        | 平成18年3月27日 成田市に編入                  | 成田市                                        |
| 香取郡                                        | 名木村                                        |                                               |                                               | 小御門村                                      | 小御門村                                      | 小御門村                                      | 昭和30年2月11日 滑河町 即日改称 下総町        | 平成18年3月27日 成田市に編入                  | 成田市                                        |
| 香取郡                                        | 中里村                                        |                                               |                                               | 小御門村                                      | 小御門村                                      | 小御門村                                      | 昭和30年2月11日 滑河町 即日改称 下総町        | 平成18年3月27日 成田市に編入                  | 成田市                                        |
| 香取郡                                        | 冬父村                                        |                                               |                                               | 小御門村                                      | 小御門村                                      | 小御門村                                      | 昭和30年2月11日 滑河町 即日改称 下総町        | 平成18年3月27日 成田市に編入                  | 成田市                                        |
| 香取郡                                        | 地蔵原新田                                    |                                               |                                               | 小御門村                                      | 小御門村                                      | 小御門村                                      | 昭和30年2月11日 滑河町 即日改称 下総町        | 平成18年3月27日 成田市に編入                  | 成田市                                        |
| 香取郡                                        |                                               | 伊能村                                        | 伊能村                                        | 大須賀村                                      | 大須賀村                                      | 大須賀村                                      | 昭和30年4月15日 大栄町                        | 平成18年3月27日 成田市に編入                  | 成田市                                        |
| 香取郡                                        | 掘籠村                                        |                                               |                                               | 大須賀村                                      | 大須賀村                                      | 大須賀村                                      | 昭和30年4月15日 大栄町                        | 平成18年3月27日 成田市に編入                  | 成田市                                        |
| 香取郡                                        | 所村                                          |                                               |                                               | 大須賀村                                      | 大須賀村                                      | 大須賀村                                      | 昭和30年4月15日 大栄町                        | 平成18年3月27日 成田市に編入                  | 成田市                                        |
| 香取郡                                        | 村田村                                        |                                               |                                               | 大須賀村                                      | 大須賀村                                      | 大須賀村                                      | 昭和30年4月15日 大栄町                        | 平成18年3月27日 成田市に編入                  | 成田市                                        |
| 香取郡                                        | 桜田村                                        |                                               |                                               | 大須賀村                                      | 大須賀村                                      | 大須賀村                                      | 昭和30年4月15日 大栄町                        | 平成18年3月27日 成田市に編入                  | 成田市                                        |
| 香取郡                                        | 馬乗里村                                      |                                               |                                               | 大須賀村                                      | 大須賀村                                      | 大須賀村                                      | 昭和30年4月15日 大栄町                        | 平成18年3月27日 成田市に編入                  | 成田市                                        |
| 香取郡                                        | 南敷村                                        |                                               |                                               | 大須賀村                                      | 大須賀村                                      | 大須賀村                                      | 昭和30年4月15日 大栄町                        | 平成18年3月27日 成田市に編入                  | 成田市                                        |
| 香取郡                                        | 横山村                                        |                                               |                                               | 大須賀村                                      | 大須賀村                                      | 大須賀村                                      | 昭和30年4月15日 大栄町                        | 平成18年3月27日 成田市に編入                  | 成田市                                        |
| 香取郡                                        | 柴田村                                        |                                               |                                               | 大須賀村                                      | 大須賀村                                      | 大須賀村                                      | 昭和30年4月15日 大栄町                        | 平成18年3月27日 成田市に編入                  | 成田市                                        |
| 香取郡                                        | 奈土村                                        |                                               |                                               | 大須賀村                                      | 大須賀村                                      | 大須賀村                                      | 昭和30年4月15日 大栄町                        | 平成18年3月27日 成田市に編入                  | 成田市                                        |
| 香取郡                                        |                                               | 吉岡村                                        | 吉岡村                                        | 本大須賀村                                    | 昭和17年8月1日 昭栄村に改称                   | 昭和17年8月1日 昭栄村に改称                   | 昭和30年4月15日 大栄町                        | 平成18年3月27日 成田市に編入                  | 成田市                                        |
| 香取郡                                        | 津富浦村                                      |                                               |                                               | 本大須賀村                                    | 昭和17年8月1日 昭栄村に改称                   | 昭和17年8月1日 昭栄村に改称                   | 昭和30年4月15日 大栄町                        | 平成18年3月27日 成田市に編入                  | 成田市                                        |
| 香取郡                                        | 中野村                                        |                                               |                                               | 本大須賀村                                    | 昭和17年8月1日 昭栄村に改称                   | 昭和17年8月1日 昭栄村に改称                   | 昭和30年4月15日 大栄町                        | 平成18年3月27日 成田市に編入                  | 成田市                                        |
| 香取郡                                        | 稲荷山村                                      |                                               |                                               | 本大須賀村                                    | 昭和17年8月1日 昭栄村に改称                   | 昭和17年8月1日 昭栄村に改称                   | 昭和30年4月15日 大栄町                        | 平成18年3月27日 成田市に編入                  | 成田市                                        |
| 香取郡                                        | 松子村                                        |                                               |                                               | 本大須賀村                                    | 昭和17年8月1日 昭栄村に改称                   | 昭和17年8月1日 昭栄村に改称                   | 昭和30年4月15日 大栄町                        | 平成18年3月27日 成田市に編入                  | 成田市                                        |
| 香取郡                                        | 臼作村                                        |                                               |                                               | 本大須賀村                                    | 昭和17年8月1日 昭栄村に改称                   | 昭和17年8月1日 昭栄村に改称                   | 昭和30年4月15日 大栄町                        | 平成18年3月27日 成田市に編入                  | 成田市                                        |
| 香取郡                                        | 新田村                                        |                                               |                                               | 本大須賀村                                    | 昭和17年8月1日 昭栄村に改称                   | 昭和17年8月1日 昭栄村に改称                   | 昭和30年4月15日 大栄町                        | 平成18年3月27日 成田市に編入                  | 成田市                                        |
| 香取郡                                        | 前林村                                        |                                               |                                               | 本大須賀村                                    | 昭和17年8月1日 昭栄村に改称                   | 昭和17年8月1日 昭栄村に改称                   | 昭和30年4月15日 大栄町                        | 平成18年3月27日 成田市に編入                  | 成田市                                        |
| 香取郡                                        | 一坪田村                                      |                                               |                                               | 本大須賀村                                    | 昭和17年8月1日 昭栄村に改称                   | 昭和17年8月1日 昭栄村に改称                   | 昭和30年4月15日 大栄町                        | 平成18年3月27日 成田市に編入                  | 成田市                                        |
| 香取郡                                        | 久井崎村                                      |                                               |                                               | 本大須賀村                                    | 昭和17年8月1日 昭栄村に改称                   | 昭和17年8月1日 昭栄村に改称                   | 昭和30年4月15日 大栄町                        | 平成18年3月27日 成田市に編入                  | 成田市                                        |
| 下埴生郡                                      |                                               |                                               | 明治5年 十余三村の一部                        | 本大須賀村                                    | 昭和17年8月1日 昭栄村に改称                   | 昭和17年8月1日 昭栄村に改称                   | 昭和30年4月15日 大栄町                        | 平成18年3月27日 成田市に編入                  | 成田市                                        |

## 人口
1954年の市制施行当時の人口は4万4724人であった。その後、成田空港関連の雇用創出により人口は増加を続け、2005年には10万人を突破した。2006年に下総町、大栄町を併合し12万人を超えた。2015年の国勢調査で13万1190人を記録して以降は横ばいとなっている。

### 人口推移
総数 [単位： 人]
各年10月1日現在（2005年までは旧・下総町及び大栄町の人口を含まず。）
| \| 1920年（大正9年） \| 28,415人 \| \| \| 1925年（大正14年） \| 29,621人 \| \| \| 1930年（昭和5年） \| 34,054人 \| \| \| 1935年（昭和10年） \| 33,529人 \| \| \| 1940年（昭和15年） \| 30,857人 \| \| \| 1947年（昭和22年） \| 44,068人 \| \| \| 1950年（昭和25年） \| 44,724人 \| \| \| 1955年（昭和30年） \| 44,969人 \| \| \| 1960年（昭和35年） \| 43,149人 \| \| \| 1965年（昭和40年） \| 42,407人 \| \| \| 1970年（昭和45年） \| 42,514人 \| \| \| 1975年（昭和50年） \| 50,915人 \| \| \| 1980年（昭和55年） \| 68,418人 \| \| \| 1985年（昭和60年） \| 77,181人 \| \| \| 1990年（平成2年） \| 86,708人 \| \| \| 1995年（平成7年） \| 91,470人 \| \| \| 2000年（平成12年） \| 95,704人 \| \| \| 2005年（平成17年） \| 100,717人 \| \| |           |  |
| 総務省統計局 / 国勢調査 |           |  |
| 1920年（大正9年） | 28,415人  |  |
| 1925年（大正14年） | 29,621人  |  |
| 1930年（昭和5年） | 34,054人  |  |
| 1935年（昭和10年） | 33,529人  |  |
| 1940年（昭和15年） | 30,857人  |  |
| 1947年（昭和22年） | 44,068人  |  |
| 1950年（昭和25年） | 44,724人  |  |
| 1955年（昭和30年） | 44,969人  |  |
| 1960年（昭和35年） | 43,149人  |  |
| 1965年（昭和40年） | 42,407人  |  |
| 1970年（昭和45年） | 42,514人  |  |
| 1975年（昭和50年） | 50,915人  |  |
| 1980年（昭和55年） | 68,418人  |  |
| 1985年（昭和60年） | 77,181人  |  |
| 1990年（平成2年） | 86,708人  |  |
| 1995年（平成7年） | 91,470人  |  |
| 2000年（平成12年） | 95,704人  |  |
| 2005年（平成17年） | 100,717人 |  |

### 人口構成
平成27年国勢調査より前回調査からの人口増減をみると、1.75％増の131,190人であり、増減率は千葉県下54市町村中10位、60行政区域中13位。
| |                                        |  |
| 成田市と全国の年齢別人口分布（2005年） | 成田市の年齢・男女別人口分布（2005年） |  |
| ■紫色 ― 成田市 ■緑色 ― 日本全国 | ■青色 ― 男性 ■赤色 ― 女性              |  |
| 成田市（に相当する地域）の人口の推移 \| 1970年（昭和45年） \| 59,365人 \| \| \| 1975年（昭和50年） \| 67,869人 \| \| \| 1980年（昭和55年） \| 85,897人 \| \| \| 1985年（昭和60年） \| 95,049人 \| \| \| 1990年（平成2年） \| 105,855人 \| \| \| 1995年（平成7年） \| 112,662人 \| \| \| 2000年（平成12年） \| 116,898人 \| \| \| 2005年（平成17年） \| 121,139人 \| \| \| 2010年（平成22年） \| 128,933人 \| \| \| 2015年（平成27年） \| 131,190人 \| \| \| 2020年（令和2年） \| 132,906人 \| \| |                                        |  |
| 総務省統計局 国勢調査より |                                        |  |
| 1970年（昭和45年） | 59,365人                               |  |
| 1975年（昭和50年） | 67,869人                               |  |
| 1980年（昭和55年） | 85,897人                               |  |
| 1985年（昭和60年） | 95,049人                               |  |
| 1990年（平成2年） | 105,855人                              |  |
| 1995年（平成7年） | 112,662人                              |  |
| 2000年（平成12年） | 116,898人                              |  |
| 2005年（平成17年） | 121,139人                              |  |
| 2010年（平成22年） | 128,933人                              |  |
| 2015年（平成27年） | 131,190人                              |  |
| 2020年（令和2年） | 132,906人                              |  |

## 行政

### 市長
- 15 - 19代 小泉一成 （こいずみ かずなり） - 2007年（平成19年）1月22日 - 現職。

歴代市長
- 初代 石原貞三 （いしはら ていぞう） - 1954年（昭和29年）4月27日 - 1956年9月24日
- 2 - 5代 藤倉武男 （ふじくら たけお） - 1956年（昭和31年）11月10日 - 1971年4月30日
- 6 - 11代 長谷川録太郎 （はせがわ ろくたろう） - 1971年（昭和46年）5月30日 - 1995年5月29日
- 12・13代 小川国彦 （おがわ くにひこ） - 1995年（平成7年）5月30日 - 2003年3月24日
- 14代 小林攻 （こばやし おさむ） - 2003年（平成15年）4月28日 - 2006年12月4日 （2006年12月2日、収賄容疑で逮捕。2007年9月14日、千葉地裁にて懲役2年、追徴金1200万円の実刑判決）

### 政策
| 都市宣言 - 世界連邦平和都市宣言 昭和33年10月31日宣言 - 公明選挙都市宣言 昭和39年12月21日宣言 - 交通安全都市宣言 昭和41年9月22日宣言 - 非核平和都市宣言 平成7年2月21日宣言 - スポーツ健康都市宣言 平成16年11月7日宣言 市のキャッチフレーズ - 空港（そら）交流（ふれあい）希望（ゆめ）創造都市成田 | 成田市民憲章（昭和46年11月3日制定） 信仰のまち、世界に通ずるまち成田は、わたくしたちのふるさとです。ゆたかな自然と文化にめぐまれてきたわたくしたち成田市民は、大きな希望と誇りをもって世界に伸びようとしています。わたくしたちは、成田のかがやかしい発展とおたがいのしあわせをねがい、市民憲章をさだめます。 - 1, 親切な心で 平和な成田を つくりましょう。 - 1, よろこんで働き 豊かな成田を つくりましょう。 - 1, きまりをまもり 住みよい成田を つくりましょう。 - 1, 自然と文化を大切にし 美しい成田を つくりましょう。 - 1, 若い力をそだて 明るい成田を つくりましょう。 |

#### 業務核都市基本構想
東京圏の都市問題解決を図るため、業務機能をはじめとする諸機能の適正配置の受け皿として地域の広域中心都市となるべき都市が業務核都市に指定された。千葉県では、千葉市を中心とする区域、木更津市を中心とする区域、成田市を中心とする区域及び千葉ニュータウンの中央部・東部の区域、柏市を中心とする4つの区域が業務核都市として位置付けられている。
県は、多極分散型国土形成促進法に基づく、成田・千葉ニュータウン業務核都市基本構想を策定し2004年3月23日主務大臣（国土交通省、総務省、経済産業省、厚生労働省）の承認を得て、同年4月6日県報に告示した。今後は、本基本構想に基づき、成田地域（成田市、富里市（一部））と千葉ニュータウンの中央部・東部の地域（印西市（一部）、白井市（一部））を一体の業務核都市として国、県、地元市町村等と連携を図りながら、積極的に育成整備を推進していくことになる。
- 成田地域の業務施設集積地区の区域

| 地区名           | 位置（町名・字名等） | 面積    |
| ---------------- | --- | ------- |
| 成田空港周辺地区 | 成田市 駒井野（一部）、取香（一部）、天浪（一部）、駒込（一部）、三里塚（一部）、小菅（一部）、木の根（一部）、成田新高速鉄道用地 | 約200ha |
| 成田都心地区     | 成田市 土屋（一部）、寺台（一部）、郷部（一部）、成田、幸町、仲町、田町、本町、上町、新町、馬橋、東町、囲護台一丁目、二丁目、三丁目（その他一部）、加良部三丁目、中台五丁目、花崎町（一部）、不動ヶ岡（一部）、南平台（一部） 富里市 日吉台一丁目（一部）、二丁目（一部）、成田新高速鉄道用地 | 約435ha |

#### 産業政策
千葉県では、1983年6月に「千葉新産業三角構想」を策定した。これは県内陸部への先端技術産業導入推進による工業構造の高度化と均衡のとれた地域構造の実現を目指すものとして推進されてきた。
その後、1994年に「ちば新産業ビジョン」を策定し、県内の国際産業母都市化を目指し一定の成果を収めてきたが、国際化の進展・人口減少社会への移行等の課題に対応し、新たな県の産業振興の戦略・指針として「千葉新産業振興戦略」2006年6月に策定した。
- 千葉新産業三角構想 - 千葉県では、「幕張新都心構想」、「かずさアカデミアパーク構想」、「成田国際空港都市構想」の3つ構想を軸とした。成田市が含まれる、成田国際空港都市構想では、空港が持つ国際物流機能を生かしつつ
- 国際物流機能の集積
- 先端技術産業を中心とした臨空工業団地の整備

これらを基本に、国際交流拠点として高次の都市機能を備えた国際空港都市の形成をめざすとされている。現在、「成田国際物流複合基地」の事業が進められている。また、近隣の臨空工業団地では、現在100を越える企業が立地し、拠点性が高まっている。
千葉新産業振興戦略
千葉県では、7地域の潜在力・可能性戦略として、東葛地域、京葉臨海地域、かずさ地域、千葉地域、長生・山武地域、安房周辺地域、成田周辺地域を核として産業振興をはかるとしている。成田市が含まれる成田周辺地域では、物流産業の集積と首都圏の食糧生産供給の効率化の推進として空港関連産業・国際物流・新ロジスティック産業が集積するほか、首都圏の食料供給基地としての役割を担うとされている。具体的な政策として、物流施設立地促進のためのインフラ整備・規制緩和、効率的な物流システムの構築が進められている。

### 財政
歳入のうち市税が全体の55.3%を占める。その中でも固定資産税の比重が高く、固定資産税全体の64.4%にも及び、成田国際空港や関連機関の法人などからの税収が多いことが起因しており増加傾向にある。しかし、住民税は景気低迷とその対策として実施された大規模な特別減税や恒久的減税の影響が大きく、評価替え及び大規模償却資産に対する県課税が発生したことに伴い減少している。また、市税全体の推移を見ると平成10年に落ち込み、以後微増傾向にあったが、平成14年度以降減少傾向である。
財政力指数
地方公共団体の基盤の強弱を示す財政力指数は、平成23年度1.35である。この数値が大きいほど財政力が大きく、「1」以上の場合極めて健全な財政とされ、地方交付税は交付されない。
経常収支比率
経常収支比率は、収入に対し人件費や扶助費など毎年出て行くお金の割合を表したもので、その平均値は80%とされている。成田市は平成16年度78.3%となっており、県内平均は80%を大きく超える91.4%となっている。年々増加する社会福祉費や生活保護費などにより上昇傾向にある。
ラスパイレス指数
全国市町村職員の給与水準を示すラスパイレス指数（国を100としたもの）では、平成24年度111.8と全国で12位の高さとなっている。また県内では、君津市（113.7）、香取郡神崎町（112.7）、市川市（112.4）、鎌ケ谷市（112.0）に次ぐ5位である。
| - 議会運営委員会 - 常任委員会 - 総務 - 教育民生 - 経済環境 - 建設水道 - 特別委員会 - 空港対策 - 交通対策 - 健康づくり - 議会改革 - 大学誘致調査 | - 平成23年度一般会計決算額 - 歳入647億9,416万円（うち市税307億5,688万円） - 歳出609億3,741万円 - 差し引き38億5,675万円（※翌年度繰り越し財源18億8,448万円が含まれる為、実質収支額は19億7,227万円。） - 特別会計決算額 - 歳入206億5,264万円 - 歳出198億7,439万円 |

### 行政組織

#### 行政組織図
市職員数は1,271人 令和5年4月1日現在（市長、副市長及び教育長を除く。）
- 副市長
  - 企画政策部 - 企画政策課・国家戦略特区推進課・秘書課・広報課・人事課
  - 総務部 - 総務課・行政管理課・管財課・契約検査課（工事検査室）・危機管理課
  - 財政部 - 財政課・市民税課・資産税課・納税課（債権回収対策室）
  - 空港部 - 空港地域振興課・空港対策課
  - シティプロモーション部 - 観光プロモーション課（成田ブランド推進室）・スポーツ振興課・文化国際課
  - 市民生活部 - 市民課・保険年金課・市民協働課（市民相談室）・交通防犯課・下総支所・大栄支所
  - 環境部 - 環境計画課・環境対策課・クリーン推進課・環境衛生課
  - 福祉部 - 社会福祉課・高齢者福祉課・障がい者福祉課・介護保険課
  - 健康こども部 - 子育て支援課・保育課・健康増進課
  - 経済部 - 商工課・農政課・卸売市場
  - 土木部 - 土木課・道路管理課・建築住宅課・下水道課
  - 都市部 - 都市計画課・市街地整備課（区画整理推進室）・公園緑地課
  - 水道部 - 業務課・工務課
- 会計管理者
  - 会計室
- 議会事務局
- 監査委員事務局
- 農業委員会事務局
- 選挙管理委員会事務局
- 教育委員会 - 教育長
  - 教育部 - 教育総務課・学校施設課・学務課・教育指導課・生涯学習課・学校給食センター・公民館・図書館
- 消防 - 消防長
  - 消防本部 - 消防総務課・予防課・警防課・指揮指令課

役所
- 成田市役所（本庁舎）成田市花崎町760番地
  - 成田市下総支所（旧下総町役場）成田市猿山1080番地
  - 成田市大栄支所 成田市松子413番地1

警察
- 成田警察署（管内は、成田市・富里市並びに印旛郡栄町の一部＜安食地区＞）
- 成田国際空港警察署（管内は、成田国際空港供用区域）
- 千葉県警察成田合同庁舎
- 成田国際空港警備隊
- 自動車警ら隊成田方面隊
- 交通機動隊成田分駐隊
- 高速道路交通警察隊成田分駐隊
- 機動捜査隊成田方面隊
- 北総地区少年センター

消防
- 成田市消防本部
  - 成田消防署
    - 飯岡分署

  - 三里塚消防署
    - 空港分署

  - 赤坂消防署
    - 公津分署

  - 大栄消防署
    - 下総分署

裁判所
- 当市には裁判所は所在しない。近隣の佐倉市にある、千葉地方裁判所佐倉支部、千葉家庭裁判所佐倉支部、佐倉簡易裁判所を利用する。

治安・事故
成田市の治安状況は成田空港の影響もあり、平成14年度の刑法犯認知件数4,042件を記録し、平成15年より治安悪化の煽りを受けて成田防犯連合会が組織され、犯罪の予防警戒、自主防犯活動、青少年非行防止及び健全育成のための活動などが行われている。また、成田市交通防犯課では防犯パトロールカー（白黒塗装）で市内を巡回し防犯を呼びかけるアナウンスを流すなどし、現在は認知件数は減少傾向にある。
- 市内で起こった主な事件・事故・自然災害

| 名称                                             | 発生年月日                                            | 備考                                                                                              |
| ------------------------------------------------ | ----------------------------------------------------- | ------------------------------------------------------------------------------------------------- |
| 宗吾門前火災                                     | 1910年（明治43年）9月                                 | 宗吾霊堂の諸堂、門前の民家73戸を焼失。                                                            |
| 米軍機撃墜火災                                   | 1945年（昭和20年）2月                                 | 八生国民学校全焼。                                                                                |
| 花咲町火災                                       | 1945年（昭和20年）5月9日                              | 被災世帯184世帯。                                                                                 |
| 三里塚事件                                       | 1954年（昭和29年）2月17日                             |                                                                                                   |
| 台風25号（根木名川氾濫）                         | 1955年（昭和30年）10月11日                            | 流失家屋3戸、床上浸水33戸、床下浸水99戸、耕地冠水被害。                                           |
| 狩野川台風（根木名川氾濫）                       | 1958年（昭和33年）9月27日                             | 床上浸水17戸、耕地冠水被害。                                                                      |
| 成田デモ事件                                     | 1968年（昭和43年）2月26日、3月10日、3月31日           |                                                                                                   |
| 成田空港予定地の代執行                           | 1971年（昭和46年）2月22日 - 3月6日、9月16日 - 9月20日 |                                                                                                   |
| 千葉県警察成田警察署爆破事件                     | 1971年（昭和46年）8月7日                              |                                                                                                   |
| 東峰十字路事件                                   | 1971年（昭和46年）9月16日                             |                                                                                                   |
| 成田空港管制塔占拠事件                           | 1978年（昭和53年）3月26日                             |                                                                                                   |
| 成田空港手荷物爆発事件                           | 1985年（昭和60年）6月23日                             |                                                                                                   |
| 10.20成田現地闘争                                | 1985年（昭和60年）10月20日                            |                                                                                                   |
| 千葉県東方沖地震 (M6.7)                          | 1987年（昭和62年）12月17日                            | 成田空港など市内に被害。                                                                          |
| 東京都東部地震 (M6.0)                            | 1988年（昭和63年）3月18日                             | 市内の高速道路、河川堤防に亀裂が生ずる被害。                                                      |
| 成田線大菅踏切事故                               | 1992年（平成4年）9月14日                              |                                                                                                   |
| ライフスペース成田ミイラ化遺体事件               | 1999年（平成11年）11月11日                            |                                                                                                   |
| 降雹                                             | 2000年（平成12年）5月24日                             | 負傷者1名、建物一部損壊103棟、床上浸水2棟、床下浸水6棟。                                          |
| 佐野地先林野火災                                 | 2002年（平成14年）3月21日                             | 山林3ヘクタール焼失。                                                                             |
| ダウンバースト突風被害（規模推測藤田スケールF1） | 2003年（平成15年）10月13日                            | 茨城県神栖町、成田市赤荻地区、宗吾地区などで、置の倒壊、屋根瓦が飛ばされる被害。                  |
| フェデックス・エクスプレス80便着陸失敗事故       | 2009年（平成21年）3月23日                             |                                                                                                   |
| 東北地方太平洋沖地震（M9.0）                     | 2011年（平成23年）3月11日                             | 震度6弱を観測。重傷者1名、建物全壊4棟、半壊64棟、一部損壊1,286棟、断水232戸、停電、道路損壊被害。 |
| 台風26号（猛烈雨）                               | 2013年（平成25年）10月16日                            | 市内で土砂崩れ発生。死者1名、建物全壊3棟、建物半壊1棟その他床上・床下浸水被害。                   |

- 成田市刑法犯認知件数の推移[統計 2]

| 年＼区分 | 総数    | 凶悪犯 | 粗暴犯 | 窃盗    | 知能犯 | 風俗犯 | その他刑法犯 | 特別法犯 |
| -------- | ------- | ------ | ------ | ------- | ------ | ------ | ------------ | -------- |
| 昭和50年 | 623件   | 10件   | 33件   | 537件   | 14件   | 10件   | 19件         | 20件     |
| 昭和55年 | 1,104件 | 6件    | 31件   | 1,011件 | 34件   | 3件    | 19件         | 271件    |
| 昭和60年 | 1,609件 | 11件   | 22件   | 1,462件 | 73件   | 1件    | 40件         | 69件     |
| 平成2年  | 1,350件 | 6件    | 54件   | 1,114件 | 90件   | 7件    | 79件         | 34件     |
| 平成7年  | 2,685件 | 8件    | 66件   | 2,230件 | 203件  | 3件    | 175件        | 49件     |
| 平成12年 | 3,976件 | 38件   | 122件  | 3,347件 | 46件   | 8件    | 415件        | 53件     |
| 平成17年 | 3,248件 | 10件   | 76件   | 2,643件 | 156件  | 8件    | 355件        | 74件     |
| 平成20年 | 2,265件 | 9件    | 100件  | 1,730件 | 108件  | 15件   | 303件        | 299件    |
| 平成21年 | 2,440件 | 8件    | 79件   | 1,940件 | 81件   | 5件    | 327件        | 284件    |
| 平成22年 | 2,129件 | 7件    | 66件   | 1,671件 | 93件   | 5件    | 287件        | 193件    |
| 平成23年 | 1,743件 | 4件    | 60件   | 1,396件 | 57件   | 6件    | 220件        | 122件    |
| 平成24年 | 1,804件 | 9件    | 70件   | 1,396件 | 70件   | 12件   | 247件        | 110件    |
| 平成25年 | 1,708件 | -      | -      | -       | -      | -      | -            | -        |
| 平成26年 | 1,858件 | -      | -      | -       | -      | -      | -            | -        |
| 平成27年 | 1,523件 | -      | -      | -       | -      | -      | -            | -        |
| 平成28年 | 1,495件 | -      | -      | -       | -      | -      | -            | -        |
| 平成29年 | 1,418件 | -      | -      | -       | -      | -      | -            | -        |
| 平成30年 | 1,251件 | -      | -      | -       | -      | -      | -            | -        |

- 交通事故件数・成田市内の交通事故発生状況（平成24年）[統計 3]※平成21年より高速道路上で発生した事故を含む。

| 区分＼年 | 平成17年 | 平成18年 | 平成19年 | 平成20年 | 平成21年 | 平成22年 | 平成23年 | 平成24年 |
| -------- | -------- | -------- | -------- | -------- | -------- | -------- | -------- | -------- |
| 発生件数 | 1,610件  | 959件    | 894件    | 751件    | 776件    | 720件    | 656件    | 689件    |
| 死者数   | 8人      | 5人      | 11人     | 10人     | 3人      | 9人      | 13人     | 15人     |
| 傷者数   | 1,489人  | 1,202人  | 1,202人  | 972人    | 996人    | 926人    | 855人    | 894人    |

### 広域行政
| 県議会 - 成田市単独で千葉県議会の選挙区（成田市選挙区、定数2）を構成する。千葉県#県議会も参照。 衆議院小選挙区 - 千葉県第10区に属する。 印旛利根川水防事務組合 - 八千代市、印西市、白井市、佐倉市、四街道市、栄町、酒々井町及び本市の6市2町で構成されている。 | 印旛郡市広域市町村圏事務組合 - 佐倉市、四街道市、印西市、白井市、八街市、富里市、酒々井町、栄町及び本市の7市2町で構成されている。 八富成田斎場 - 八街市、富里市及び本市で管理運営されている。 |

#### 国の機関
| 法務省 - 千葉地方法務局佐倉支局成田出張所 国税庁 - 東京国税局成田税務署 | 厚生労働省 - 千葉労働局成田労働基準監督署 - 千葉労働局成田公共職業安定所 - 千葉労働局成田パートサテライト |

空港関連機関
| 国土交通省 - 東京航空局 - 成田空港事務所 外務省 - 大臣官房総務課成田分室 気象庁 - 成田航空地方気象台 出入国在留管理庁 - 東京出入国在留管理局成田空港支局 | 厚生労働省 - 成田空港検疫所 財務省 - 東京税関成田税関支署 - 東京税関成田航空貨物出張所 - 東京税関監視部麻薬探知犬訓練センター 農林水産省 - 横浜植物防疫所成田支所 - 動物検疫所成田支所 |

#### 県の機関
| - 千葉県水道局成田給水場 - 千葉県水道局千葉ニュータウン営業所成田支所 - 千葉県成田土木事務所 | - 千葉県北千葉道路建設事務所 - 千葉県印旛健康福祉センター成田支所（保健所） |

#### 成田ナンバー
国の規制緩和によりご当地ナンバーが認められ、2006年（平成18年）10月10日から「成田」ナンバーが導入された。対象地域は成田市、富里市、山武市、香取郡神崎町・多古町、山武郡芝山町・横芝光町である。なお旧ナンバーは「千葉」。当初、小林攻市長（当時）はローマ字での「NARITA」ナンバーの創設を要望したものの、「地域名は漢字二文字」という原則により2005年7月29日「成田」ナンバーと決定した。排気量125cc以下の二輪車についてはローマ字「NARITA」の併記が認められ、2006年3月27日の新市発足と同時に交付された。

## 議会

### 県議会
- 選挙区：成田市選挙区
- 定数：2名
- 任期：2023年4月30日 - 2027年4月29日

| 議員名   | 会派名                     | 備考 |
| -------- | -------------------------- | ---- |
| 林幹人   | 自由民主党千葉県議会議員会 |      |
| 小池正昭 | 自由民主党千葉県議会議員会 |      |

### 衆議院
- 千葉県第10区：成田市、銚子市、香取市、旭市、匝瑳市、香取郡、山武郡横芝光町（旧匝瑳郡光町域）
  - 任期：2017年（平成29年）10月22日 - 2021年（令和3年）10月21日（「第48回衆議院議員総選挙」参照）

| 議員名   | 党派名     | 当選回数 | 備考     |
| -------- | ---------- | -------- | -------- |
| 林幹雄   | 自由民主党 | 10       | 選挙区   |
| 谷田川元 | 立憲民主党 | 2        | 比例復活 |

## 経済

### 産業
第一次産業

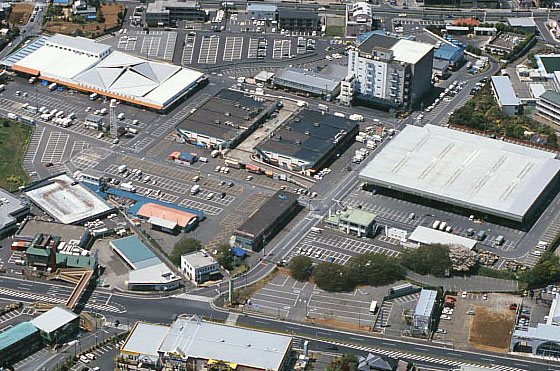
成田市公設地方卸売市場

公設の地方卸売市場である成田市公設地方卸売市場（成田市場）がある。国家戦略特別区域に含まれることが決定したことから、市場内で検疫・通関などの輸出手続きをワンストップ化し迅速化を図るなど、国際物流拠点としての機能強化の実証試験も行われている。
かつては農業が盛んであり、近郊農業の中心地の一つであったが、1960年代以降農業従事者は減少している。
- 産業別人口（農業のみ平成27年千葉県農業基本調査、そのほかは2000年国勢調査）
  1. 農業 2,731人
  2. 漁業 10人
  3. 林業 2人
- 合計 2,743人

組合
- 成田市農業協同組合（本所）

第二次産業
製造基地としては、成田空港周辺の工業団地群があり、成田市には3つの工業団地と1つの物流団地がある。これらの工場は成田空港と密接に関連している。製造品出荷額では千葉県内第17位である（平成18年度）。
- 産業別人口

1. 製造業 4,921人 (9.81%)
2. 建設業 3,013人 (6.00%)
3. 鉱業 21人 (0.04%)

- 合計 7,955人 (15.85%)

従業者4人以上の事業所（製造業）
| 区分                 | 平成17年   | 平成18年   | 前年比増減率(%) |
| -------------------- | ---------- | ---------- | --------------- |
| 事業所数（事業所）   | 81         | 117        | 92.1            |
| 従業者数(人)         | 3,457      | 4,987      | 100.5           |
| 製造品出荷額（万円） | 14,387,888 | 17,966,703 | 93.9            |
| 付加価値額（万円）   | 7,965,771  | 8,449,524  | 86.0            |

第三次産業

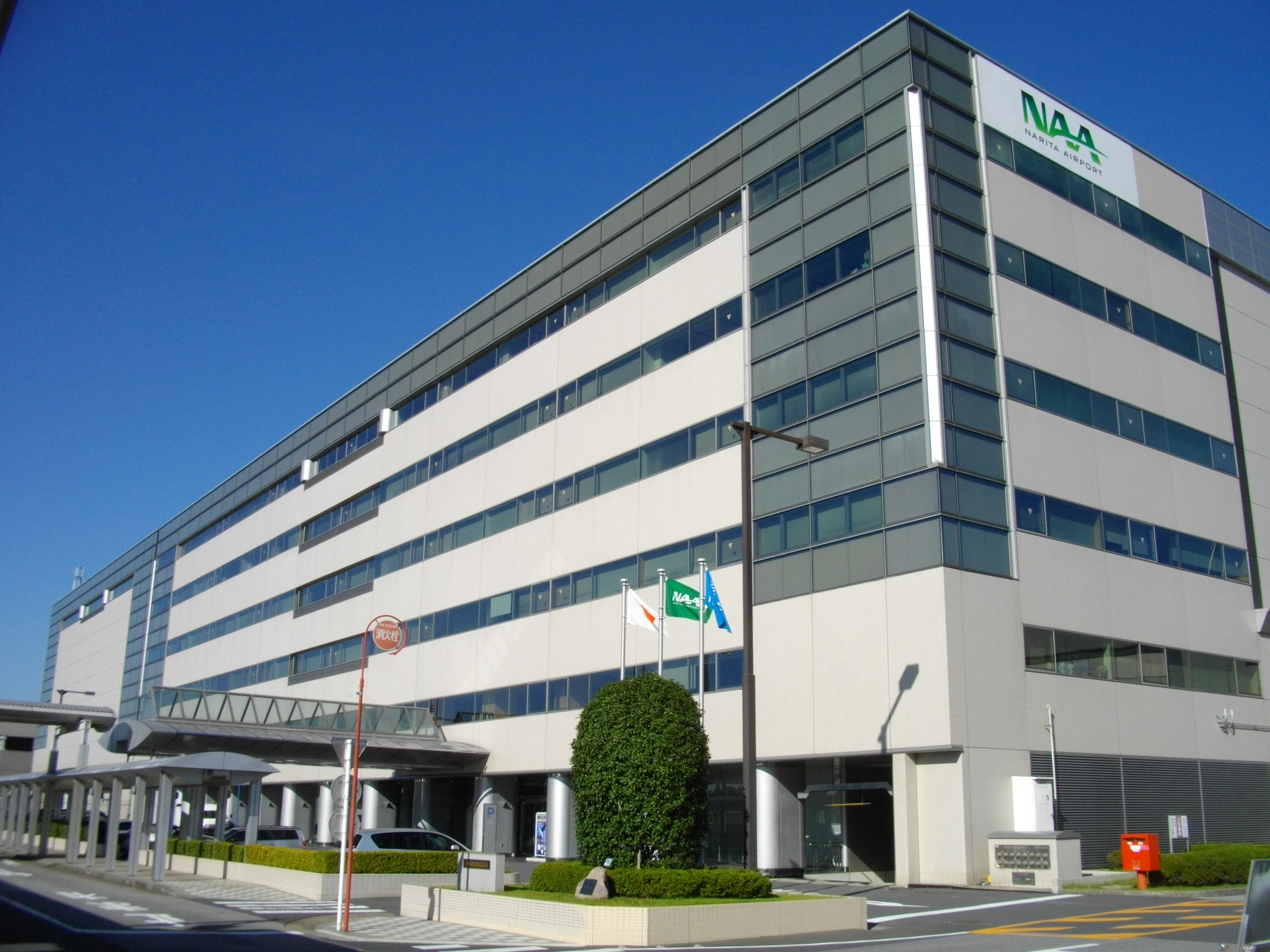
成田国際空港株式会社本社ビル

成田市で最も多いのが、三次産業への従事者であり、成田空港関連事業の大半がこれに含まれる。
- 産業別人口

1. サービス業 14,639人 (29.17%)
2. 卸売・小売業・飲食業 11,567人 (23.04%)
3. 運輸・通信業 8,029人 (15.99%)
4. 公務 3,394人 (6.76%)
5. 金融・保険業 1,128人 (2.25%)
6. 不動産業 463人 (0.92%)
7. 電気・ガス・熱供給・水道業 272人 (0.54%)

- 39,492人 (78.67%)

### 伝統産業
明治期の文明開化の煽りを受けた頃、成田には煉瓦焼成に向いた粘土が身近にあり、成田には煉瓦建築が建並び、嘗ては、成田山に向かう表参道の仲町坂道も煉瓦舗装されていた。大正の関東大震災以降、煉瓦の弱点である耐震性が露呈し衰退していったが、現在でもその面影を市内で見ることが出来る。また、香取郡高岡村高田（現・成田市高岡）の粘土で作られた煉瓦は銚子市に建つ「犬吠埼灯台」建設の際、実に19万3千枚が使われた。約130年を経た現在でも建ち続ける灯台は、高度な設計と良質な煉瓦でこそ成しえた技である。
下総鬼瓦
かつては工芸品の下総鬼瓦も重要な産業の一つだったが、今では千葉県下唯一の鬼瓦工場がこの町に残るのみとなり、千葉県の伝統的工芸品に指定されている。

### 商業
北総地域の商業は成田市を中心として成田商圏が形成されている。千葉県の平成18年度消費者購買動向調査（1968年度から3 - 5年ごとに実施、前回調査は平成13年）では、成田市の人口122,776人に対し、商圏地域市町村数9市7町2村。商圏人口892,487人。消費吸引人口272,359人。消費吸引人口率221.8%となっており、千葉県内で最高消費吸引人口率となっている。また周辺の市町村にもその効果が波及し、大型店舗の立地も進みその拠点性を高めている。一方で、競争の激化などからオリンピック成田店が撤退するなどしている。なお、平成18年にジャスコ成田店が撤退したが、平成27年にイオンタウン成田富里がほぼ同じ場所にオープンした。
成田国際空港の商業施設売上高は1246億円（2018年3月期）に達する。流通関係者の間で成田国際空港は「売上高日本一のショッピングセンター (SC)」として知られている。ショッピングセンター業態（テナント集積）として1000億円以上を売るのは成田国際空港だけであり、ららぽーとTOKYO-BAY（三井不動産）、ラゾーナ川崎プラザ（同）などの有力ショッピングセンターを抑えて頭一つ抜けた規模になる。
- 商圏構造と成田市の吸引状況

| 項目               | 平成10年度 | 平成13年度 | 平成18年度 |
| ------------------ | ---------- | ---------- | ---------- |
| 成田市の人口（人） | 94,064     | 96,149     | 122,776    |
| 地元購買率（%）    | 83.1       | 89.3       | 87.6※      |
| 商圏地域市町村数   | 5市13町2村 | 6市16町3村 | 9市7町2村  |
| 商圏人口（人）     | 537,630    | 765,049    | 892,487    |
| 消費吸引人口（人） | 189,480    | 233,364    | 272,359    |
| 消費吸引人口（%）  | 201.4      | 242.7      | 221.8※     |

※合併による行政人口が増加したため、結果として前回調査時より低下している。
- 主な商業施設（店舗面積が10,000平方メートル以上の店舗もしくは記事化している店舗）
  - イオンモール成田（ウイング土屋）
  - ユアエルム成田店（公津の杜）
    - ロピアがキーテナント

  - そよら成田ニュータウン（成田ニュータウン）
    - 旧・ボンベルタ成田。食品売り場はイオンスタイル

  - イオンタウン成田富里（成田市東町・富里市日吉倉）
    - 核店舗はマックスバリュ[広報 1]

  - 成田国際空港
    - ナリタ5番街

  - ウニクス成田（成田市はなのき台）

### 企業

#### 市内に本社・本店を置く企業
| - 成田国際空港 - ANA成田エアポートサービス - ティエフケー（航空機用機内食の製造） - エアージャパン（本社・航空会社） - ジェットスター・ジャパン（本社・航空会社） - ZIPAIR Tokyo（本社・航空会社） - スプリング・ジャパン（本社・航空会社） - 日本貨物航空（本社・航空会社） - エービン - 国際ラジオ放送 - サウンドハウス - 湘南動物プロダクション - シンボリ牧場 - 千葉北エンタープライズ - 千葉急行観光 - 千葉交タクシー | - 千葉交通 - 成田空港交通 - 成田空港美整社 - 成田ケーブルテレビ - 京成ドライビングスクール成田（旧：成田自動車教習所） - なごみの米屋（羊羹と和菓子の製造） - 川豊 - リゾートクリーニングサービス - 両総グランドサービス |

市内の主な工場・事務所
| - エスエス製薬（成田工場・中央研究所） - 日本製薬（成田工場） - TDK（成田工場・磁石合金の製造など） - 戸田建設（成田PC工場） - サンリツ（成田事務所、梱包、運輸、倉庫） - MOLDINO（成田工場） | - 昭和飛行機工業（成田工場） - 堀口エンジニアリング（成田工場・航空機用支援機材の設計・製作・修理など） - ジャムコ 航空機整備カンパニー（東京整備工場・ホイール・客室装備品の整備など） - 佐藤ゴム化学工業（成田工場・自動車用車体部品） - ヤマサ醤油（成田工場） - IHI回転機械エンジニアリング（パーツサプライ＆テクニカルセンター） |

### 金融
- 千葉銀行 - 成田支店（成田空港出張所）、成田西支店、成田空港支店
- 京葉銀行 - 成田支店、成田西支店、成田空港第二出張所
- 千葉興業銀行 - 成田支店、成田西支店
- みずほ銀行 - 成田支店
- りそな銀行 - 成田支店（成田空港出張所、成田空港第2出張所）
- 三井住友銀行 - 成田空港第1旅客ターミナルビル出張所、成田空港第2旅客ターミナルビル出張所、※成田出張所（※所在地は隣接する富里市日吉台）
- 佐原信用金庫 - 成田支店、下総支店、大栄支店
- 千葉信用金庫 - 成田支店、赤坂支店、三里塚支店
- 中央労働金庫 - 成田支店

### 物流
成田空港の貨物取扱量は約224万トンで世界第3位（2006年：ICAO）と世界有数であり、成田市や近隣市町村（芝山町・多古町・横芝光町）には多くの物流基地が進出している。現在、千葉県の成田国際空港都市構想の一環として成田国際物流複合基地の整備が進行している。ここ数年の貨物取扱量はほぼ横ばい状態が続いている。
市内の主な物流拠点
| - AMB 成田エアカーゴセンター - 商船三井ロジスティクス 成田ロジスティクスセンター - DHLサプライチェーン株式会社 成田物流センター - フェデラル・エクスプレス・ジャパン 成田営業所 - 佐川グローバルロジスティクスセンター - 日通航空 成田空港物流センター - 阪急阪神エクスプレス 成田国際ロジスティクスセンター | - 鴻池運輸 成田カーゴセンター - SBSロジコム成田空港支店 - 東京エアカーゴサービス 成田営業所 - 成田ロジスティック・ターミナル （日本航空グループ） - ヤマトグローバルフレイト 成田オペレーション統括支店 （UPSとの業務提携） - 日本貿易輸送 成田営業所 |

### 主な宿泊施設

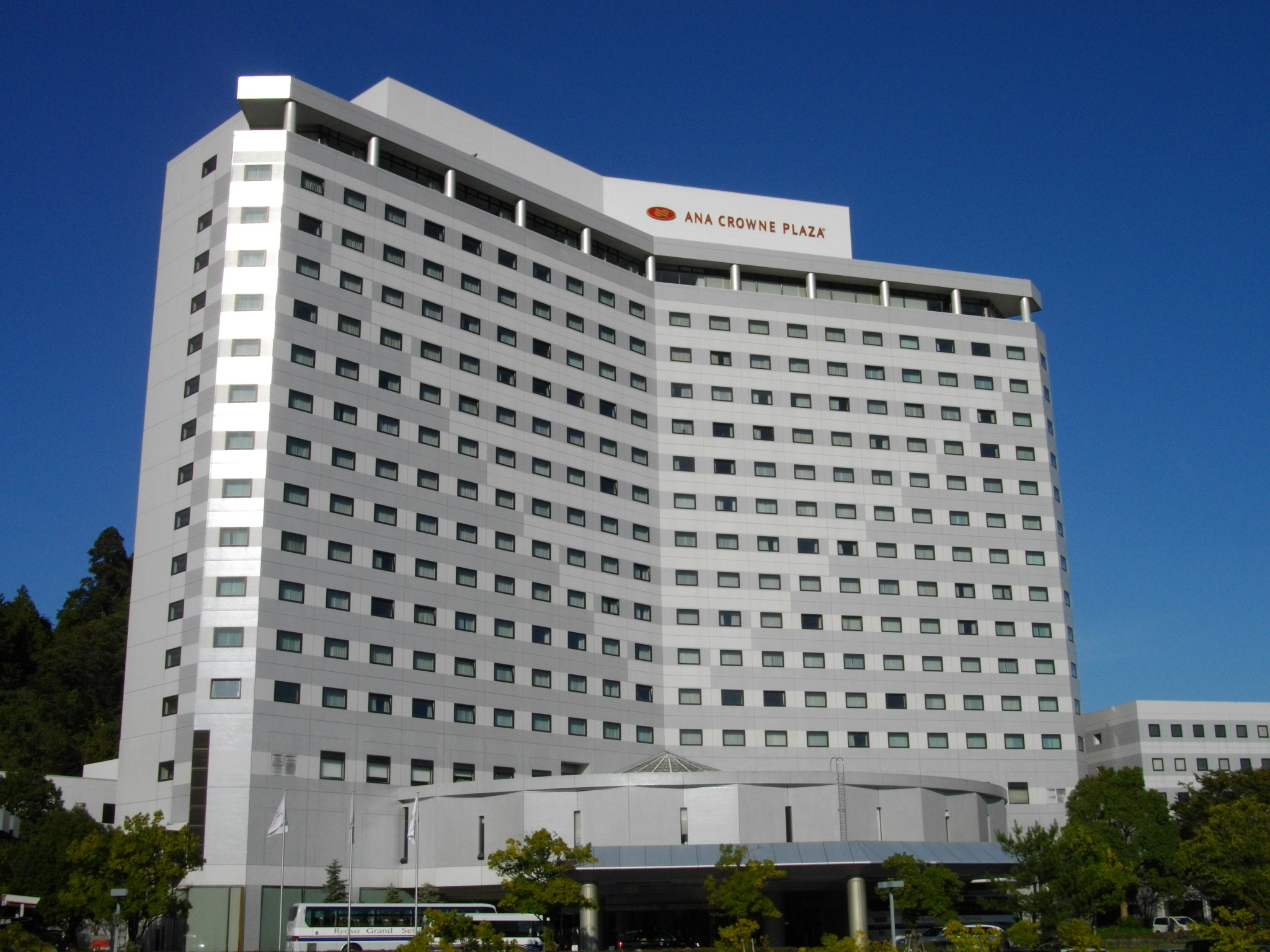
ANAクラウンプラザホテル成田

主に成田空港利用者や、航空会社クルー向けのホテルが多い。成田駅周辺には、成田山への観光客を主要客としてきた旅館やホテルなどが多いが、成田空港にもほど近いため、外国人観光客の宿泊客も増加傾向にある。
- 成田空港周辺
  - アートホテル成田（旧成田ビューホテル）
  - ホテル日航成田
  - ANAクラウンプラザホテル成田 - 1989年（平成元年）6月16日に「成田全日空ホテル」として開業し、2007年（平成19年）12月17日に名称変更。
  - ホテルマイステイズプレミア成田 - 1985年（昭和60年）7月1日に「成田東急イン」として開業し、1993年（平成5年）10月13日に「ホテル成田東急」、2002年（平成14年）4月1日に「成田エクセルホテル東急」に名称変更。2018年（平成30年）2月1日に現名称に変更。
  - 成田東武ホテルエアポート - 「ホリディ・イン成田」として地元の地権者が設立したものを東武鉄道が営業権を継承して1987年（昭和62年）9月1日に「ホリディ・イン東武成田」として開業。
  - 成田ゲートウェイホテル
  - 成田エアポートレストハウス（成田空港内）
  - スカイハートホテル（旧成田ホテルスカイコート成田）
  - マロウドインターナショナルホテル成田 - 1995年（平成7年）5月6日開業。
  - ヒルトン成田（イシン・ホテルズ・グループ）
  - 東横イン成田空港
- JR・京成成田駅周辺
  - センターホテル成田
  - 成田菊水ホテル
  - インターナショナルガーデンホテル成田（イシン・ホテルズ・グループ）
  - 成田U-シティホテル
  - ホテルウェルコ成田（旧メルキュールホテル成田）
  - コンフォートホテル成田（チョイスホテルズインターナショナルチェーン）
  - アパホテル京成成田駅前
  - リッチモンドホテル成田 - 2009年（平成19年）6月1日に開業。

## 姉妹都市・提携都市

### 国際交流
外国人登録者数は約2,400人であるが、海外からの観光客や空港関係者も多く、市内の街中では様々な言語が飛び交う。また、市内の外国人登録数は年々増加傾向にある。
- 外国人登録数：総数2,448人（平成17年12月末）内訳：（単位：人）

| 国籍別（上位） | 人数         |
| -------------- | ------------ |
| ペルー         | 521（22.0%） |
| フィリピン     | 360（15.0%） |
| 中国           | 345（14.0%） |
| 韓国・朝鮮     | 327（13.0%） |
| タイ           | 202（8.0%）  |
| ブラジル       | 175（7.0%）  |
| スリランカ     | 76（3.0%）   |
| アメリカ       | 46（2.0%）   |
| インド         | 15（1.0%）   |
| バングラデシュ | 6（0.7%）    |

### 友好都市
成田市公式サイトでは、「友好都市」は文書をもって友好的・継続的な交流を約した都市のことであり、おもにアメリカ文化圏では「姉妹都市」という呼称が一般的、としている。
 咸陽市（中華人民共和国陝西省）
- 1988年9月14日に友好都市の締結をした。姉妹都市といわないのは、「姉」「妹」という上下関係が連想されるため[要出典]である。

 サンブルーノ市（アメリカ合衆国カリフォルニア州）
- 1990年（平成2年）10月6日に姉妹都市（友好都市）となる。もともとは、成田ロータリークラブとサンブルーノ・ロータリークラブが姉妹クラブとなっていたことに由来する。

 仁川広域市中区（大韓民国）
- 1998年（平成10年）9月21日に「友好交流推進協議合意書」を調印し友好都市となる。これ以前より、行政・スポーツの分野での交流が盛んであった。

 井邑市（大韓民国全羅北道）
- 2002年（平成14年）1月29日に「友好交流推進協議合意書」を調印し友好都市となる。ホームステイなどの交流がある。

 ネストベズ市（デンマーク王国ストアストロムス県）（終了）
- 2003年（平成15年）3月14日に「友好交流合意書」に調印し友好都市となる。成田市の福祉関係職員を研修のためにネストベズ市へ派遣し、福祉行政を中心に交流を進めてきた。2023年12月31日をもって合意書を終了した[26]。

 フォクストン（ニュージーランド）
- 1995年（平成7年）1月31日旧下総町との間に姉妹都市提携を締結。1992年より下総中生徒を親善大使として派遣するなど交流がある。

 桃園市（中華民国（台湾））
- 2016年（平成28年）9月20日に友好都市の締結。また、同時に成田国際空港も台湾桃園国際空港との姉妹空港覚書を締結した。

## 地域

### 地区
成田市は大まかに成田山新勝寺の門前町（成田地区）、ニュータウン地区、空港地区（遠山地区）、農村地区、工業団地地区に分かれる。市内の地域区分は、市制施行以前の町村区分と平成の合併以前の町で地域区分されている。
| 地区             | 大字 |
| ---------------- | --- |
| 成田地区         | 成田、田町、東町（あずまちょう）、本町（ほんちょう）、仲町（なかまち）、幸町（さいわいちょう）、上町（かみちょう）、花崎町（はなざきちょう）、馬橋（まばし）、新町、南平台、土屋、寺台、郷部（ごうぶ）、不動ケ岡、ウイング土屋、囲護台（いごだい）、美郷台 |
| ニュータウン地区 | 赤坂、吾妻（あづま）、加良部（からべ）、橋賀台（はしかだい）、玉造、中台 |
| 公津地区         | 八代、船方、北須賀、台方（だいかた）、下方、大袋、江弁須（えべす）、飯田町（いいだちょう）、並木町、飯仲（いいなか）、宗吾、公津の杜（こうづのもり）、はなのき台 |
| 八生地区         | 松崎（まんざき）、大竹（おおだけ）、上福田、下福田、宝田、押畑、山口、米野 |
| 中郷地区         | 野毛平（のげだいら）、東金山、関戸、和田、下金山、新妻（にっつま）、芦田、東和泉、西和泉、赤荻 |
| 久住地区         | 芝、大室、土室（つちむろ）、小泉、成毛（なるげ）、大生（おおう）、幡谷（はたや）、飯岡（いのおか）、久住中央、荒海（あらうみ）、磯部、水掛（みずかけ）、新泉（しんいずみ） |
| 豊住地区         | 北羽鳥、長沼、南羽鳥、佐野、竜台（たつだい）、安西、南部、北部 |
| 遠山地区         | 小菅、大山、馬場、久米、久米野、山之作（やまのさく）、吉倉、東和田（とうわだ）、川栗、畑ケ田（はたけだ）、大清水、本城（ほんじょう）、駒井野（こまいの）、取香（とっこう）、堀之内、新駒井野、長田、十余三（とよみ）、天神峰（てんじんみね）、東峰（とうほう）、古込（ふるごめ）、木の根、天浪（てんなみ）、御所の内、三里塚、本三里塚、南三里塚、東三里塚、三里塚光ヶ丘、三里塚御料、西三里塚                                                   |
| 下総地区         | 猿山、大菅、滑川（なめがわ）、西大須賀、四谷、新川、名古屋、高倉、成井、地蔵原新田、青山、倉水、名木（なぎ）、冬父（とぶ）、中里、七沢、高岡、大和田、高（たか）、小野、小浮（こぶけ）、野馬込（のまごめ）、平川 |
| 大栄地区         | 伊能、奈土（など）、柴田、堀籠（ほうめ）、村田、所、桜田、南敷（なじき）、馬乗里（まじょうり）、横山、浅間（せんげん）、東ノ台（ひがしのだい）、大沼、久井崎（くいざき）、稲荷山（とうかやま）、中野、津富浦（つぶうら）、松子（まつこ）、臼作（うすくり）、吉岡（きちおか）、新田（しんでん）、一坪田（ひとつぼた）、前林、水の上（みずのかみ）、川上、多良貝（たらがい）、大栄十余三（たいえいとよみ）、官林（かんりん）、一鍬田（ひとくわだ） |

#### 新勝寺門前町
成田駅（JR東日本）および京成成田駅（京成電鉄）から成田山新勝寺にかけての地区。成田市の旧市街地にあたる地域で、地元では町中（まちなか）と呼ばれている。昔ながらの成田の住民が多い。週末や祝日は、成田山新勝寺の参拝客で賑わっている。大きな参道としては、表参道、新参道、電車道がある。
このうち、最も大きい参道が表参道であり、京成、JR成田駅から成田山新勝寺までの約1キロメートルの道の両脇に成田名物の羊羹、地酒、鉄砲漬、食堂、土産物屋や、登録有形文化財に登録されている川豊本店など約120店舗ほどの店が並ぶ。人の往来も激しく道幅が狭い為、車道は二輪車・軽車両を除く片側一方通行となっている。2004年（平成16年）には表参道の電線地中化工事が終わり、商店のセットバックによる歩道幅の拡張やファザードの改築など、景観に配慮した街作りが行われている。2005年（平成17年）9月30日、表参道の一部でもある、成田市上町地区（約300メートル）が、国土交通省の平成17年度都市景観大賞「美しいまちなみ優秀賞」を受賞している。
新参道は、成田山新勝寺から国道51号線に掛けての参道であり、成田山交通安全祈祷殿や成田山新勝寺の参拝客用駐車場があり、マイカーで成田山新勝寺に訪れる参拝客用の参道となっている。また電車道は成田山新勝寺から京成成田駅方面に掛けての参道であり、かつて千葉県内初の電気軌道「成宗電気軌道」(1910 - 1944) が路面電車を運営していた路線の名残である。現在でも明治時代に造られた赤煉瓦のトンネルなど、かつての面影が残っている。
これらの地区はJR成田線と京成本線に挟まれるような形になっており、他の地区から孤立した市街地になっている。

#### ニュータウン地区
- 成田ニュータウン
  - 成田駅（JR東日本）の西側に広がるのが成田ニュータウン地区である。当初、主に成田空港や空港関連企業で働く従業員向けに計画されたが、現在では成田から東京都心、千葉市をはじめとする千葉県北西部へ通勤する住民も多い。門前町と比較して、新しく成田市に引っ越してきた住民が多いのが特徴である。また、成田市の人口のうちで最も大きな割合を占める。現在では公共施設も移転しており、成田警察署・成田税務署・郵便局・総合運動場・ハローワーク・図書館・保健所・急病診療所等が成田ニュータウン地区に位置している。
- 公津の杜
  - 面積117.3ヘクタール、計画人口11,740人。
  - 1986年から「成田市公津東土地区画整理組合」によって京成電鉄本線の新駅を中心に全体として複合的な都市開発を目指し区画整理された地区。1994年4月1日に京成電鉄・公津の杜駅を新設。その後、駅前商業エリアにユアエルム成田店が1999年12月にオープンした。人と人、人と街の「交流」を目指した「人間にやさしい街づくり」をテーマに、千葉県下有数のグレードの高い街づくりに取り組んでいる。また、旧建設省から「ふるさとの顔づくりモデル土地区画整理事業」に指定されており、千葉県内では京成成田駅東口土地区画整理事業が最初で公津の杜は、この事業が2番目の指定となっている。
- 美郷台（郷部）
  - 面積60.2ヘクタール、計画人口6,020人。
  - 1980年から「成田第一土地区画整理組合」によって区画整理された地区。成田第一と言うのは成田市で最初の組合施行による土地区画整理事業だった為。現在では中心通りに商業施設が並ぶ新興住宅街。法務局はこの地区内に移転した。
- ウイング土屋イオンモール成田

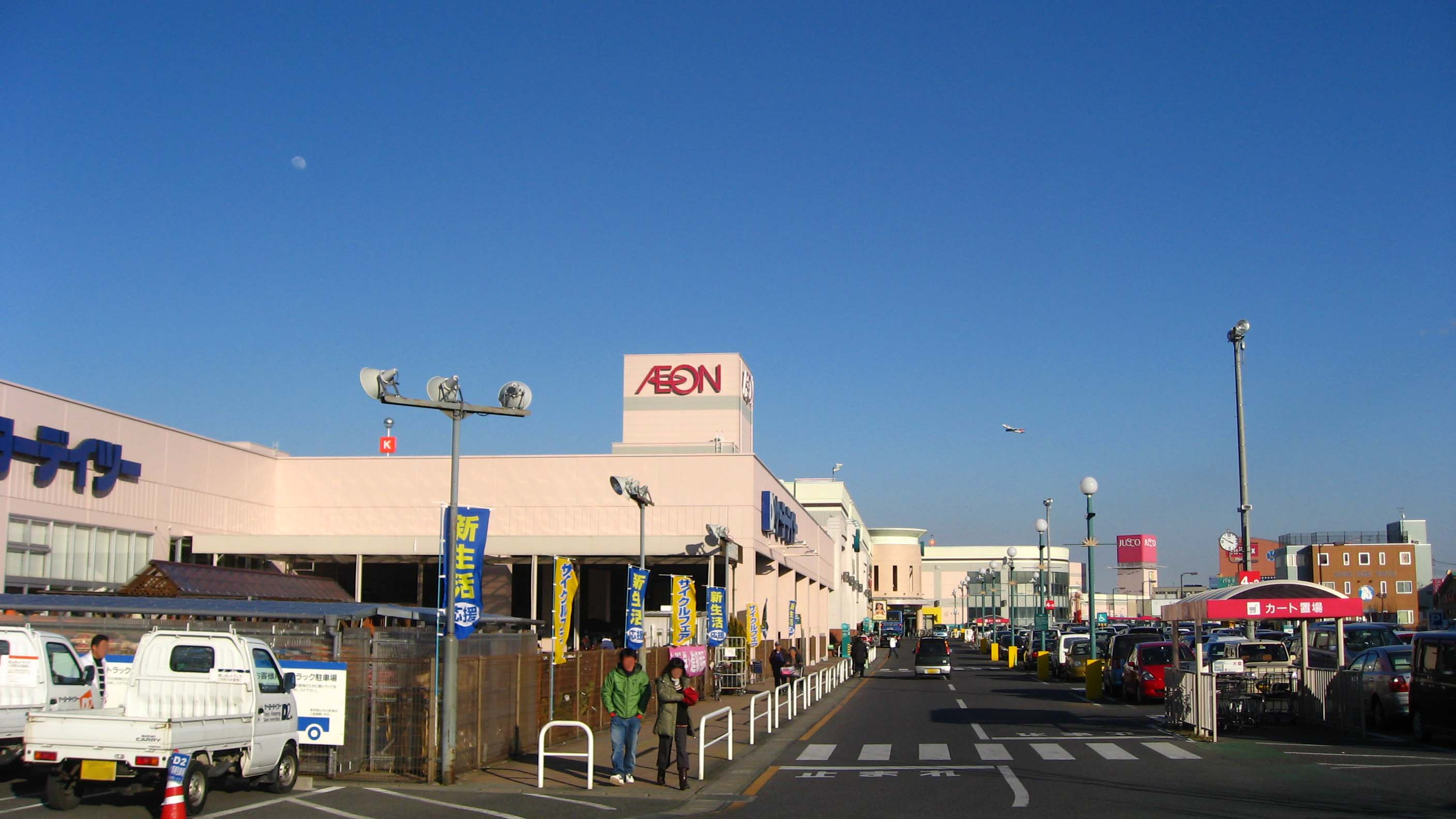
イオンモール成田

  - 国道408号と根木名川にはさまれた面積37ヘクタールの商業地域であり商圏は茨城南部までおよぶ。商業地域であるため計画人口は僅か180人に留まる。農業地区と旧市街地との境界地に位置し、大型ショッピングセンターをはじめ映画館・飲食店・各種店舗が存在する。もとは、成田空港の旧資材輸送基地として提供され、その後ジェット燃料暫定輸送の燃料中継基地として活用された。その後、新東京国際空港公団所有地を含めた11ヘクタールとその周辺の水田を造成してできた地区。接道の国道408号線を東へ向かうと成田空港に至り、ウイング土屋と成田ニュータウンの間に美郷台が位置する。また、同地区には、京成成田空港線の新駅「土屋駅（仮称）」用の駅前広場用地が用意されており、新駅設置に向けて署名活動や国や県、運行主体となる京成電鉄に要望（陳情）などを行っているが、未だ計画では何も触れられていないのが現状である。市では、近隣ショッピングセンターに車を駐車し、駅から電車で通勤する「パーク・アンド・ライド」構想をしている。
- 成田はなのき台
  - 成田駅（JR東日本）西口から約2.5キロメートル、成田ニュータウンに隣接した面積37.6ヘクタールの住宅地。「成田市公津西土地区画整理組合」によって2001年から区画整理された地区。四季折々緑豊かな公園が整備され、商業施設や医療施設を誘致を行うなど魅力ある街作りに対して2011年に国土交通大臣より「まちづくり功労者国土交通大臣表彰」を受賞した。
- その他
  - 京成成田駅（京成電鉄）構内から成田市役所奥方に見える住宅地は、富里市日吉台。こちらも成田空港周辺ニュータウンという事では性格を同じくする。

#### 空港地区
現在の成田市の顔とも言える地区。空港通り、新空港道を挟んでホテルの高層ビル群が建ち並び、空港を囲むように、空港関連企業、物流団地、貸し駐車場、病院、公園などが位置する。一つの街を形成していると言っても過言ではない。成田空港と空港関連企業の従業員数を合わせると、約46,000人もの雇用を生み出しているほか、空港周辺道路などのインフラも整備された。またメディアへの露出が高く、この地区が登場するドラマが放映されるたびに、新しい観光スポットが生まれる状況である。未だに一部周辺住民の反発は根強いものの、ニュータウン地区と並んで拡大が続いている。

#### 農業地区
上記3つの地区を囲むように存在している地区。三里塚闘争で一躍全国区になった三里塚もこの地区である。成田市の農業人口は1950年代から徐々に減っており、現在では昭和中期の 1/3 程度になっている。全国的な農業離れの他、ニュータウン地区と空港地区の拡大も大きな要因となっている。かつては首都圏の近郊農業の一翼を担っており、京成電鉄では行商専用列車を仕立てていたが、1998年からは朝の電車1本のうち1両だけが行商人専用に当てられているのみとなり、2013年に行商列車は廃止された。
離農された農地はゴルフ場などに転換されているが、無人化した農地へのゴミや産業廃棄物の不法投棄が問題になっている。市環境対策課の職員や、地区の監視員、警備会社などによる不法投棄パトロールや、移動式監視カメラなどで不法投棄・不法残土投棄などの警戒を強めている。

#### 工業団地
成田市には野毛平工業団地、豊住工業団地、大栄工業団地の3つの工業団地がある。また、物流団地である成田新産業パークがある。地域格差の是正と空港の騒音下利用計画の一環として造成された。また、機械工業中心とした非公害型企業のみという珍しい工業団地でもある。成田空港を介して輸出入される製品を取り扱っている。従業員はほとんどが地元雇用者であり、こうした工業団地群は成田空港周辺市町村に多く見られる。

### 郵便事業
郵便局
- 成田郵便局
  - 久住郵便局
  - 小御門郵便局
  - 三里塚御料郵便局
  - 三里塚郵便局
  - 下総郵便局
  - 下総郵便局
  - 宗吾郵便局
  - 大栄郵便局
  - 豊住郵便局
  - 成田東町郵便局
  - 成田吾妻郵便局
  - 成田駅前郵便局
  - 成田押畑郵便局
  - 成田加良部郵便局
  - 成田公津の杜郵便局
  - 成田玉造郵便局
  - 成田遠山郵便局
  - 成田中台郵便局
  - 成田西口郵便局
  - 成田郵便局空港第１旅客ビル内分室
  - 成田郵便局空港第２旅客ビル内分室
  - 松崎郵便局

郵便番号
- 下記の地域を除く旧成田市全域 286
- 下記の地域 282
  - 木の根 24、36、92

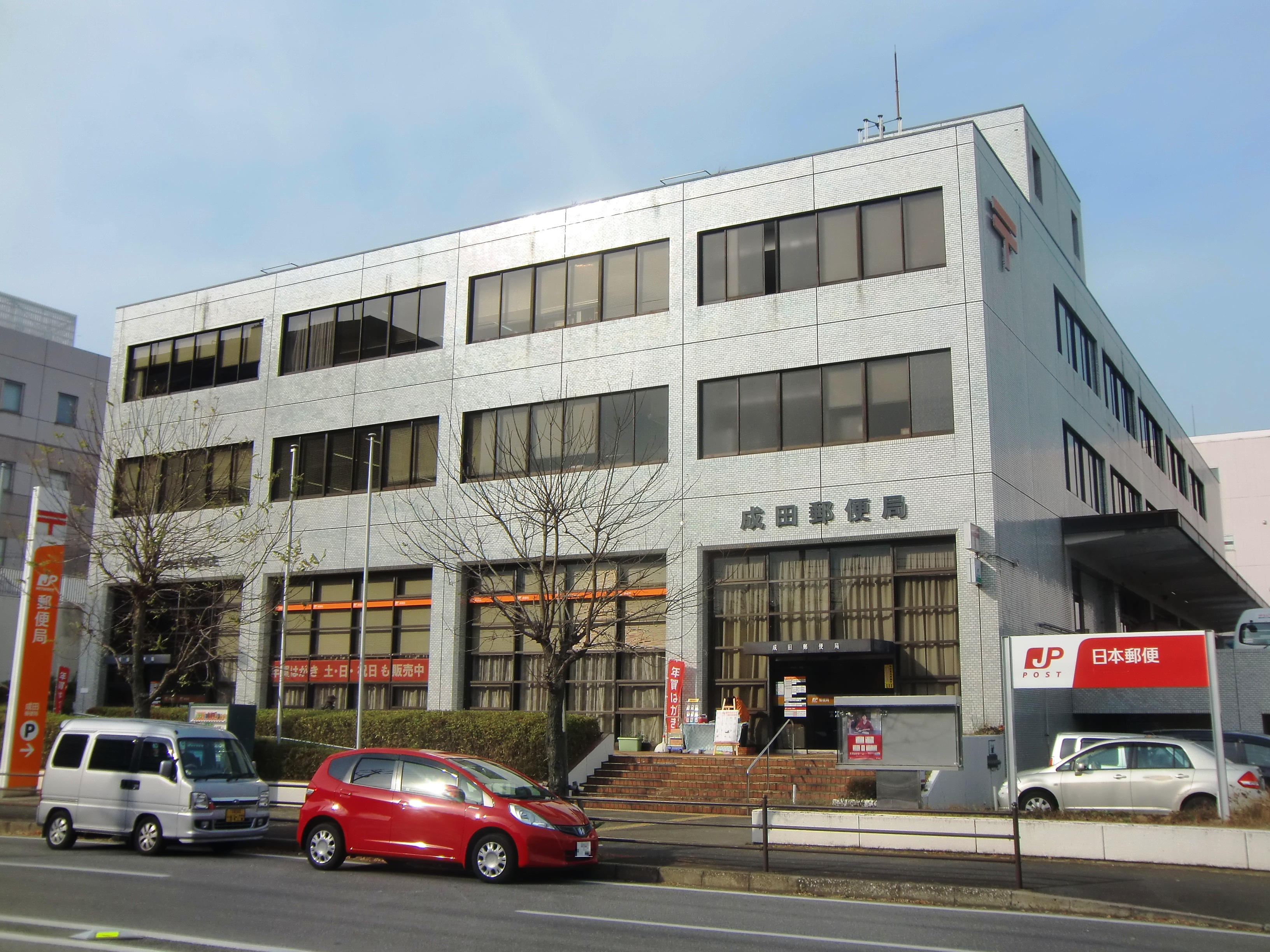
成田郵便局

  - 駒井野 2071、2112、2121、2131、2159、2162
  - 三里塚 御料牧場1番地1、2
  - 天浪
  - 東三里塚 101番地1
  - 古込 1-1、93、124、133、141、151、154、164
- 旧下総町全域 289
- 旧大栄町全域 287

### キャラクター

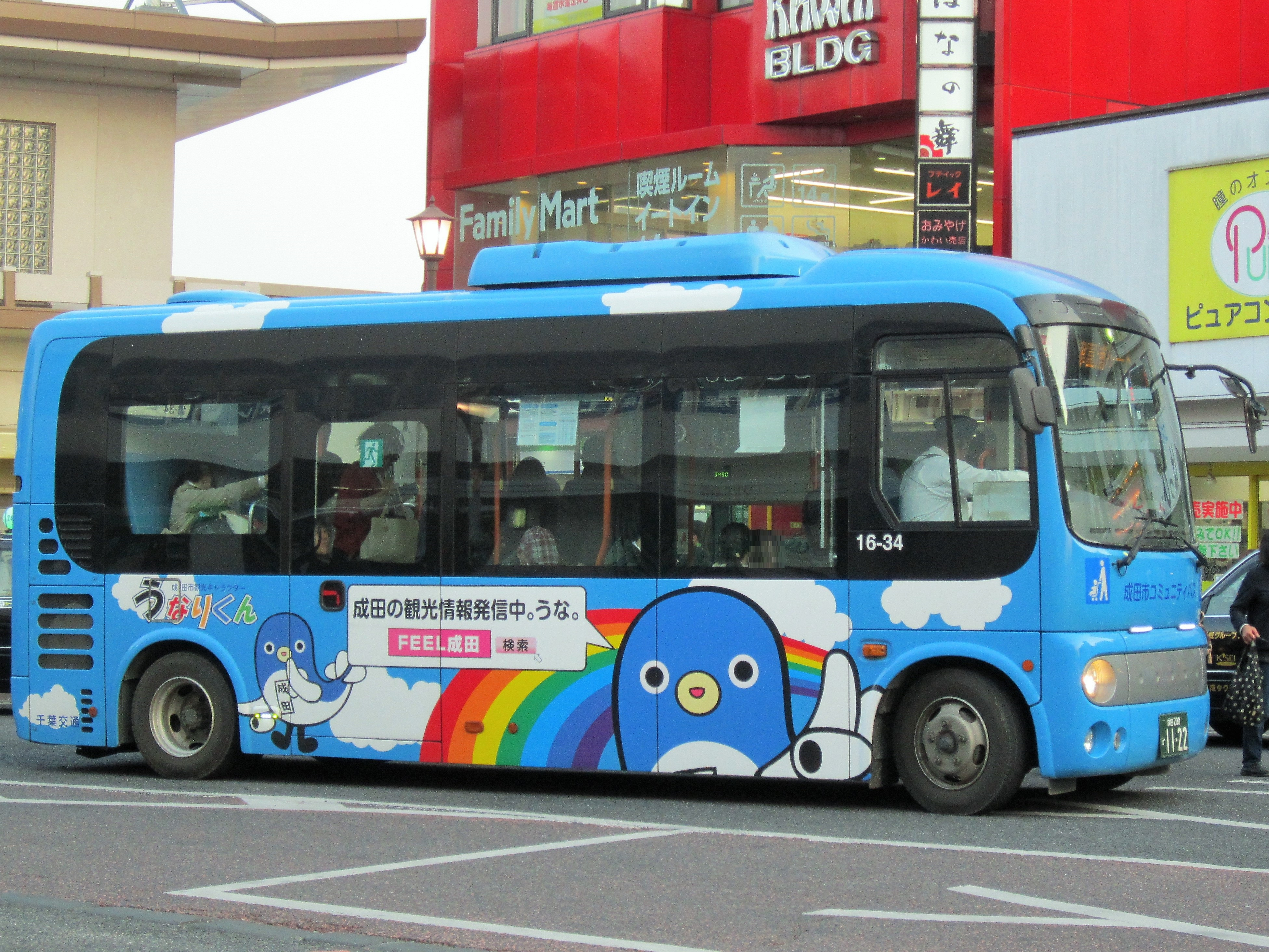
成田市コミュニティバス（うなりくんラッピング）

うなりくん - 成田市のゆるキャラ。成田市観光キャラクター。成田市特別観光大使。

### 清掃・衛生施設
- 成田富里いずみ清掃工場（焼却場）
  - ガス化溶融炉シャフト式の清掃工場、2012年10月より稼働。処理能力は212トン（106トン/日×2炉）。富里市との共同出資により建設された。余熱利用施設や屋外多目的広場などが整備される予定。
- 成田市リサイクルプラザ
  - 1998年完成。カン・ビン、不燃性粗大ゴミや可燃物は混在した軟質性粗大ゴミから、資源を効率的に回収する施設。
- 成田クリーンパーク（最終処分場）
  - 1988年完成。上記の施設から排出された不燃物を埋め立てる施設。当初、2011年程度まで埋め立てが可能と予測されていたが、成田空港B滑走路北側延伸工事によって2007年3月をもって埋め立てを終了した。

上下水道
成田市は、3つの水道が供給されている。
- 成田ニュータウン地区：千葉県営水道
- 成田国際空港：千葉県営水道（専用水道）
- 下総・大栄地区：成田市営簡易水道
- その他の地区：成田市営水道

成田市営水道は市内15ヵ所に設置された井戸水と、利根川の表流水の2つを水源としており、井戸水と表流水を混合し供給している。また、同じ市内でも供給元の違いにより水道料金に格差が生じている。成田市の上水道普及率は82.8%（平成23年度末）である。千葉県の上水道普及率は94.7%（平成23年度末）であり、近隣の富里市83.1%、栄町91.1%、酒々井町92.2%、多古町98.1%（いずれも平成23年度末）を下回り、普及率は低いといえる。成田市の下水道普及率は73.8%（平成24年度末）である。千葉県の下水道普及率70.7%（平成24年度末）を上回っている。しかし、旧下総町、大栄町の下水道が未着手であり、市町合併以前の普及率82.6%（平成16年度末）から大幅に普及率が低下した。
成田市の汚水は印旛沼流域下水道を流れ、印旛沼流域の15市町村（成田国際空港）の汚水と共に花見川終末処理場と花見川第二終末処理場に集積・処理し、東京湾につながる河川に放流されている。また、成田市の雨水はそれぞれの地区の自然流下により、雨水幹線通り、根木名川、小橋川、江川及びその他河川へ自然放流されている。

### 健康と福祉
平成22年度の平均寿命は、男性が80.3歳、女性が86.6歳となっている。平成25年4月現在、65歳以上の人口は24,321人で、総人口比の高齢化率は18.6%であり、千葉県内35位である。
- 健康・福祉・子育て施設
  - 印旛保健所(印旛健康福祉センター)成田支所
  - 成田市保健福祉館(健康増進課)
  - 成田市急病診療所(保健福祉館敷地内)
  - こども発達支援センター(保健福祉館敷地内)
  - 成田市子ども館
    - 子ども館ふれあいひろば
    - 子ども館なかよしひろば

  - 三里塚なかよしひろば(三里塚コミュニティセンター内)
  - 公津の杜なかよしひろば(もりんぴあこうづ内)

### 医療

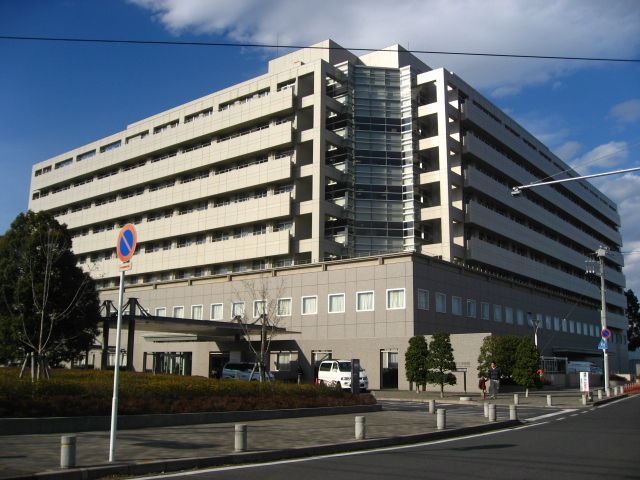
成田赤十字病院

二次医療圏（二次保健医療圏）としては印旛医療圏（管轄区域：印旛地域）である。三次医療圏は千葉県医療圏（管轄区域：千葉県全域）。
医療提供施設は特筆性の高いもののみを記載する。
- 市内の医療機関
- 二次医療圏（市内）
  - 成田赤十字病院 - 病床数710、救命救急センター、災害拠点病院[29]の指定を受けている。災害時用ヘリポート完備。
  - 急性期病院 国際医療福祉大学成田病院 - 病床数642
- 一次医療圏（市内）
  - 緊急指定病院
    - 医療法人鳳生会成田病院 - 病床数716、印旛山武郡市2次救急、成田市1次救急指定。

  - その他の医療機関
    - 聖マリア記念病院
    - 大栄病院
    - 成田リハビリテーション病院
    - 成田富里徳洲会病院（所在地は富里市、市域に隣接）
- 二次医療圏
  - 日本医科大学千葉北総病院（印西市、基幹災害拠点病院・救命救急センター）
  - 東邦大学医療センター佐倉病院（佐倉市、災害拠点病院）

### 教育
構造改革特区に指定されており、成田市国際教育推進特区構想が認可されている。

#### 学校教育施設
大学
- 国際医療福祉大学 成田キャンパス

専修学校
- 日本自動車大学校（NATS）
- 成田航空ビジネス専門学校
- 成田国際福祉専門学校
- 二葉看護学院

#### 高等学校
- 公立高等学校
  - 千葉県立成田西陵高等学校
  - 千葉県立成田国際高等学校
  - 千葉県立成田北高等学校
  - 千葉県立下総高等学校

- 私立高等学校
  - 成田高等学校

義務教育学校
- 成田市立下総みどり学園
- 成田市立大栄みらい学園

中学校
市立中学校 ※は防音校舎
- 成田市立成田中学校
- 成田市立遠山中学校 ※
- 成田市立久住中学校※
- 成田市立西中学校

- 成田市立中台中学校
- 成田市立吾妻中学校
- 成田市立玉造中学校
- 成田市立公津の杜中学校

私立中学校
- 成田高等学校付属中学校

小学校
市立小学校 ※は防音校舎
- 成田市立成田小学校
- 成田市立遠山小学校 ※
- 成田市立三里塚小学校 ※
- 成田市立久住小学校 ※
- 成田市立豊住小学校
- 成田市立八生小学校
- 成田市立公津小学校

- 成田市立向台小学校
- 成田市立加良部小学校
- 成田市立橋賀台小学校
- 成田市立新山小学校
- 成田市立吾妻小学校
- 成田市立玉造小学校
- 成田市立中台小学校

- 成田市立神宮寺小学校
- 成田市立平成小学校
- 成田市立本城小学校 ※
- 成田市立公津の杜小学校
- 成田市立美郷台小学校

私立小学校
- 成田高等学校付属小学校

幼稚園
市立幼稚園
- 大栄幼稚園

私立幼稚園
- 成田幼稚園
- 三里塚幼稚園
- はぼたん幼稚園

- 聖徳大学附属成田幼稚園
- くすのき幼稚園
- はしが台幼稚園

- はくと幼稚園
- 玉造幼稚園
- 公津の杜幼稚園

海外帰国子女・外国人子女・障害児等教育
各設置校の詳細については、成田市役所教育指導課へ。
- 外国人子女等学級設置校
  - 三里塚小学校、橋賀台小学校、吾妻中学校、西中学校
- 知的障害特殊学級設置校
  - 成田小学校、三里塚小学校、公津小学校、加良部小学校、吾妻小学校
  - 中台小学校、平成小学校、成田中学校、遠山中学校、西中学校
- 言葉の教室設置校
  - 成田小学校、本城小学校、中台小学校
- 情緒障害特殊学級設置校
  - 成田小学校、平成小学校、三里塚小学校、中台小学校、橋賀台小学校、吾妻中学校、西中学校

児童福祉施設

市立保育園
- 赤坂保育園
- 橋賀台保育園
- 中台保育園
- 吾妻保育園
- 中台第二保育園

- 新山保育園
- 玉造保育園
- 赤荻保育園
- 松崎保育園

- 長沼保育園
- 高岡保育園
- 小御門保育園
- 大栄保育園

私立保育園
- 大室保育園
- 成田保育園

- つのぶえ保育園
- 宗吾保育園
- 公津の杜保育園

- 三里塚保育園
- 三里塚第二保育園
- 月かげ保育園

公共職業能力開発施設
職業能力開発短期大学校
- 関東職業能力開発大学校付属千葉職業能力開発短期大学校成田校（愛称：ポリテクカレッジ成田）

#### 生涯学習施設
成田国際文化会館は財団法人成田市教育文化振興財団が運営している。
ホール・コミュニティーセンター
- 成田国際文化会館

友好都市の咸陽市から、友好都市締結10周年を記念して秦始皇帝兵馬俑のレプリカが贈られ、成田国際文化会館のロビーに展示されている。
- 三里塚コミュニティセンター
- もりんぴあこうづ(公津の杜コミュニティセンター)

公民館・地区会館
- 美郷台地区会館
- 中央公民館
- 公津公民館
- 久住公民館
- 橋賀台公民館
- 玉造公民館
- 豊住公民館

- 成田公民館
- 八生公民館
- 中郷公民館
- 加良部公民館
- 遠山公民館
- 下総公民館
- 大栄公民館

図書館

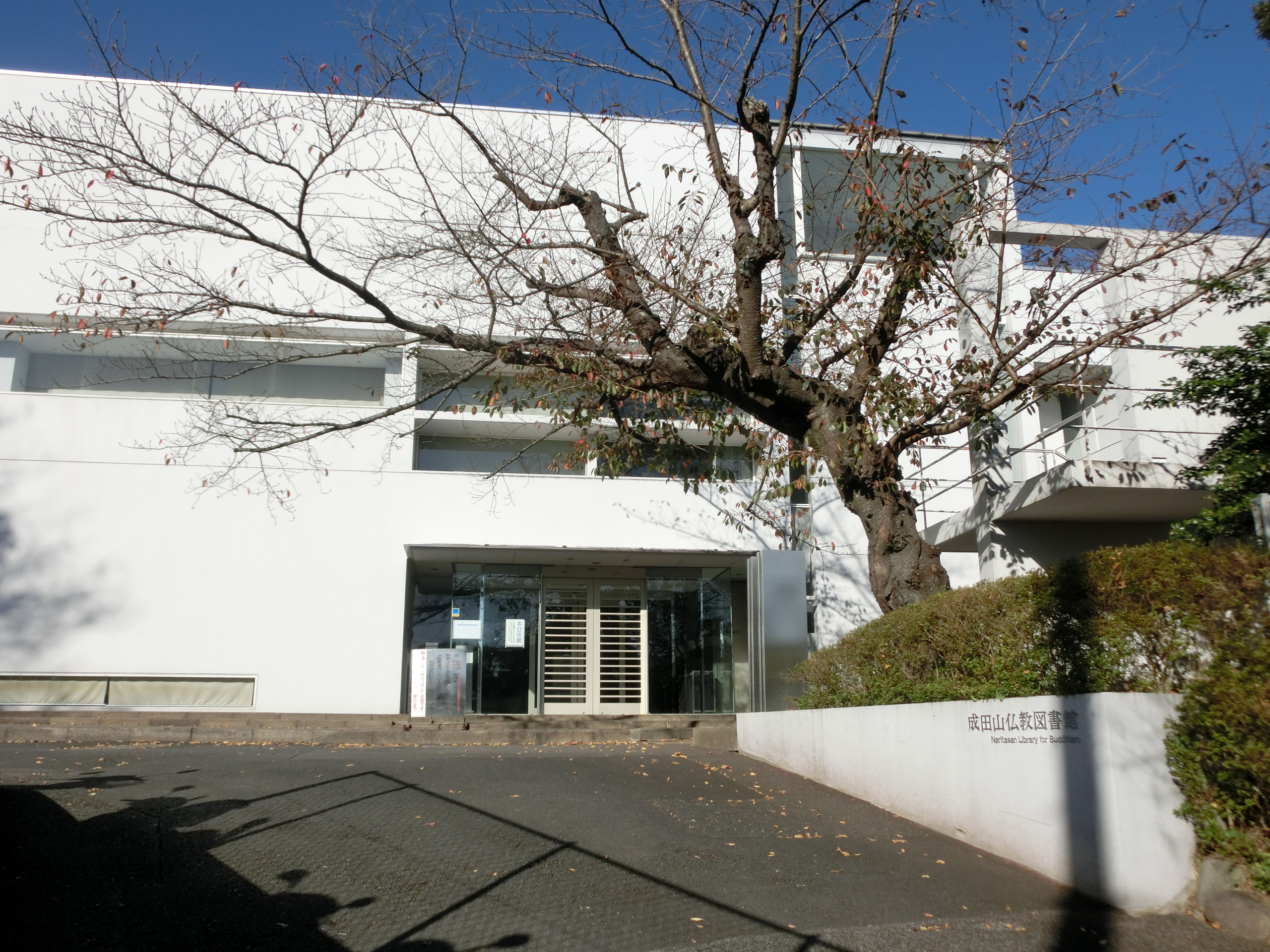
成田山仏教図書館

成田市立図書館は1984年（昭和59年）10月27日、市制30周年記念3大事業の一つとして開館した。開館当初、まだ珍しいコンピュータによる蔵書の管理を導入するなど、規模と設備において全国有数の規模と言われた。その後、各公民館の図書室は成田市立図書館の分館となった。詳しくは成田市立図書館公式ページを参照。（→外部リンク）
- 成田市立図書館
  - 公津の杜分館(もりんぴあこうづ内)
- 成田山仏教図書館（私立公共図書館）

体育施設
- 中台運動公園（陸上競技場、軟式野球場、球技場、体育館、テニスコート、相撲場、プール）
- 大谷津運動公園（硬式・軟式野球場、テニスコート、プール、多目的広場） - 高校野球の地区大会の会場としても使用。2009年アジア野球選手権大会が行われた。
- 大栄野球場（ナスパ・スタジアム） - 第16回世界女子ソフトボール選手権が行われた。
- 印東体育館
- 久住体育館
- 大栄B&G海洋センター（体育館、屋内プール）
- 久住テニスコート
- 三里塚記念公園テニスコート
- 大栄テニスコート
- 北羽鳥多目的広場（多目的グラウンド、野球場）
- スポーツ広場（成田、遠山、八生第1・第2、中郷、公津、久住第1・第2、豊住第1・第2）
- 大栄工業団地久茂富第一公園（全天候テニスコート2面）
- 外小代公園（全天候テニスコート2面）神宮寺公園（目的広場、全天候テニスコート1面）北羽鳥多目的広場（多目的広場、野球場）
- 下総サイクリングコース（1周1.5キロメートル）

その他、学校教育施設開放などがある。成田市は2004年11月7日「スポーツ健康都市宣言」を宣言し、健康な心と体を育むスポーツを積極的に推進している。

### 報道機関
航空機によるテレビ受信障害を防ぐ為、1993年（平成5年）11月18日「成田テレビ中継放送局」が成田市大袋に開局された。このテレビ放送中継局は、東京タワーからの電波を受信して UHF電波として再送信していた。受信範囲は成田市を含む57,230世帯。高さは200メートルと成田市で一番高い建物であった。その他、「佐原テレビ中継放送局」（香取市、1995年1月20日開局）、「下総光テレビ中継放送局」（横芝光町、1995年3月16日開局）、「江戸崎テレビ中継放送局」（茨城県稲敷市、1995年2月28日開局）があり、全4施設で約8万世帯を対象としている。
2011年7月24日の地上デジタル放送への完全移行後は、航空機によるフラッターの影響は受けにくいということで成田テレビ中継局はデジタルでは置局されず、2015年に鉄塔は解体された。県域放送局である千葉テレビ放送はアナログ時代より成田中継局を置いておらず、三山・千葉本局の受信となる。

#### 放送局
- NHK千葉放送局 成田支局
- フジテレビ 成田空港民放クラブ
- テレビ朝日 成田支局第一ターミナル
- 千葉テレビ放送 成田空港室
- メディアポート成田（MENAC）- 成田空港内専用放送局
- ケーブルテレビ局
  - 成田ケーブルテレビ(NCTV)
- FM局
  - ラジオ成田[広報 3]（83.7 MHz）：2014年12月27日に開局したコミュニティFM局[30]。
  - Inter FM（89.7 MHz・76.1 MHz）：外国語FM放送局。県内では千葉市と成田国際空港内のみが放送対象地域。
  - bayfm（78.0 MHz）：千葉県の県域FM放送局。成田国際空港第1旅客ターミナルビル5階にサテライトスタジオ「Narita Airport Studio “SKY GATE”」がある。スタジオはガラスで隔てられており、壁は大空をイメージした青色。

成田テレビ中継局送信設備
- 「チャンネル」の欄は開局時のチャンネル番号→2004年5月20日実施のアナアナ変換後現在のチャンネル番号

| 放送局名                | チャンネル   | 空中線電力        | ERP               | 放送対象地域 | 放送区域内世帯数 | 偏波面       |
| ----------------------- | ------------ | ----------------- | ----------------- | ------------ | ---------------- | ------------ |
| NHK東京教育テレビジョン | 28→49        | 映像30W /音声7.5W | 映像290W /音声72W | 全国放送     | 57,230世帯       | 水平偏波     |
| NHK東京総合テレビジョン | 30→51        | 映像30W /音声7.5W | 映像290W /音声72W | 関東広域圏   | 57,230世帯       | 水平偏波     |
| 日本テレビ放送網（NTV） | 25→53        | 映像30W /音声7.5W | 映像290W /音声72W | 関東広域圏   | 57,230世帯       | 水平偏波     |
| TBSテレビ（TBS）        | 23→55        | 映像30W /音声7.5W | 映像290W /音声72W | 関東広域圏   | 57,230世帯       | 水平偏波     |
| フジテレビジョン（CX）  | 21→57        | 映像30W /音声7.5W | 映像290W /音声72W | 関東広域圏   | 57,230世帯       | 水平偏波     |
| テレビ朝日（EX）        | 19→59        | 映像30W /音声7.5W | 映像290W /音声72W | 関東広域圏   | 57,230世帯       | 水平偏波     |
| テレビ東京（TX）        | 17→61        | 映像30W /音声7.5W | 映像290W /音声72W | 関東広域圏   | 57,230世帯       | 水平偏波     |
| 千葉テレビ放送（CTC）   | 中継局未設置 | 中継局未設置      | 中継局未設置      | 中継局未設置 | 中継局未設置     | 中継局未設置 |

#### 新聞社
- 読売新聞 成田支局
- 毎日新聞 成田支局
- 朝日新聞 成田支局
- 産経新聞 成田空港第1ターミナル分室
- 東京新聞 成田空港分室
- 日本経済新聞 成田空港第1ターミナル記者室
- 千葉日報 成田支局

#### フリーペーパー
- 成田エリア新聞：(毎週日曜日・水曜日・金曜日 発行部数3万部)
- エリート情報バックナンバー 成田版：(毎週土曜日 発行部数9万部)
- オニオン新聞 成田版：(68,350部)
- 地域新聞 成田版：（毎週金曜日 発行部数39,683部）
- ぴーぽっぷ：(毎週土曜日 発行部数10万部)

#### ポータルサイト
- 成田タウンナビ★ナリタウェブ - アドバンネット運営
- 成田最大のグルメサイト【ソウシン市場】

### 市外局番
- 市外局番：2006年10月1日から市内全域が「0476」に統一された。また、旧大栄町の70局地域は49局へと変更された。

## 交通

### 空港
拠点空港
- 成田国際空港（成田空港）
  - 国際線
    - 第1ターミナル
      - 北ウイング
      - 南ウイング

    - 第2ターミナル
    - 第3ターミナル

  - 国内線

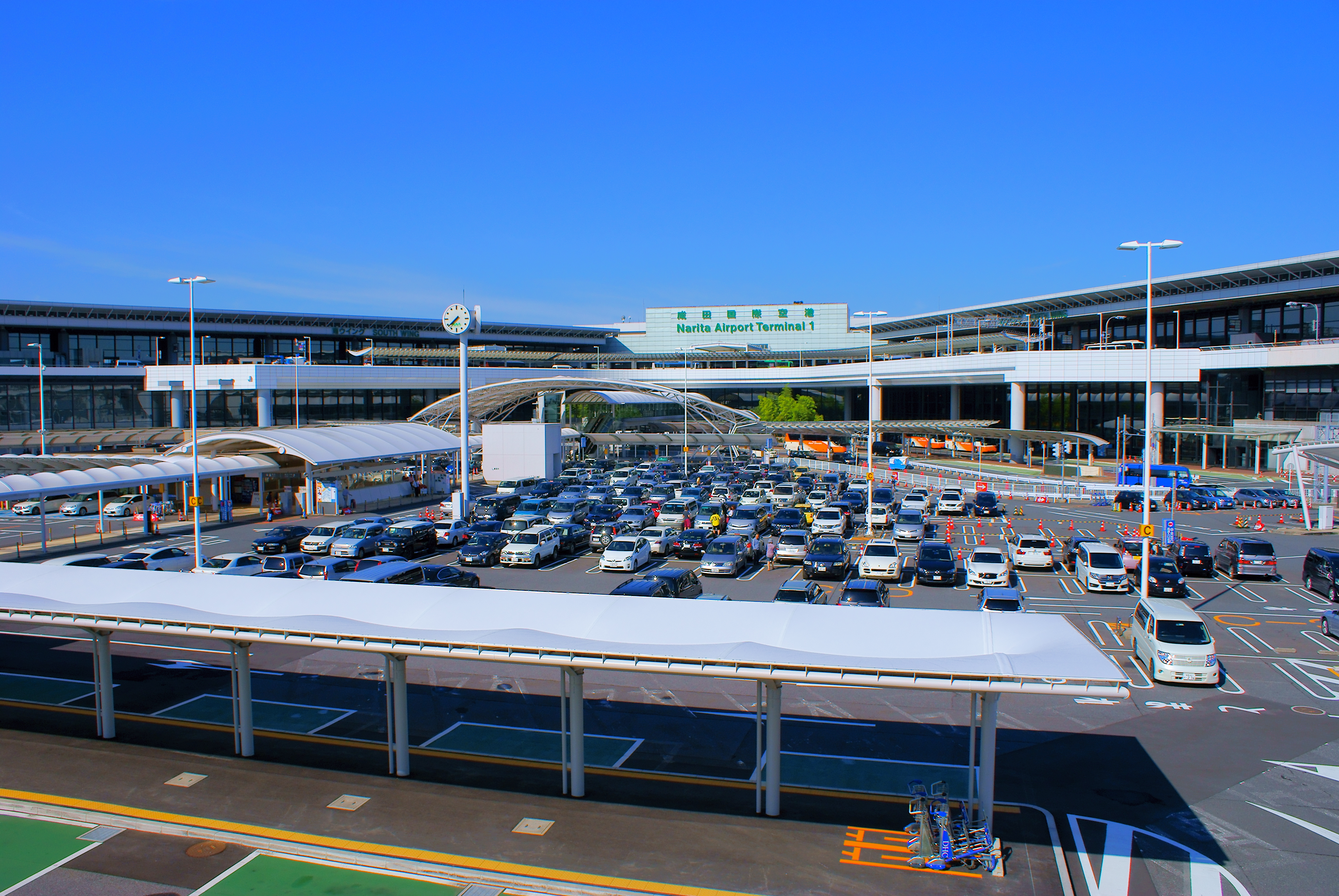
成田国際空港第1ターミナル

    - 第1ターミナル（全日本空輸、Peach Aviation）
    - 第2ターミナル（日本航空）
    - 第3ターミナル（ジェットスター・ジャパン、スプリング・ジャパン）

※東京都大田区の東京国際空港（羽田空港）にも、リムジンバスや鉄道（京成電鉄）を利用すれば乗換なしで行くことが可能。

#### 成田国際空港のアクセス
アクセス改良計画
- 鉄道
  - 成田スカイアクセス（成田新高速鉄道プロジェクト）が、2010年7月17日に開業（線路の建設および保有は成田高速鉄道アクセス。運行会社は京成電鉄の上下分離方式。）。北総線経由で都心と成田空港間をスカイライナーで30分台で結ぶものであり、具体的には印旛日本医大駅から成田空港高速鉄道接続点（土屋地区）までの路線新設ならびに既存路線の設備改良計画である。
  - 成田市は千葉県及び茨城県の8市町村（成田市、柏市、我孫子市、白井市、印西市、栄町、利根町、河内町）で構成されている成田線複線化促進期成会（我孫子 - 成田）の会員であり、成田線の複線化、成田空港へのアクセス向上（成田スカイアクセス成田湯川駅との交差部への新駅の設置）の早期実現に向けて活動している。
- 道路
  - 首都圏中央連絡自動車道（圏央道）の延伸は、神崎IC - 大栄JCT間が2015年（平成27年）6月7日に開通した。大栄JCT - 松尾横芝IC間の事業が計画されている[31]。
  - 成田スカイアクセスの建設とあわせて、一般国道464号のバイパスとなる北千葉道路が計画されている。こちらも起点は印西市岩萩地先（印旛日本医大前）、終点は成田市大山地先となっており、ほとんどの区間で線路と併走する予定。

### 鉄道路線
東日本旅客鉄道（JR東日本）
■成田線
- - 成田駅 - 久住駅 - 滑河駅 -

我孫子支線
- 成田駅 - 下総松崎駅 -

空港支線
- 成田駅 - 空港第2ビル駅 - 成田空港駅

京成電鉄
 本線
- - 公津の杜駅 - 京成成田駅 - 空港第2ビル駅 - 成田空港駅

 東成田線
- 京成成田駅 - 東成田駅

 成田空港線（成田スカイアクセス線）
- - 成田湯川駅 - 空港第2ビル駅 - 成田空港駅

芝山鉄道
 芝山鉄道線
- 東成田駅

関東の駅百選
- 公津の杜駅（第1回選定）
- 成田空港駅（第4回選定）

鉄道施設
- 駒井野信号場
- 根古屋信号場 (京成)
- 堀之内信号場

鉄道愛好者団体
- 羅須地人鉄道協会
  - 成田ゆめ牧場まきば線（軽便鉄道の動態保存）

| ※未成線 - 成田新幹線 : 東京駅 - 成田空港駅間。 - 千葉県営鉄道北千葉線 : 本八幡駅 - 新鎌ヶ谷駅 - 成田ニュータウン - 成田駅間。 - 東京成芝電気鉄道（成田急行電鉄） : 東京・東平井 - 鎌ケ谷 - 成田 - 松尾駅間。 | ※廃止路線 - 成宗電気軌道 - 成田市内を走った路面電車。1944年（昭和19年）12月11日 不要不急線として廃線。 - 成田鉄道多古線（旧・千葉県営鉄道多古線） - 1946年（昭和21年）10月9日廃線。 - 成田鉄道八街線（旧・千葉県営鉄道八街線） - 1940年（昭和15年）5月14日廃線。 - 成田空港第2ターミナルシャトルシステム |

### バス路線

#### 一般路線バス
- 京成バス千葉イースト
  - 成田営業所（旧・千葉交通）
  - 成田空港営業所（旧・成田空港交通）
    - 成田市に本社を置く京成電鉄バスホールディングス傘下かつ京成グループに属する事業者で、市内には営業所が2つある。2025年4月1日付で京成バス千葉イーストに再編された。
    - 成田営業所は主に成田駅・京成成田駅から、成田市内や周辺の富里市、栄町、香取市、芝山町、茨城県河内町などを結ぶ路線を運行しているほか、成田空港からは空港内整備地区や周辺の芝山町、多古町方面への路線を運行している。
    - 成田空港営業所は、主に成田空港の周辺市町村を結ぶ路線を運行している。このほか、成田空港のターミナル間連絡バスや高速バスの運行などを行っている。
- JRバス関東（成田空港支店）
  - 主にJR成田駅と三里塚、多古、八日市場駅を結ぶバス（多古線）を主に運行している。多古線は、廃線となった成田鉄道の代行路線として開業した官営自動車が前身となっている。

#### 高速路線バス
犬吠号・利根ライナー
- バスターミナル東京八重洲 - 大栄 - 東芝町（銚子駅入口）・犬吠埼。市内では、大栄に停車する。京成バスと京成バス千葉イーストによる共同運行。

東京 - 富里・多古線
- 東京駅と多古町とを結ぶ路線。市内では、三里塚公園、住宅入口の各駅に停車する。京成バス千葉イーストによる運行。

成田空港へのアクセスバス
- その他、成田国際空港から各方面へ高速バスが運行されている。詳しくは「成田国際空港#バス」「エアポートバス東京・成田」を参照。

### 道路
成田山の初詣や、市内の大型ショッピングセンター、成田空港や関連企業、鹿島臨海工業地帯への大型車などの車の流入が多いのが特徴。国道51号では「成田山入口交差点」が主な渋滞箇所。特に初詣期間中は断続的に数キロメートルから十数キロメートルの渋滞も見られる。また、国道51号の千葉区間では成田市の寺台地先が最も交通量が多い（平日24時間自動車交通量41,919台）。国道408号では大型車の通行できる並行道路がなく、成田ニュータウン、つくば方面、我孫子方面、成田空港方面などを結ぶ主要道路が交わる「土屋交差点」が主な渋滞箇所。近年、近隣の大型ショッピングセンターの開店に伴い休日の渋滞が増加したが、交差点改良工事により若干改善した。
高速道路
- 東関東自動車道
  - （富里市） - (10)成田IC/JCT - (10-1)大栄JCT - 大栄PA - (11)大栄IC - （香取市）
- 新空港自動車道
  - (10)成田スマートIC - 新空港IC
- 首都圏中央連絡自動車道（圏央道）
  - （香取郡神崎町） - (87)下総IC - (90)大栄JCT - （計画中区間） - 圏央成田IC（事業中） - （香取郡多古町）

一般国道
- 国道51号（成田街道、佐原街道、成田拡幅）
  - 北方面 - 香取・潮来・鹿嶋・水戸
  - 南方面 - 佐倉・四街道・千葉
- 国道295号（空港通り）
- 国道296号
- 国道356号
- 国道408号
- 国道409号
- 国道464号
- 北千葉道路（建設中）

| 主要地方道 - 千葉県道18号成田安食線 - 千葉県道43号八街三里塚線 - 千葉県道44号成田小見川鹿島港線 - 千葉県道62号成田松尾線（芝山はにわ道） - 千葉県道63号成田下総線 - 千葉県道70号大栄栗源干潟線（東総有料道路） - 千葉県道79号横芝下総線 自転車道 - 千葉県道409号佐原我孫子自転車道線 市道・農道 市道1,946路線681,727メートル、農道1,763路線440,843メートルが認定（平成15年度末時点）。 | 一般県道 - 千葉県道102号成田両国線 - 千葉県道103号江戸崎下総線 - 千葉県道106号八日市場佐倉線 - 千葉県道110号郡停車場大須賀線 - 千葉県道112号成田成東線 - 千葉県道113号佐原多古線 - 千葉県道115号久住停車場十余三線 - 千葉県道137号宗吾酒々井線 - 千葉県道161号成田滑河線 - 千葉県道206号下総松崎停車場線 - 千葉県道207号滑河停車場線 |

橋梁
- 常総大橋
- 長豊橋
- 成田橋

空の駅
- 空の駅 さくら館（成田市さくらの山）

成田市の数字板設置交差点
市中心部の交差点信号機に1 - 17の数字板が設置されている。これは、成田山新勝寺への初詣客や警備に当る県外からの応援警察官などへの道案内用として設置された。全国的にも栃木県日光市の鬼怒川・川治温泉周辺しかなく事例が少ない。

#### 成田市に残る道路元標
- 大正八年十一月十四日千葉県告示第二百九十五号/大正九年一月九日千葉県告示第一号[33]

| 旧町村名   | 番地先                                   | 目標物                            | 状態 |
| ---------- | ---------------------------------------- | --------------------------------- | ---- |
| 成田町     | 成田字上町496番地先                      | 成田山薬師堂前                    | 現存 |
| 公津村     | 下方字瓜作557番ノ1地先                   | 宗吾霊堂駐車場（2008/12復元設置） | 現存 |
| 豊住村     | 北羽鳥字下萱場2177番地先                 | 豊住郵便局前                      | 現存 |
| 久住村     | 飯岡字岩ノ作76番ノ2地先                  | 不明                              | 不明 |
| 八生村     | 松崎字辺田2058番ノ1地先                  | 松崎街道沿い                      | 現存 |
| 中郷村     | 新妻字台156番ノ1地先                     | 県道161号線沿い→赤荻保育園へ移設  | 現存 |
| 遠山村     | 小菅字法華塚568番ノ1地先                 | 小菅駐在所前                      | 現存 |
| 滑河町     | 滑川字宿1093番ノ4地先                    | 滑河観音前                        | 現存 |
| 小御門村   | 名古屋字館ノ内892番ノ2・893番ノ2合併地先 | 小御門神社前                      | 現存 |
| 高岡村     | 大和田字谷ツ151番ノ1地先                 | 不明                              | 不明 |
| 大須賀村   | 伊能字馬場先2108番地先                   | 大須賀大神前                      | 現存 |
| 本大須賀村 | 吉岡字宿並4番地先                        | 八坂神社前                        | 現存 |

## 名所・旧跡・観光スポット・祭事・催事
成田市は周辺市町1市2町（佐倉市、栄町、芝山町）と成田国際観光モデル地区に指定され、また国際会議（コンベンション）推進を目的とする国際会議観光都市にも認定されている。2003年（平成15年）度に成田市を訪れた観光客数1,293万人。そのうちの約9割が成田山新勝寺や宗吾霊堂などの社寺参拝客、催物観光客であり、その他はゴルフ客などによるものである。2007年（平成19年）3月15日、市内の観光名所を巡る観光循環バスが運行を開始した。#路線バス参照。
主な入込数と千葉県内順位（2007年度）
- 成田山新勝寺 1,083万人（県内第2位）
- 宗吾霊堂 110万人（県内第9位）
- ゴルフ場（11施設） 43万人　ゴルフ場入込数（県内第4位）

### 日本遺産
北総四都市江戸紀行

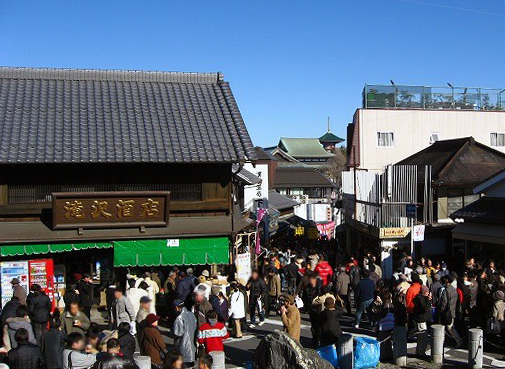
成田山新勝寺の表参道

江戸を感じる北総の町並み（佐倉・成田・佐原・銚子）：百万都市江戸を支えた江戸近郊の四つの代表的町並み群。ただ、江戸を感じるといいながら、江戸らしいものは全くなく、江戸時代の建物は参道には1軒存在しないなど、想像上のイメージで、誇大表現であるとの批判も多い。
- 成田山門前の町並み - 全国門前町サミット参加団体。
  - 成田山新勝寺 - 房総の魅力500選[34]。940年（天慶3年）、宇多天皇の孫にあたる寛朝（かんじょう）大僧正により開山され、以来一千年余の歴史を持つ全国有数の霊場。真言宗智山派の大本山。また、関東三大不動の一つ。ミシュランが発行する旅行ガイドのミシュラン・グリーンガイド・ジャポン2015年改訂版に2つ星で掲載されている[35]。23万平方メートルの広大な境内には額堂、光明堂、釈迦堂、仁王門、三重塔（すべて重要文化財）が点在する。
  - 大野屋旅館
  - 三橋薬局店舗
  - 成田の商業用具店など
- 宗吾霊堂（東勝寺） - 房総の魅力500選。「宗吾霊堂」として名高い東勝寺は、真言宗豊山派の古寺。義民佐倉惣五郎（佐倉宗吾）一家の菩提寺であり、宗吾一家が磔刑にされた場所といわれている。桜の名所としても有名。また、女子マラソンの高橋尚子選手が宗吾霊堂のお守りを付けてシドニーオリンピック金メダルを取ったことでも有名。
- 成田祇園祭（後述）

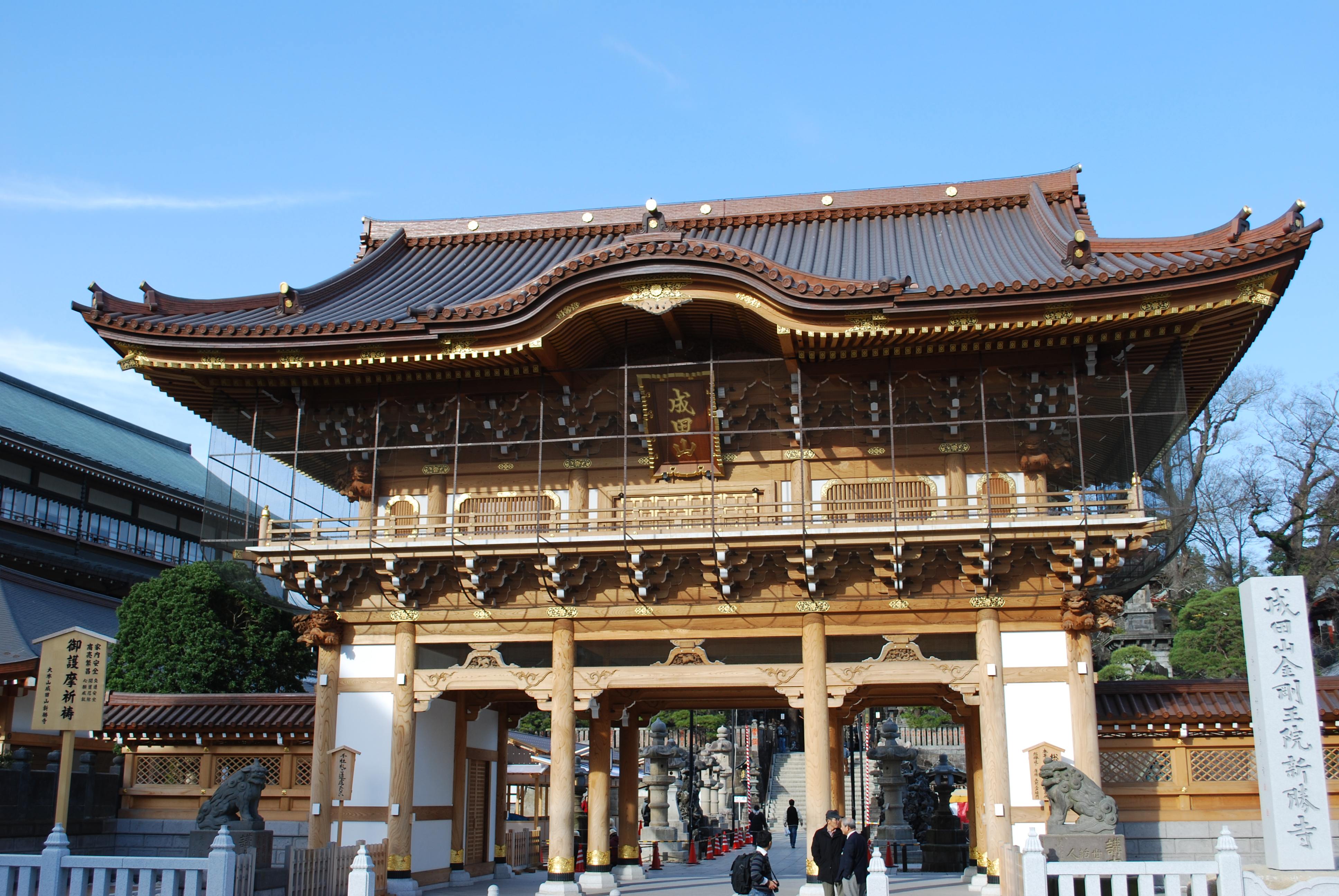
成田山新勝寺（総門）
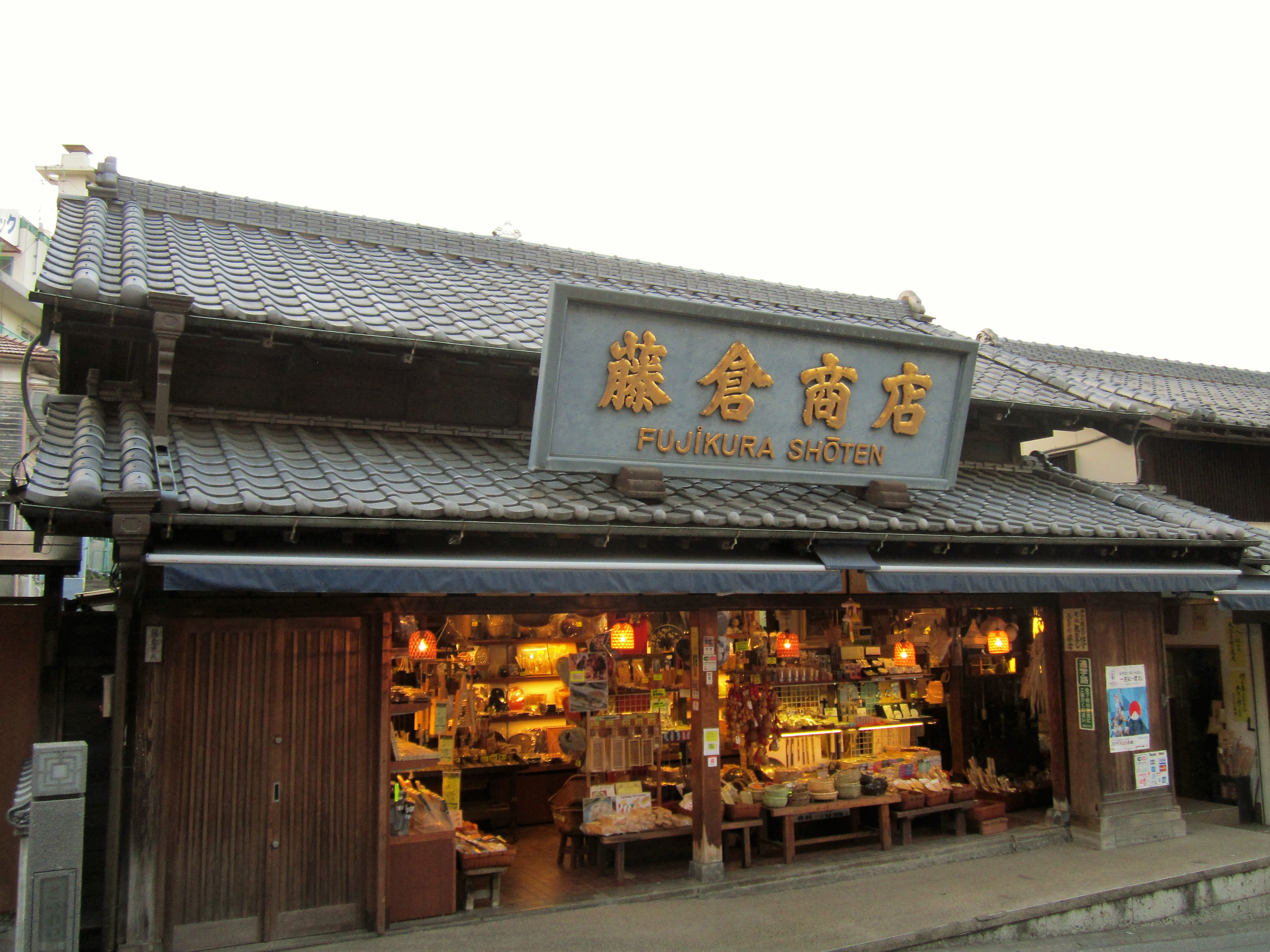
藤倉商店（商業用具店）
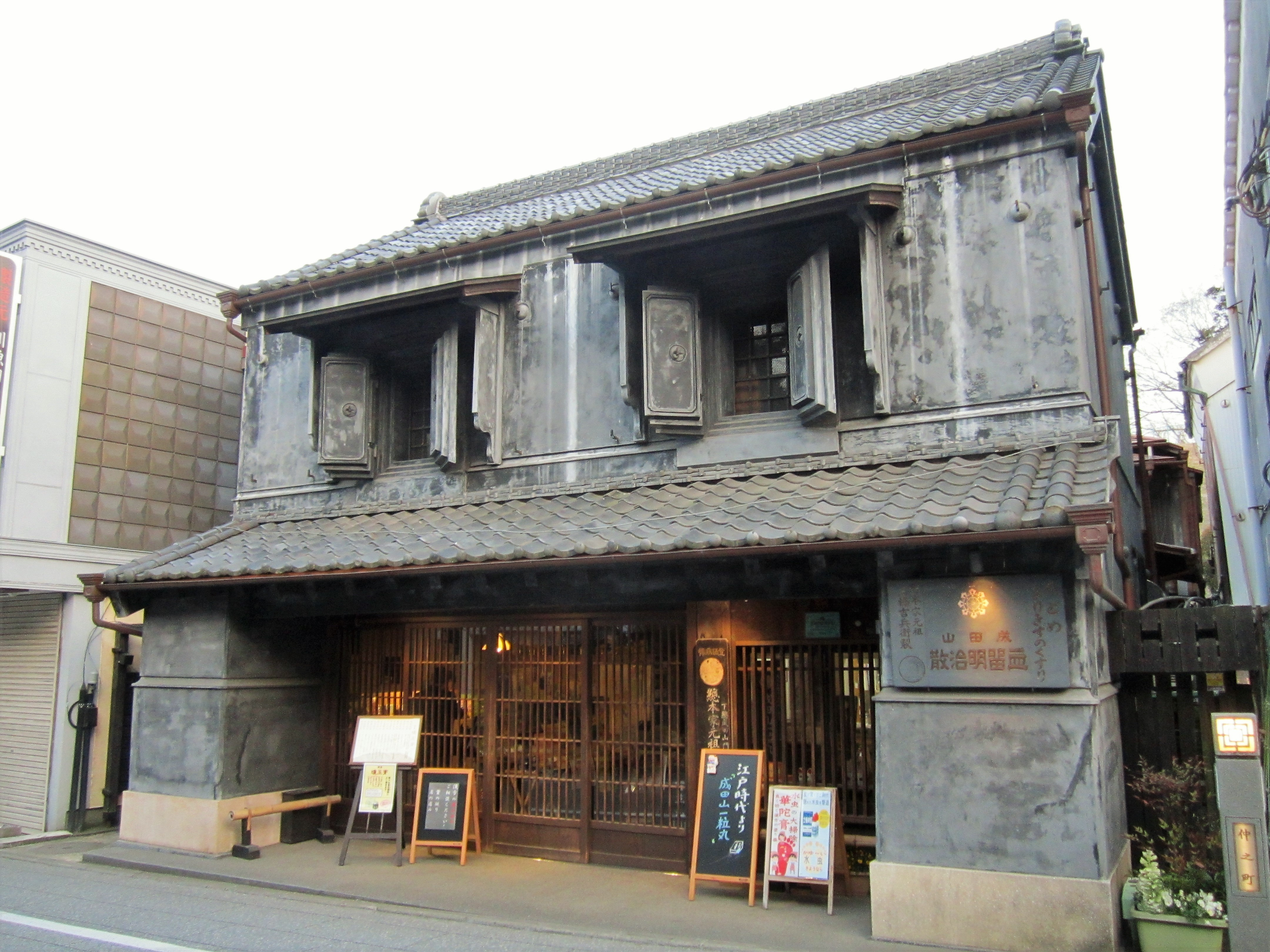
三橋薬局店舗

### 名所・旧跡
- 大須賀大神

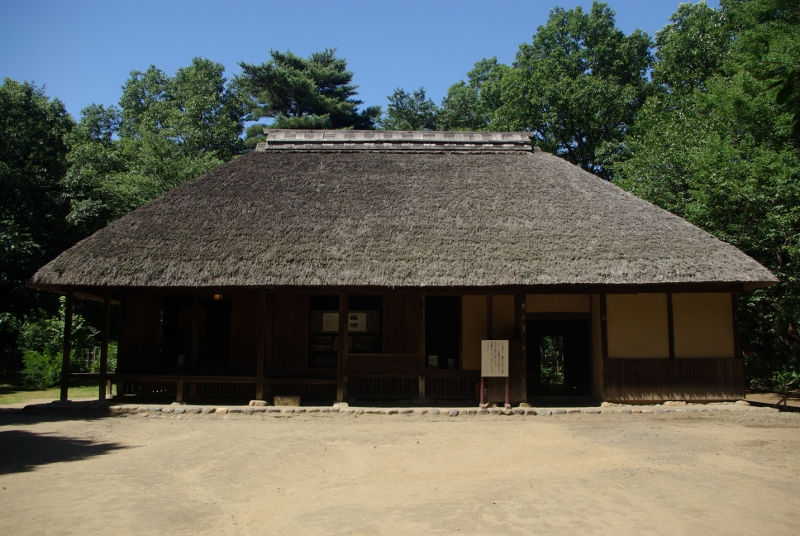
旧御子神家住宅

- 小御門神社 - 房総の魅力500選。旧別格官幣社小御門神社は、後醍醐天皇の忠臣贈太政大臣藤原師賢公を祀っている。「回復の神」「身代わりの神」として、世人の篤い崇敬を受けている。境内の森は県内最大規模の常緑針葉樹林で、千葉県指定天然記念物に指定されている。
- 東峰神社
- 二宮神社
- 八幡神社
- 埴生神社
- 麻賀多神社 - 房総の魅力500選。印旛郡市内にある麻賀多神社十八社の惣社。古書の「延喜式」（平安時代）の全国各地の神社名を記載した「神名」という項目があり、香取神宮などに次いで4番目に記載されている歴史的にも由緒ある神社。神社本殿の左奥には樹齢千二百年という目通り幹廻り8メートル、高さ40メートルもある関東一の大杉がある。
- 純心寺
- 大慈恩寺 - 房総の魅力500選。761年（天平宝字5年）唐の鑑真大和尚が創建したとされる真言宗の寺[36]。成田山新勝寺よりも80年早く、この地方では、印旛郡栄町の竜角寺と並んで最も古い寺院とされている。本尊には清涼寺様式の釈迦如来実像が安置されており、歴史の深い事から天皇家との関わりもあり、香取神宮に参詣する天皇の勅使だけが使用した勅使門や、数多くの歴史的資料が残されている。周囲のモミの自生林は[37]千葉県郷土環境保全地区となっている[38]。
- 龍正院（滑河観音） - 房総の魅力500選。坂東三十三ヵ所観音霊場の第二十八番札所で、通称滑河観音と呼ばれている。国の重要文化財・仁王門をくぐると右手に夫婦松がある。1698年（元禄11年）建立の本堂は入母屋造の五間堂。本尊は高さ約3.6センチメートルの十一面観音で、後に造られた大観音像の胎内に納められている。延命、安産子育、災難消除の守り本尊として参拝者が跡をたたない。また、本堂は県有形文化財。
- ワットパクナム日本別院 - タイの仏教の寺院。
- 長沼城跡
- 名古屋城跡
- 荒海貝塚
- 公津原古墳群
  - 船塚古墳
- 千葉県立房総のむら内
  - 旧学習院初等科正堂
  - 旧御子神家住宅

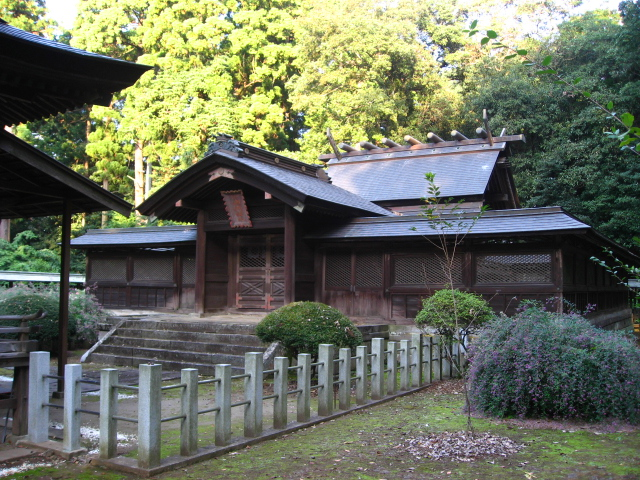
小御門神社
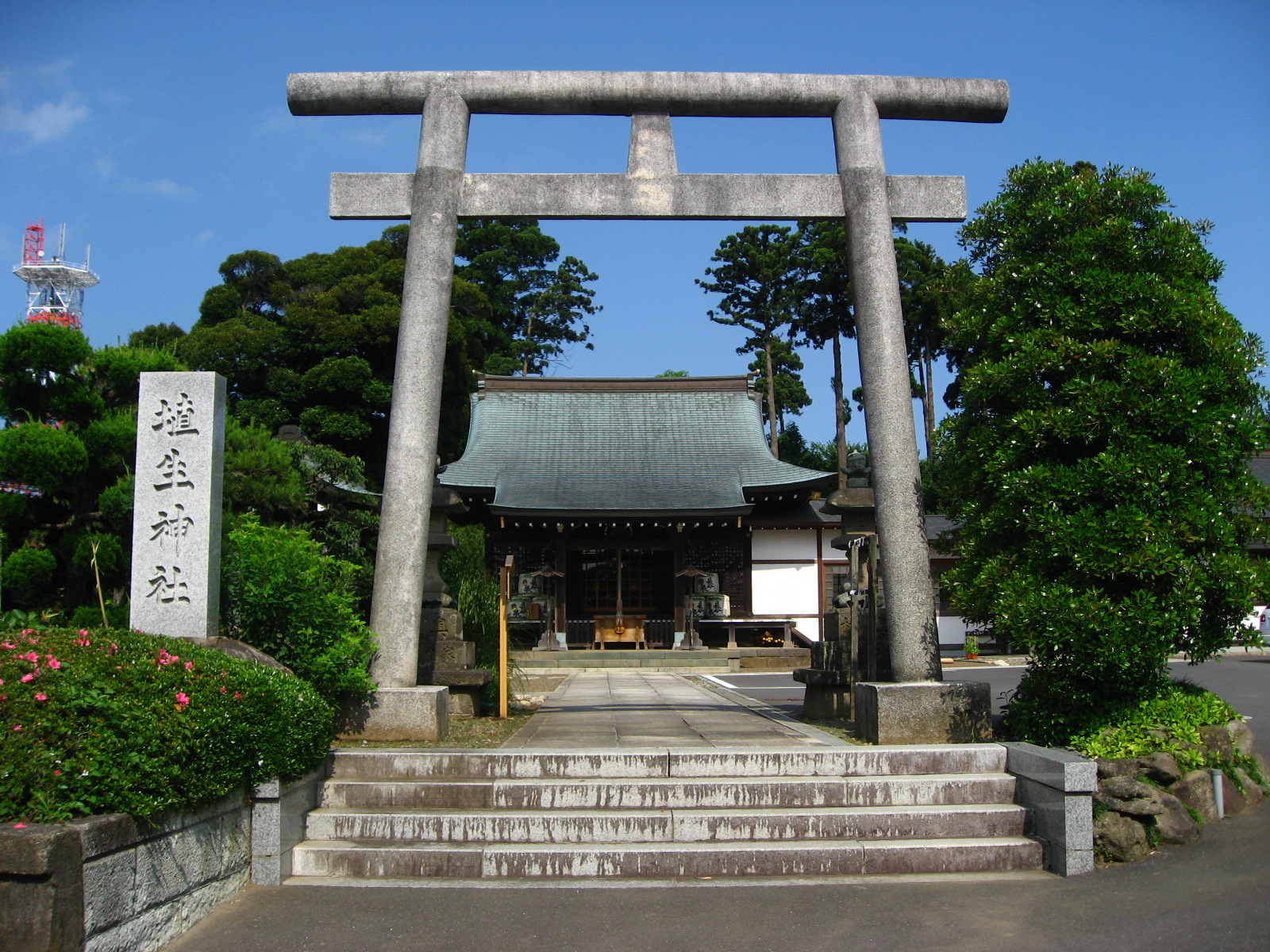
埴生神社
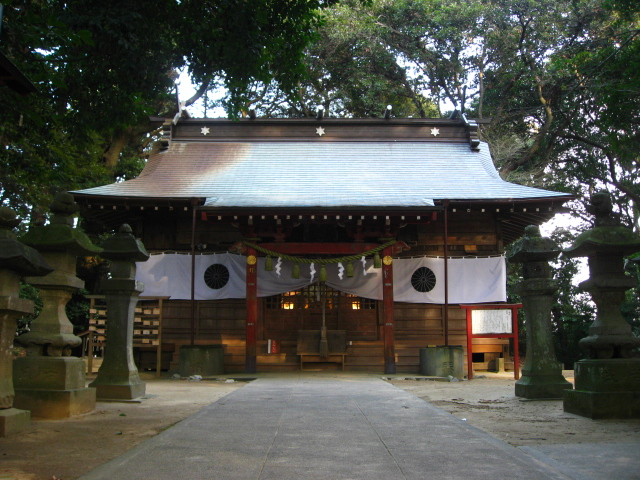
麻賀多神社
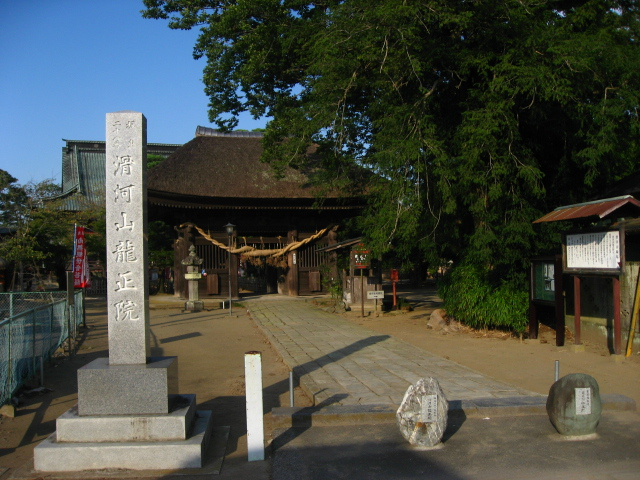
龍正院（滑河観音）

その他の観光スポット

成田ゆめ牧場

- 北印旛沼・甚兵衛渡し - 房総の魅力500選。直訴へと向かう惣五郎が通った「渡し」の跡。渡しの名は、禁を破って惣五郎を対岸に送り届け、捕われるよりと沼に身を投じたとされる仁陜の渡し守甚兵衛に由来する。現在では県立印旛手賀沼自然公園の一部となり、コイやフナ、タナゴやブラックバスなど、釣りのメッカとしても有名。また、甚兵衛の森公園には、樹齢300年を越える松林があり、1983年5月には「日本の名松百選」に選定されている。
- 成田ゆめ牧場 - 1987年（昭和62年）に秋葉牧場の百周年を記念して開場した。ヒツジやヤギなど色々な動物と触れ合いが出来る、自然を生かした体験型観光牧場。キャンプ場併設。また、乳製品の販売も行っている。全国穴掘り大会や園内のお花畑内をアトラクションとしてトロッコ列車が運行している。
- 成田市公設地方卸売市場 - 1974年、開場。青果、水産物、各種食材、花などを取り扱う卸売市場。一般の見学、買い出しも可能。早朝から、新鮮な寿司、海鮮丼などを食べることができる。

公園・庭園
| - 総合公園 - 坂田ヶ池総合公園（大竹） - 運動公園 - 大谷津運動公園（押畑） - 中台運動公園（中台） - 下総運動公園（高岡） - 近隣公園 - 栗山公園（花崎町）蒸気機関車のD51やミニSLなどがある。 - 三里塚第1公園（三里塚） - 神宮寺公園 （玉造） - 戸崎公園（玉造） - 加良部台公園（加良部） - 橋賀台公園（橋賀台） - 引地公園（吾妻） - 松ノ下公園 （中台） - 後谷津公園（中台） - 浅間公園（郷部） - 公津の杜公園（公津の杜） - グリーンウォーターパーク（多良貝） | - 地区公園 - 三里塚記念公園（三里塚御料） - 赤坂公園（赤坂） - 外小代公園（玉造） 市民の森 - 長沼市民の森 - 成毛市民の森 - 空港公園 - 成田市さくらの山 - A滑走路での飛行機の離着陸が見える丘 -（駒井野） - 十余三東雲の丘 - B滑走路での飛行機の離着陸が見える丘 -（十余三） - 成田国際空港株式会社 (NAA) 三里塚さくらの丘 - 長田地区里山遊歩道 - 庭園 - 成田山公園 - 成田山の大本堂裏手の丘地に広がる165,000平方メートルの庭園。1928年（昭和3年）竣工。1998年（平成10年）成田山開基1060年の記念事業として大改修を行った。園内中央にある一の池、二の池、三の池などの周辺には桜、梅、紅葉など、四季を通じて園内を艶やかに彩る。また、紅梅・白梅など約500本が植わり、梅の名所としても有名。2月上旬 - 3月上旬の開花期には、「梅祭り」が行われる。 |

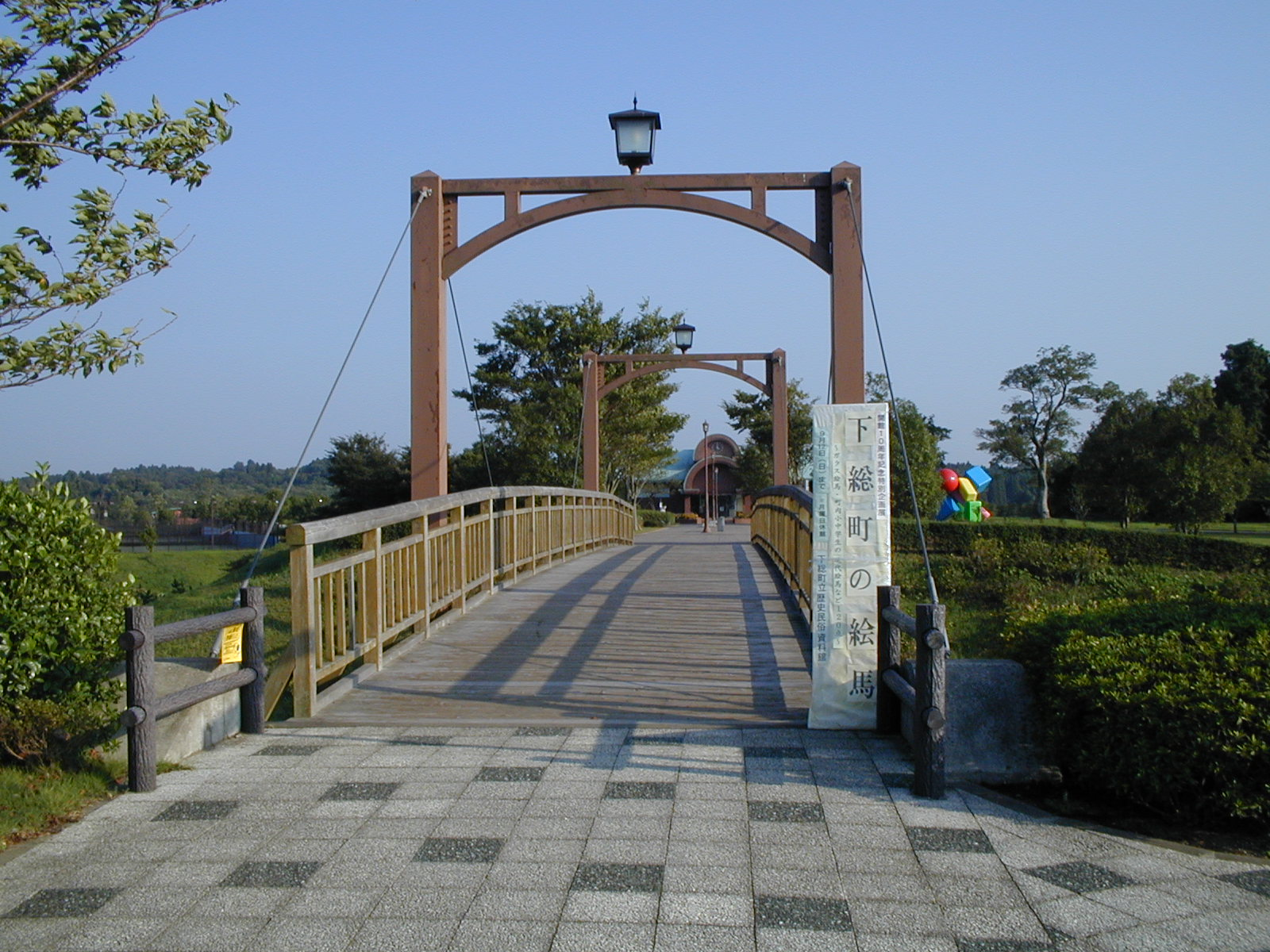
下総運動公園
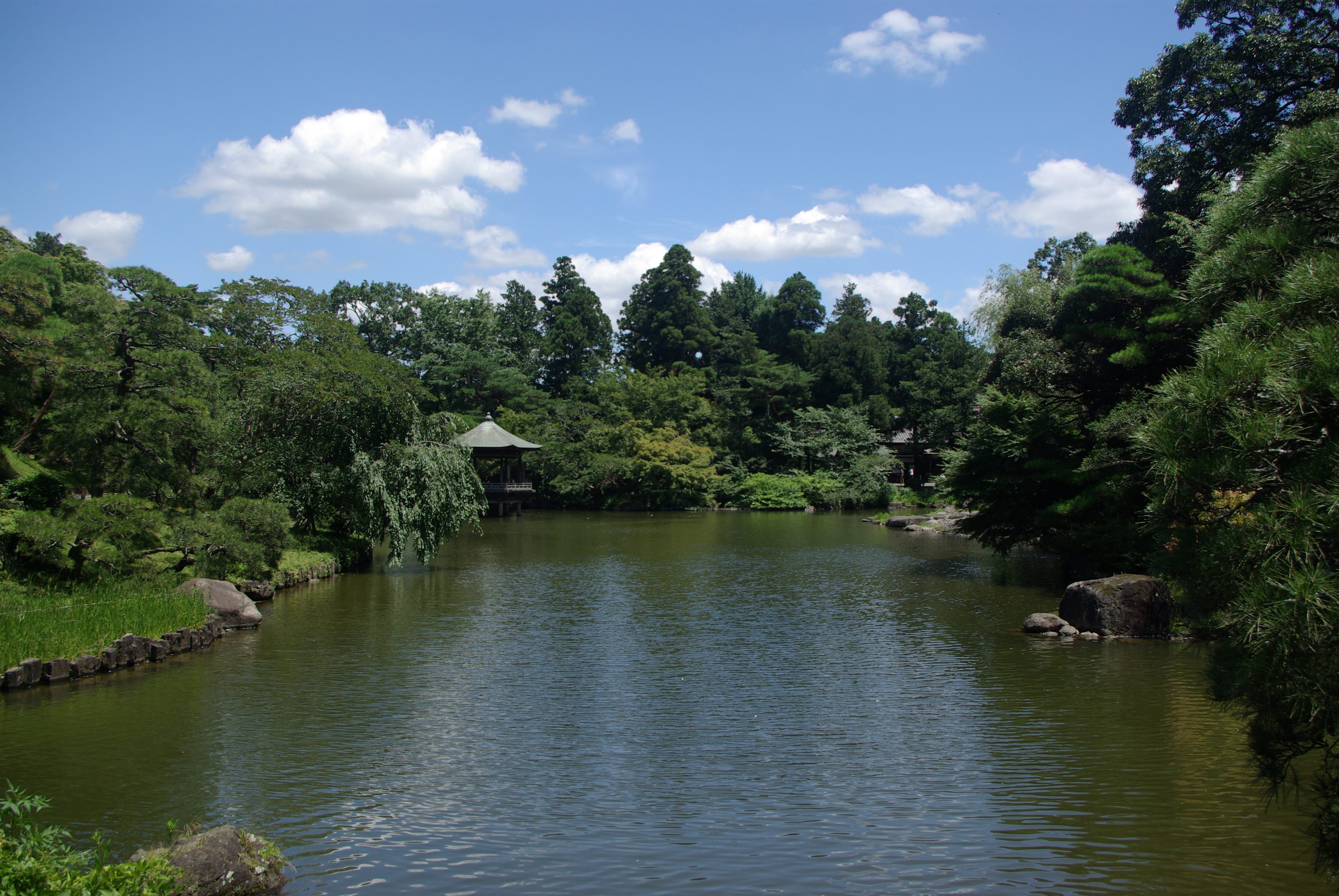
成田山公園（竜智の池）
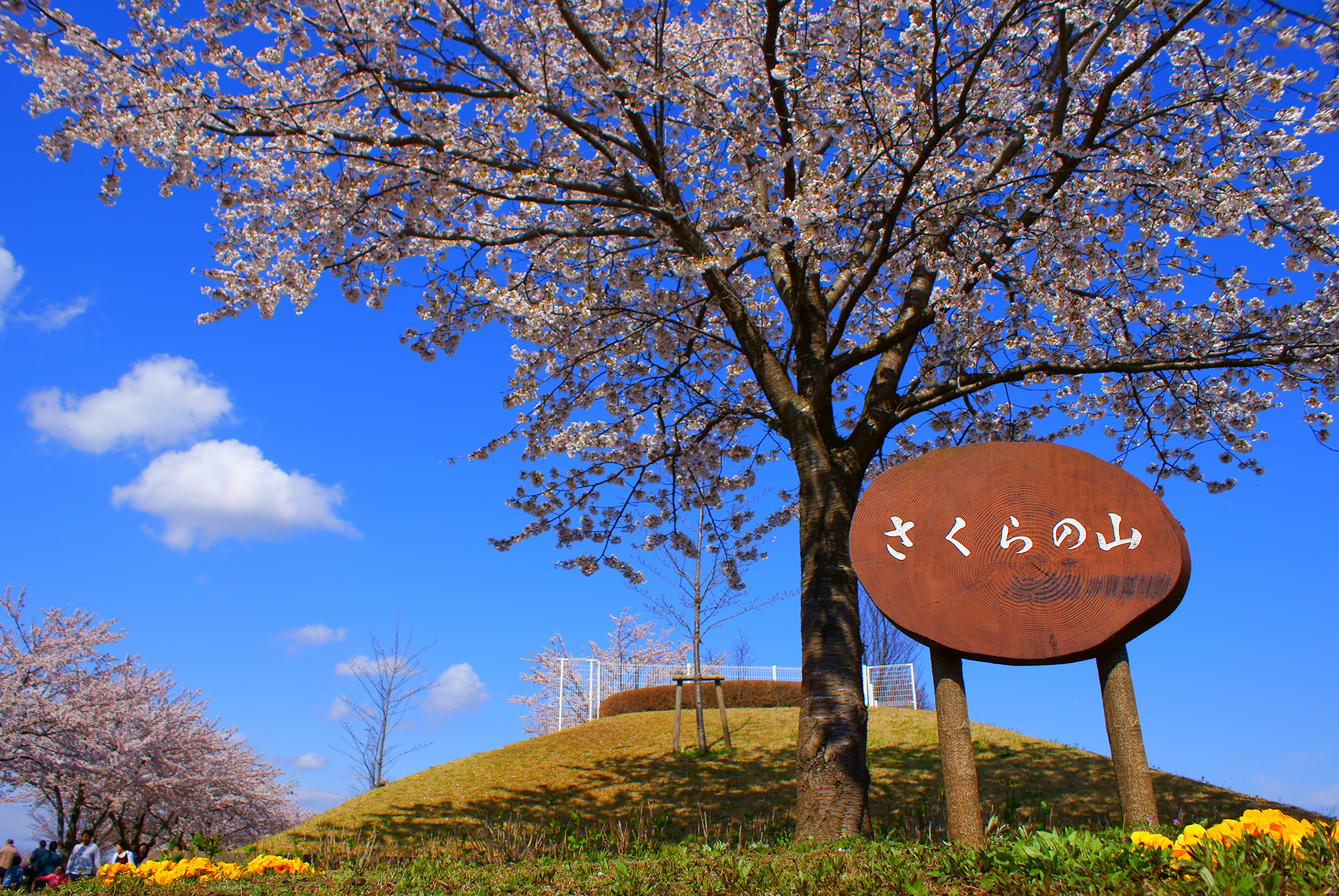
成田市さくらの山
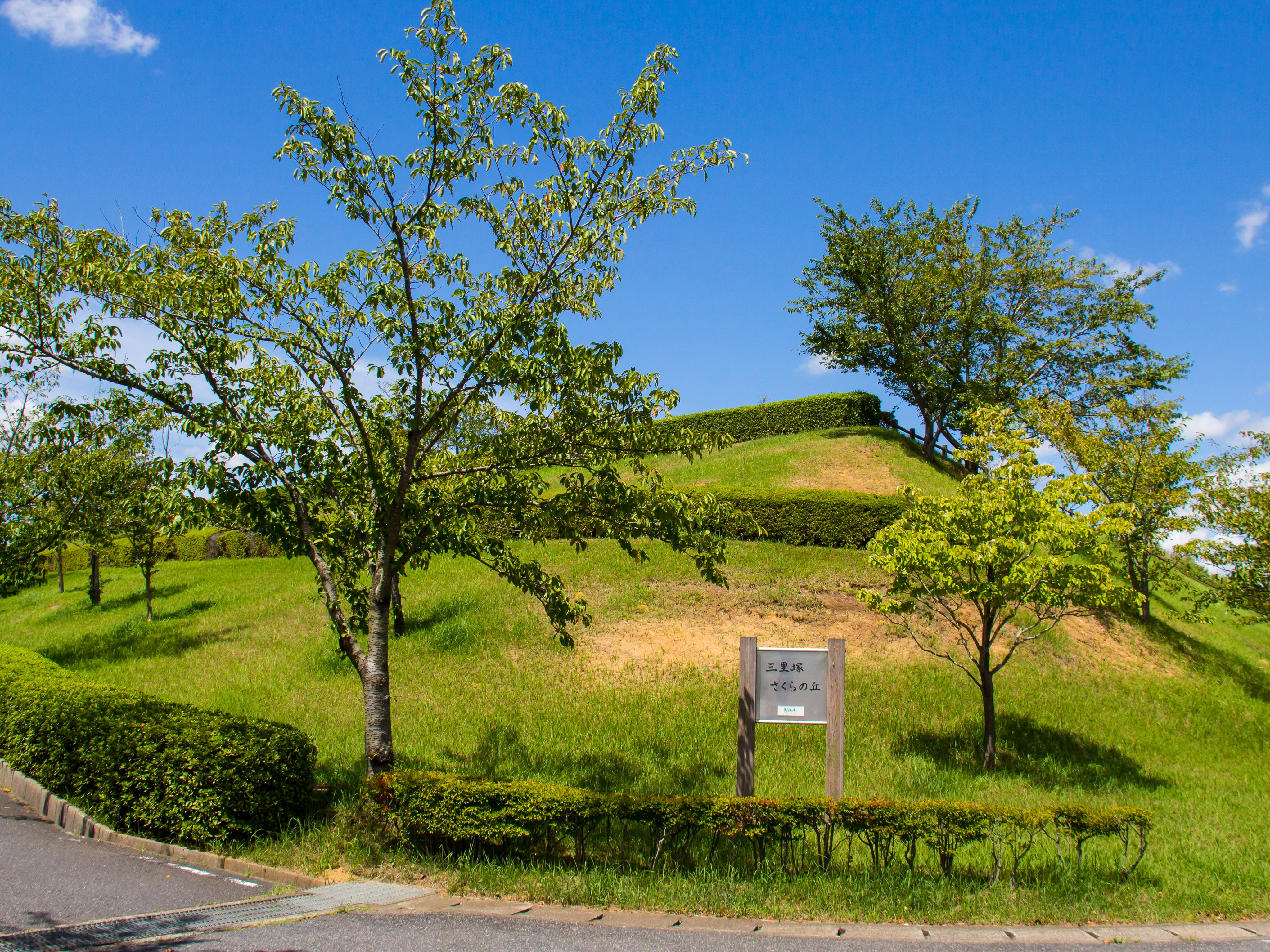
三里塚さくらの丘

博物館

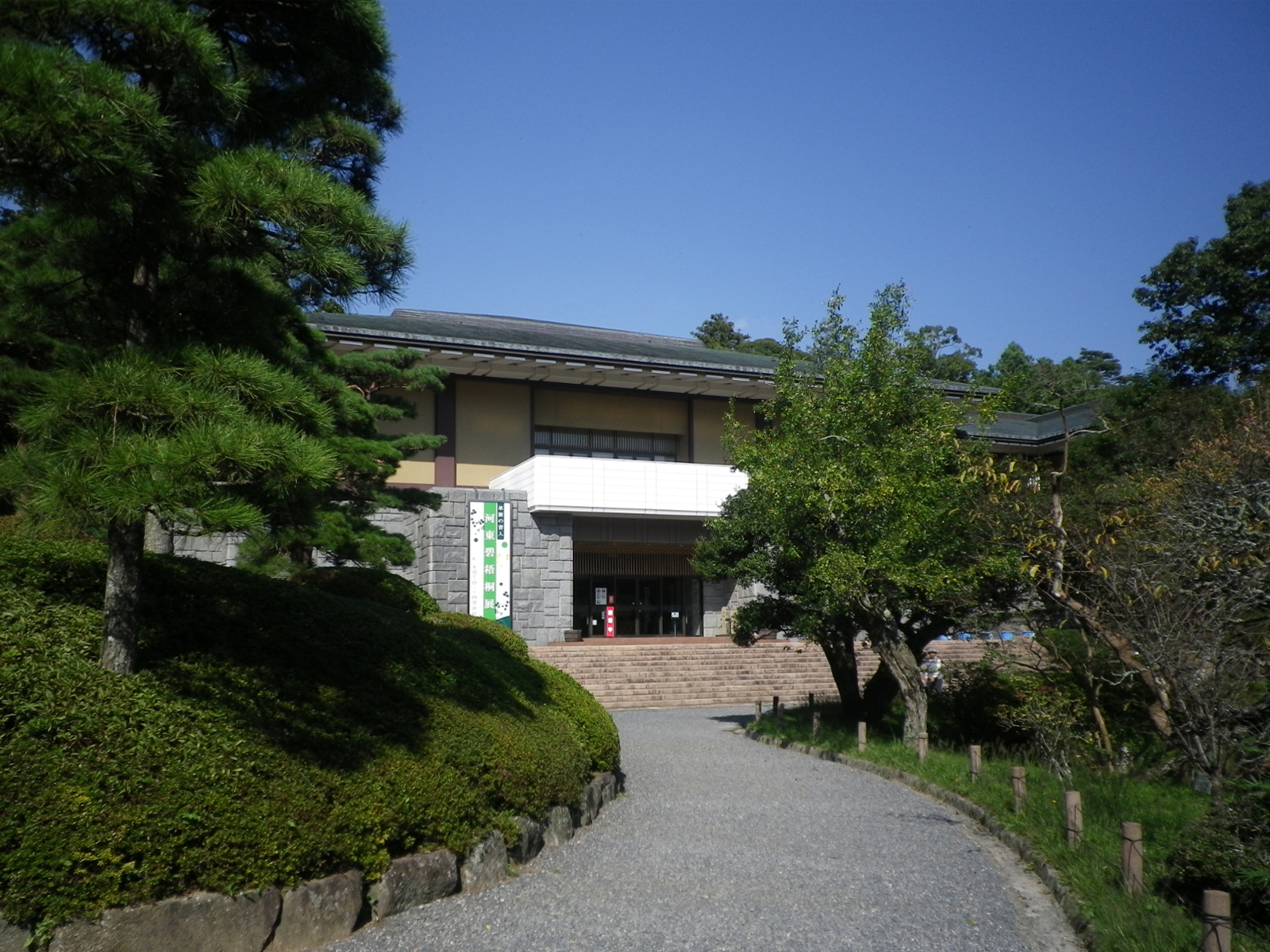
成田山書道美術館

- 千葉県立房総のむら - 成田市・印旛郡栄町にまたがる。房総の魅力500選。豊かな自然環境に囲まれた県立の大史跡公園。歴史情緒ある町並みから、映画やドラマのロケ地としても利用されている。
- 三里塚御料牧場記念館 - 房総の魅力500選。1969年（昭和44年）8月18日、成田空港建設計画に伴い「宮内庁下総御料牧場」が栃木県に移転。「三里塚御料牧場記念館」は、その跡地におよそ百年間にも及ぶ宮廷牧場としての歴史、皇室と御料牧場などの多数の資料や、日本の畜産振興の実績などの記録を残す為三里塚記念公園内に建てられた。記念館外観は、当時の御料牧場の事務所を復元したもの。3万平方メートルの敷地にはマロニエ並木道や三里塚にゆかりのある水野葉舟、高村光太郎の文学碑や、日本獣医学発祥の地であり、獣医学実地教育創始記念碑等がある。
- 宗吾御一代記館 - 宗吾霊堂内。
- 下総歴史民俗博物館 - 1995年（平成7年）、旧下総町制施行40周年を記念して下総総合運動公園内に建設された。1972年（昭和47年）、猿山地区の砂採り場で発見されたナウマンゾウの頭骨化石（レプリカ、発掘された化石は国立科学博物館収蔵。）や町内の古墳から発見された遺物、文化財、民俗資料などが多数展示されている。
- 日本近代文学館 成田分館 - 日本近代文学館開館40周年記念事業として、成田市駒井野に2007年（平成19年）9月15日開館。成田市駒井野は、詩人水野葉舟がかつて移住し田園生活を送った駒井野小字大水野に隣接する地域。
- 成田山書道美術館 - 成田山公園内の一角に建つ書の総合専門美術館。面積3,900平方メートルの館内には近代書道の名作の数々が展示され、作品の保存、研究、普及活動としての役割も果たしている。
- 成田霊光館 - 成田山大塔の裏手にあり1946年（昭和21年）に創立された博物館。主に成田山に関する資料を展示している。成田山の創建と隆興、成田もうでと門前町、成田山と市川団十郎、ゆかりの美術品など5つのコーナーに分けられ、豊富な資料と共に成田山のすべてがわかる。
- 成田観光館 - 成田の歴史、観光情報を紹介する“見て聴くおもしろ観光情報館”として1988年（昭和63年）にオープンした。館内には、毎年7月の祇園祭で引き回される2基の山車が展示されており、また、「成田詣」の今昔や成田街道の今昔を、紹介、展示。その他成田山新勝寺の観光一般の紹介や案内がある。
- 成田羊羹資料館 - 新勝寺参道沿いの米屋総本店敷地内にある企業博物館。

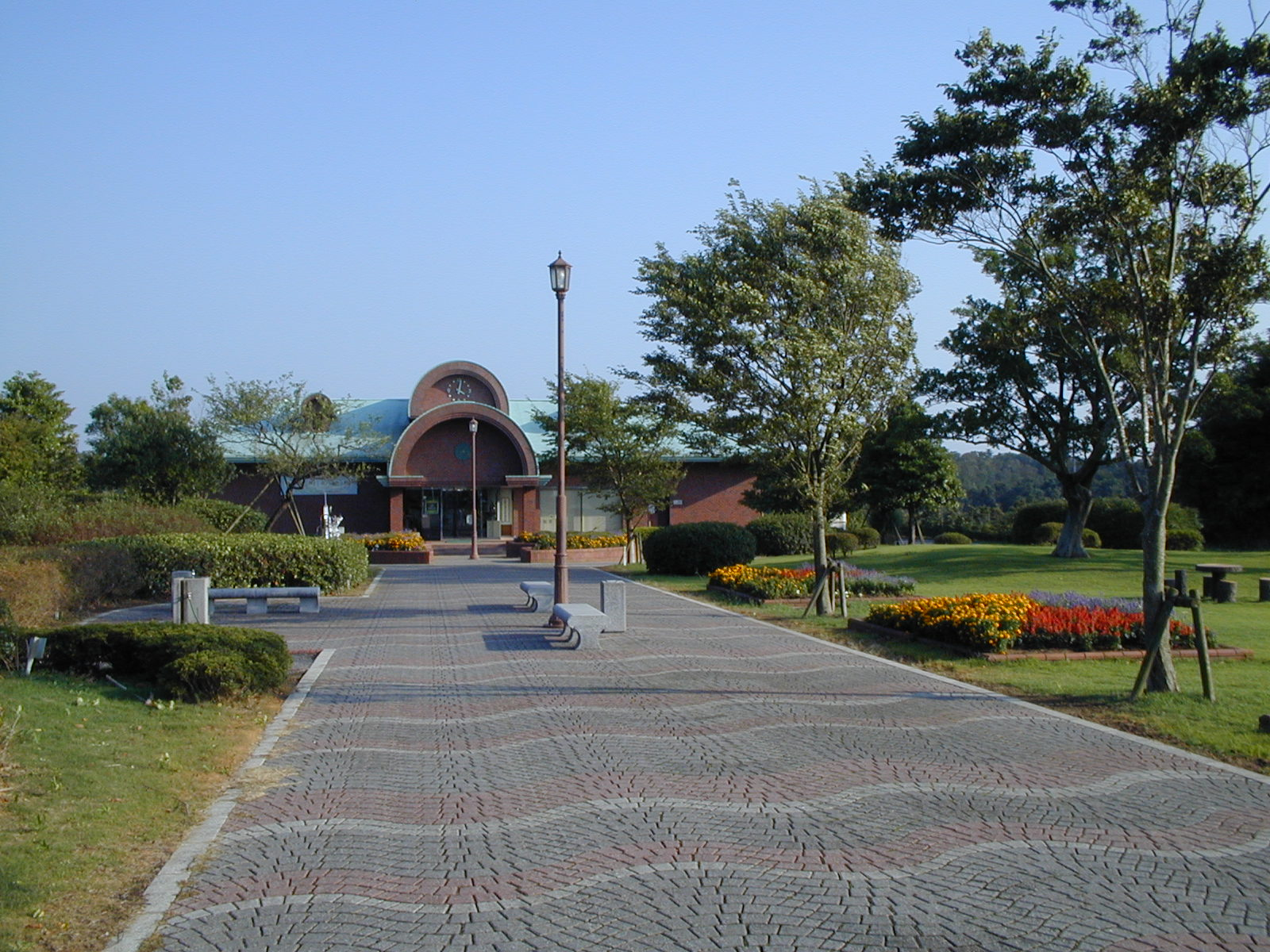
下総歴史民族資料館
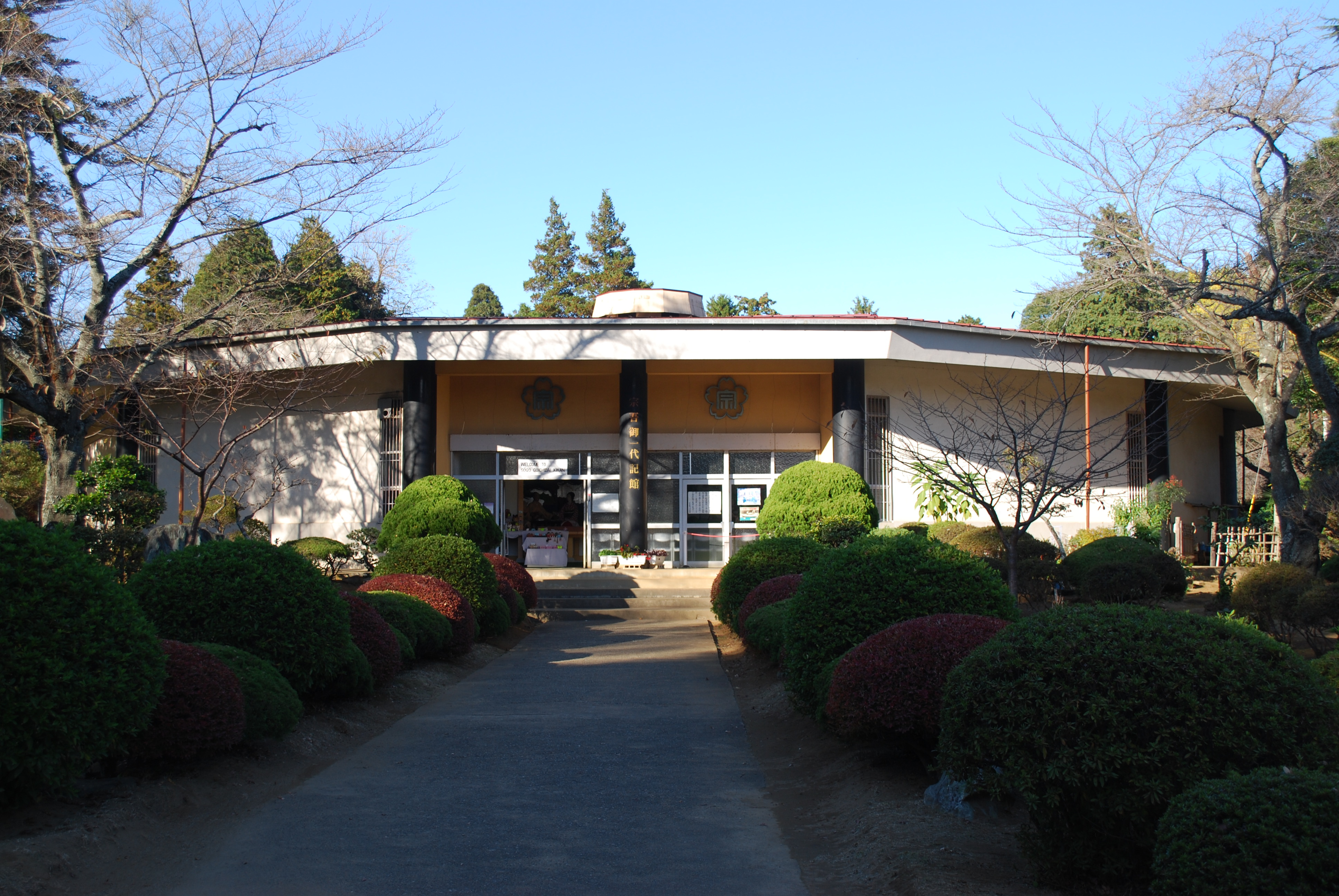
宗吾御一代記館（宗吾霊堂内）
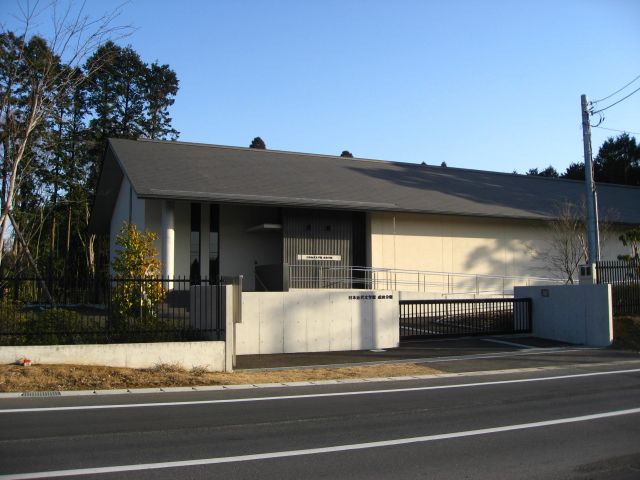
日本近代文学館成田分館
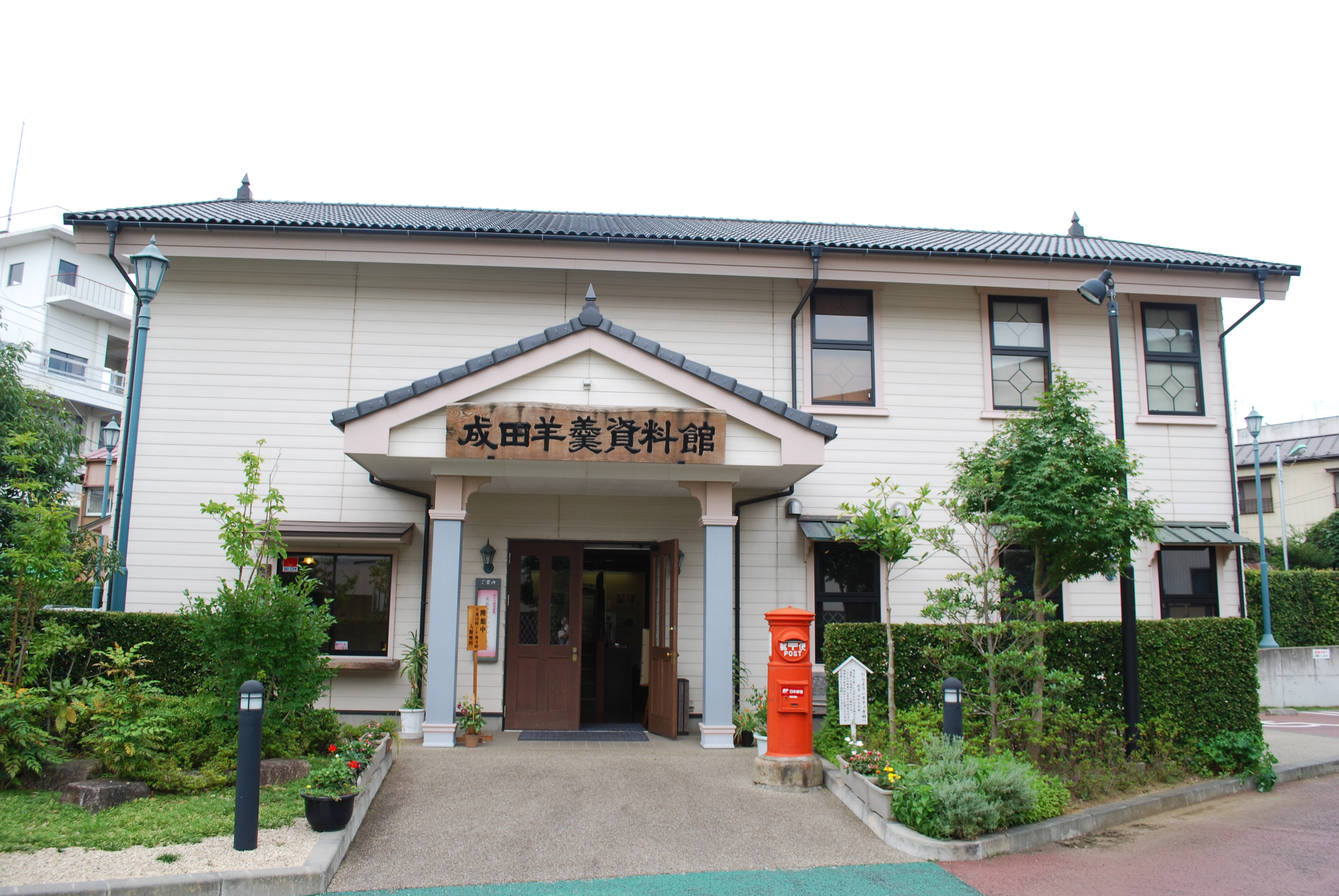
成田羊羹資料館

### 名産品

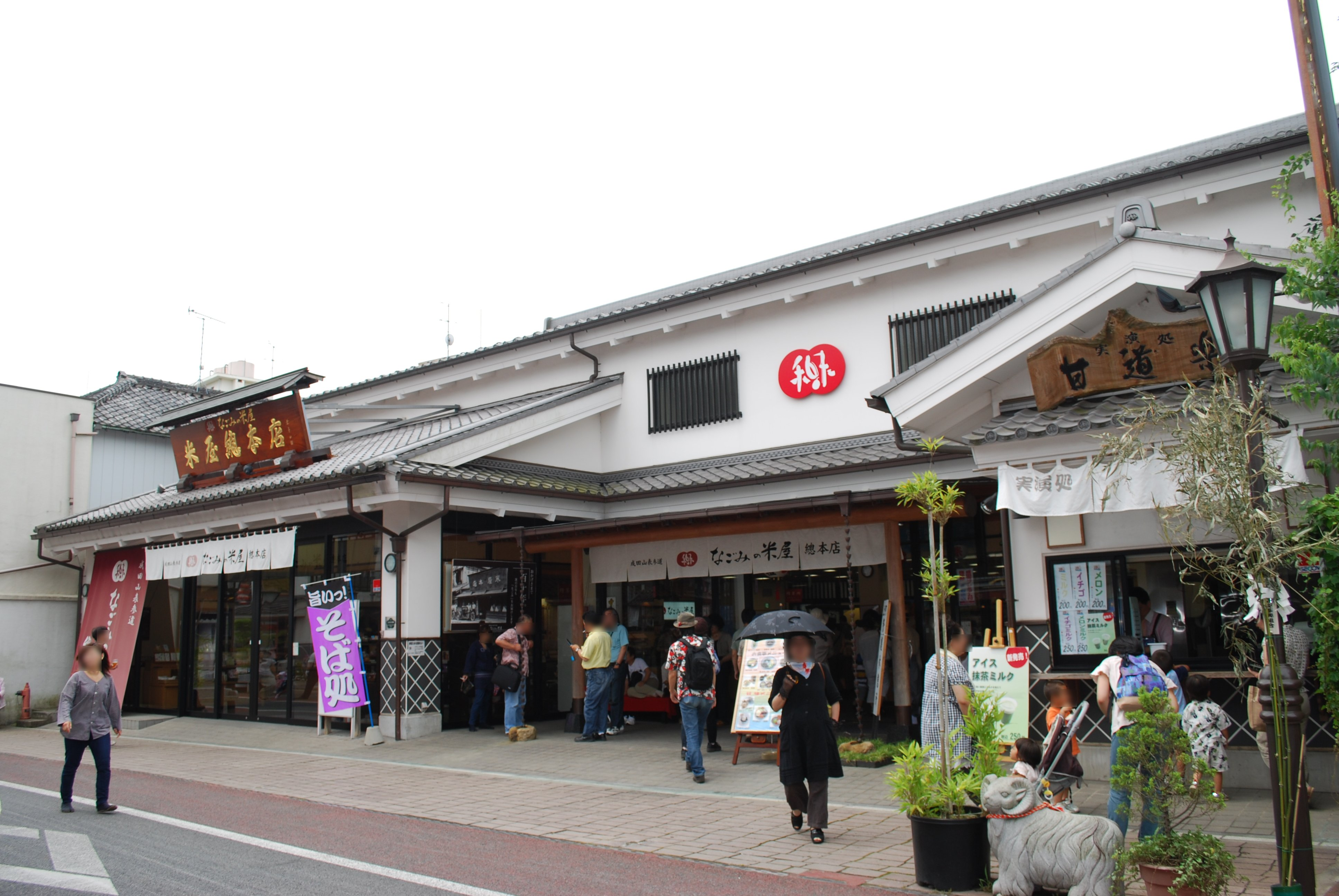
米屋総本店

- 和菓子、羊羹 - 明治15年、成田山新勝寺の精進料理の一つとして出されていた栗かんからヒントを得て、練り羊羹が考案され参詣客への土産物として売り出したところ大ヒット。現在までに品質改良を重ね、現在では多種多様な物が売り出されている。また、まんじゅうや餅菓子等の和菓子が加わり、成田山の名物となっている。（米屋、米分、柳屋など）
- 漬物 - 「瓜の鉄砲漬」が代表的。瓜を鉄砲のようにくりぬいて、その中にシソの葉を巻いた青唐辛子を詰め、醤油、みりんなどの調味料で漬け込んだもの。
- 酒 - 千葉産の米と成田層から汲み上げる清冽な地下水を使用し仕込まれた酒は、酒通の間でも知られている。（鍋店、滝沢本店など）
- 佃煮 - 成田の佃煮は、明治20年頃、印旛沼で取れたハゼと小エビを加工する事で開始されたと言われている。印旛沼のフナ、ワカサギなどの甘露煮、スズメ焼きなどが有名。
- レンコン - 旧下総町の特産品で、国の減反政策がきっかけで栽培が始まった。現在ではハウス栽培、二年掘り、筋掘りなど多彩な栽培方法を組み合わせも、一年中市場へ出荷されており、その販売戦略などが高く評価され、平成12年、日本農業賞大賞(集団組織の部)を受賞している。
- ベニアズマ - 旧大栄町の特産品で、サツマイモは祖生産額・作付面積と共に全国トップクラスで生産量は千葉県内第1位。その品質と味の良さについては最上級といわれ、東京市場に出荷されている。この様な中、新たなブランド品として「大栄愛娘（たいえいまなむすめ）」を作り、生産者が協定を結び、苗から出荷まで高品質に拘ったサツマイモを生産している。
- 成富うどん（ご当地うどん）

### 祭事・催事
春 3・4・5月
- おどり花見 4月3日
- 取香の三番叟 4月3日
- 北羽鳥の獅子舞 4月の第1日曜日
- 成田太鼓祭 4月第3土・日曜日
- 大塔まつり（総踊り） 5月中旬

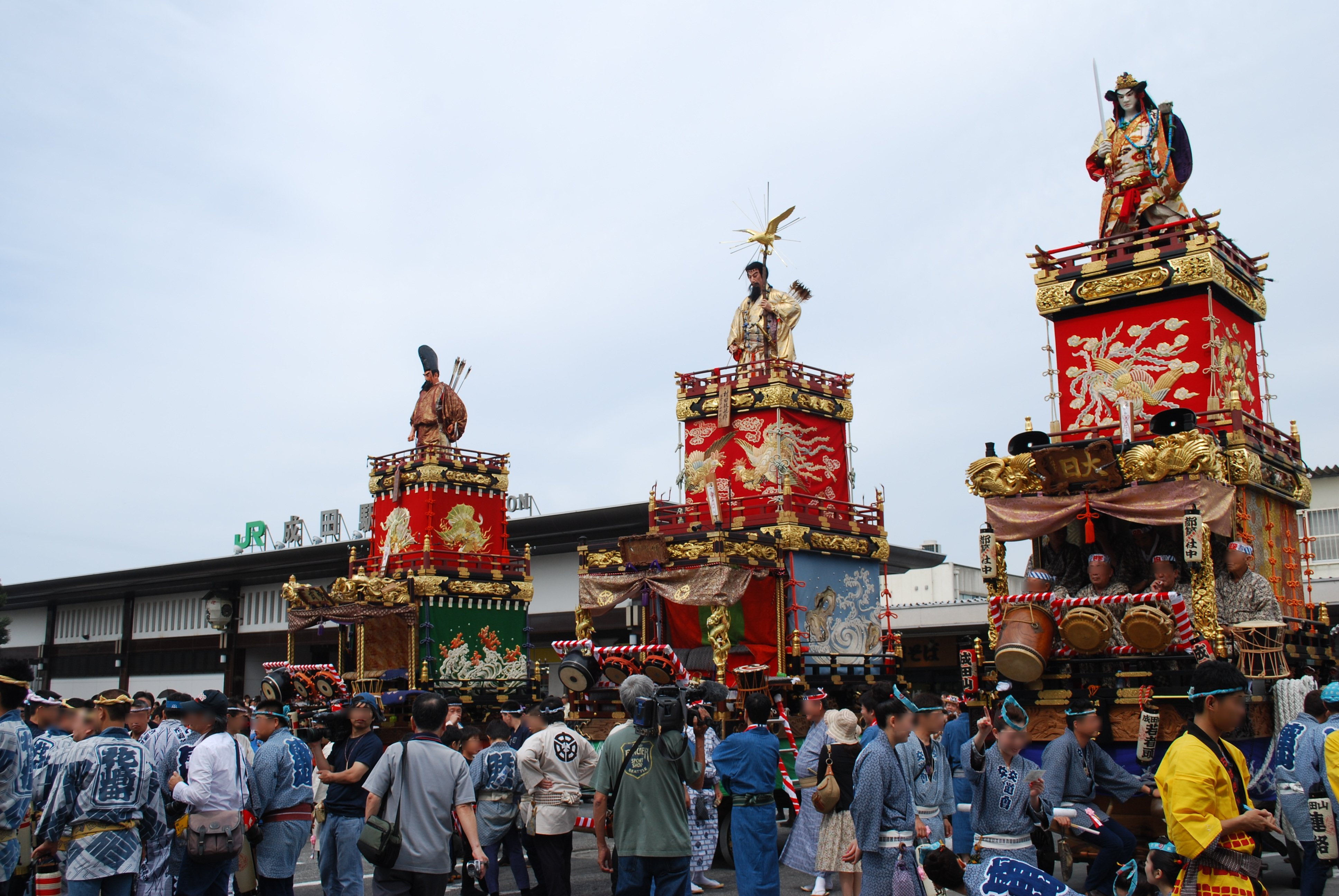
成田祇園祭

- 奉納梅若 成田山薪能 5月第3日曜日の前日

夏 6・7・8月
- 青葉まつり 6月上旬 - 中旬
- 成田祇園祭 7月7日に近い金・土・日曜日
- 三ノ宮神社（埴生神社）祭礼 7月17日
- 麻賀多神社祭礼 7月31日
- 慰霊流燈大法会 8月上旬
- 成田ふるさとまつり 8月下旬
- 成田山みまた祭 8月23日24日

秋 9・10・11月
- 御待夜祭 9月2日 - 3日
- 成田山菊花大会 10月中旬 - 11月中旬
- 御利生祭 〜成田弦まつり〜 10月中旬
- 産業まつり 11月下旬
- NARITA花火大会in印旛沼 10月中旬

冬 12・1・2月
- 納め不動 12月28日
- 初詣 1月1日
- 節分会 2月3日
- 梅まつり 2月中旬 - 3月中旬

### 文化財
- 市内の重要文化財（国指定）一覧

| 番号 | 種別     | 名称                                              | 所在地                                               | 所有者又は管理者 | 指定年月日      | 備考 |
| ---- | -------- | ------------------------------------------------- | ---------------------------------------------------- | ---------------- | --------------- | --- |
| 1    | 建造物   | 龍正院仁王門                                      | 滑川1093-1                                           | 龍正院           | 大正5年5月24日  | 室町時代 |
| 2    | 〃       | 旧御子神家住宅                                    | 大竹1451                                             | 千葉県           | 昭和44年6月20日 | 房総風土記の丘へ移築復元、安永8年（1779年）建立 |
| 3    | 〃       | 旧学習院初等科正堂                                | 大竹1451                                             | 千葉県           | 昭和48年6月2日  | 房総風土記の丘へ移築復元、明治32年（1899年）建立 |
| 4    | 〃       | 新勝寺 - 光明堂 - 釈迦堂 - 三重塔 - 仁王門 - 額堂 | 成田1                                                | 新勝寺           | 昭和55年5月31日 | - 光明堂 元禄14年（1701年）建立 - 釈迦堂 安政5年（1858年）建立 - 三重塔 正徳2年（1712年）建立 - 仁王門 文政13年（1830年）建立 - 額堂 文久元年（1861年）建立 |
| 5    | 彫刻     | 木造不動明王及二童子像                            | 成田1                                                | 新勝寺           | 昭和39年5月28日 | 新勝寺の本尊 |
| 6    | 書跡     | 住吉物語                                          | 田町312                                              | 成田山仏教図書館 | 昭和43年4月25日 | 鎌倉時代中期の擬古物語 |
| 7    | 考古資料 | 南羽鳥中岫第1遺跡土壙出土遺物                     | 栄町（千葉県立房総のむら、風土記の丘資料館にて展示） | 成田市           | 平成15年5月29日 | 人頭形土製品をはじめ縄文時代前期の土器・耳飾り・垂飾品など                                                                                                  |

- 市内の登録有形文化財一覧

| 番号 | 種別   | 名称               | 所在地  | 所有者又は管理者 | 登録年月日      | 登録番号    | 備考                          |
| ---- | ------ | ------------------ | ------- | ---------------- | --------------- | ----------- | ----------------------------- |
| 1    | 建造物 | 長興院山門         | 伊能556 | 長興院           | 平成11年7月8日  | 第12-0015号 | 江戸時代末期                  |
| 2    | 〃     | 石橋家住宅門       | 久井崎  | 個人             | 平成11年7月8日  | 第12-0016号 | 明治時代 木造平屋建           |
| 3    | 〃     | 石橋家住宅南の蔵   | 〃      | 〃               | 〃              | 第12-0017号 | 明治時代 土蔵造平屋建         |
| 4    | 〃     | 石橋家住宅東の蔵   | 〃      | 〃               | 〃              | 第12-0018号 | 明治時代 土蔵造平屋建         |
| 5    | 〃     | 石橋家住宅土蔵     | 〃      | 〃               | 〃              | 第12-0019号 | 明治時代 土蔵造平屋建         |
| 6    | 〃     | 大野屋旅館         | 仲町368 | 個人             | 平成17年2月9日  | 第12-0062号 | 昭和10年竣工 木造3階建 望楼付 |
| 7    | 〃     | 一粒丸三橋薬局店舗 | 仲町363 | 個人             | 平成22年1月15日 | 第12-0139号 | 明治前期 土蔵造2階建 瓦葺     |
| 8    | 〃     | 一粒丸三橋薬局土蔵 | 〃      | 〃               | 〃              | 第12-0140号 | 明治前期 土蔵造2階建 瓦葺     |

- 市内の史跡名勝天然記念物一覧

| 番号 | 種別 | 名称                    | 所在地                                             | 所有者又は管理者                           | 指定年月日                              | 備考                                                                                      |
| ---- | ---- | ----------------------- | -------------------------------------------------- | ------------------------------------------ | --------------------------------------- | ----------------------------------------------------------------------------------------- |
| 1    | 史跡 | 龍角寺古墳群・岩屋古墳※ | 栄町龍角寺字台内86-8ほか成田市大竹字申内1451-6ほか | 財務省、千葉県、印旛郡栄町、成田市及び個人 | 昭和16年1月17日 追加指定平成21年2月12日 | 指定面積が約44万5千平方メートルと県内で最も広い面積の国史跡である ※岩屋古墳の所在地は栄町 |

- 千葉県指定文化財は千葉県指定文化財一覧、成田市指定文化財は成田市指定文化財一覧を参照。

## 成田市出身の人物
- 佐倉惣五郎（義民）
- 鈴木雅之（国学者）
- 神山魚貫（歌人）
- 三橋鷹女（俳人[40][41]）
- 伊藤公平（歌人、随筆家、小説家、作詞家）
- 浜野弥四郎（台湾総督府技師・台湾の水道建設に尽力）
- 石橋謹二（本大須賀村長、貴族院議員、千葉県多額納税者、名望家、資産家、農業、金銭貸付業、大地主、佐原興業銀行頭取）
- 石橋五郎左衛門（大地主）
- 石橋毅（千葉県多額納税者、計器製作業、石橋計器製作所主）
- 柏原文太郎（衆議院議員）
- 小川国彦（政治家。衆議院議員[42]、市長を歴任[43]。）
- 東條有伸（医学者）
- 戸村一作（三里塚闘争指導者）
- 牧野佐二郎（生物学者）
- 篠崎輝夫（洋画家）
- 田中重雄（映画監督、演出家）
- Yuki Saito（映像ディレクター）
- 圓城寺次郎（記者、元日本経済新聞社社長）
- 国本武春（浪曲師）
- 石原照夫（元プロ野球選手）
- 藤この美（旧芸名：島えりか。演歌歌手[44]）
- 有賀さやか（女優）
- 稲葉義男（俳優）
- ゆうたろう（石原裕次郎の真似で知られる物まねタレント）
- 寺内ゆうき（お笑い芸人・ランパンプス）
- 加瀬あつし（漫画家）
- 岩舘学（元プロ野球選手）
- 島崎毅（元プロ野球選手、プロ野球投手コーチ）
- 井川祐輔（サッカー選手・川崎フロンターレ）
- 船山貴之（サッカー選手・ジェフユナイテッド市原・千葉）
- 船山祐二（サッカー選手・東京ヴェルディ）
- 唐川侑己（プロ野球選手・千葉ロッテマリーンズ）
- 内山慶太郎（元フットサル選手、フットサル指導者）
- 田中智美（陸上競技選手）
- 橋本大輝（体操選手）
- 渡邉勇人（柔道選手）
- 並木月海 (アマチュアボクサー)
- 大野恵（北海道テレビ放送アナウンサー）
- 永山美穂（フリーアナウンサー）
- 堀越純子 (北陸放送アナウンサー)
- 藤井浩二（鉄道愛好家、京成電鉄OB）
- 小坂由里子（ナレーター）

## 成田市ゆかりの人物

### 成田ゆかりの人物
- 井上政重（江戸幕府の宗門改役。下総国高岡藩初代藩主）
- 大須賀政常（下総国松子城城主）
- 小野忠明（剣術家。成田市の永興寺に葬られる）
- 二宮尊徳（農政家、思想家。成田山で開眼、報徳思想の原理を提唱）
- 大原幽学（農政家。先祖株組合（農業協同組合の前身）を作る）
- 市川團十郎（歌舞伎役者。成田山に深く信仰。地方文化の向上に貢献する）
- 福澤諭吉（思想家。長沼事件に尽力）
- 中山義秀（小説家。大正15年、成田中学(現・成田高校)に英語教諭に赴任する[45][46]）
- 木村荘太（小説家、評論家。大正12年に遠山村（現・成田市）久米に移住する[47][48]）
- 水野葉舟（文芸作家。大正13年に遠山村〈現・成田市〉駒井野小字大水野に移住する[48][49][50]）
- 下河辺孫一（下河辺牧場の創業者）
- 伊藤音次郎（飛行家。日本における民間航空界のパイオニア。終戦後、成田の恵美農場で開墾に従事）
- 鈴木三重吉（児童文学者。明治41年10月から2年8カ月にわたって旧制成田中学校の教頭を務める[51]。1994年（平成6年）6月26日に文学碑が成田市に建立[52]）
- 河内良弘（歴史学者。昭和25年、成田町立成田中学校に赴任する）
- 海老原亘（陸上競技選手。市内の市立中学校に勤務）
- 中嶋常幸（プロゴルファー。成田市在住）
- 中村中（シンガーソングライター）
- シムラユウスケ（現代アーティスト芸術家。印旛郡栄町出身。成田市在住）
- 北藤勇（火山追跡者、ビデオジャーナリスト。成田市在住）

### 三里塚ゆかりの人物
- 高村光太郎（詩人、彫刻家、画家[53]）
- 前田俊彦（旧・延永村村長、どぶろく裁判被告人[54][55]）
- 岩山敬義（宮内庁下総御料牧場初代場長、日本牧羊の父[56]）
- 新山荘輔（宮内庁下総御料牧場5代目場長、日本獣医学の父）

## 名誉市民・市民栄誉賞

### 名誉市民
対象者は以下のとおり。
- 荒木照定 1954年（昭和29年）5月20日 成田山新勝寺中興第18世貫主
- 諸岡長藏 1964年（昭和39年）5月5日 （株）米屋本店創業者
- 藤倉武男 1971年（昭和46年）4月28日 第2代市長
- 長谷川録太郎 1996年（平成8年）3月6日 第3代市長

### 市民栄誉賞
対象者は以下のとおり。
- 市川團十郎 (12代目) 2004年（平成16年）11月13日 歌舞伎役者
- 室伏広治 2004年（平成16年）11月13日 アテネオリンピック 男子ハンマー投金メダリスト
- 橋本大輝 2021年（令和3年）9月8日 東京オリンピック 男子体操個人総合・鉄棒金メダリスト
- 並木月海 2021年（令和3年）10月25日 東京オリンピック 女子ボクシング銅メダリスト

## 成田市を舞台・ロケ地とした作品
| ドキュメンタリー - NHK ある人生「三里塚四十年」（1969年） - NHK特集「24時間定点ドキュメント 成田空港」（1979年） - NNNドキュメント「機影の下の闘い 40年目の成田闘争」（2006年） 音楽 - NARITA（1979年 ライオット（アメリカのハードロックバンド）） - 北ウイング（1984年 作詞：康珍化 作曲：林哲司 唄：中森明菜） - 成田エアポート（2010年 作詞：荒川利夫 作曲：山中博 編曲：伊戸のりお 唄：美咲じゅん子） - NARITA発（2008年 作詞：福田一三 作曲：網倉一也 唄：チェウニ） | ラジオドラマ - ラッセ・ハルストレムがうまく言えない（2004年 - 2005年 JFN系） 漫画 - ゴッドハンド輝（劇中ではT県竜宮市という名称） - カメレオン テレビアニメ - コードギアス 反逆のルルーシュ |

### 成田市がロケ地である作品
| 映画・ドラマ - おれの行く道（映画）（1975年 配給：松竹 主演：田中絹代、西城秀樹、河原崎長一郎） - 青春の殺人者（1976年 配給：ATG 主演：水谷豊） - 大空港 (テレビドラマ)（1978 - 1980年 フジテレビ 主演：鶴田浩二、中村雅俊） - スチュワーデス物語（1983 - 1984年 TBS系列 主演：堀ちえみ） - 新空港物語（1994年 テレビ朝日系列 主演：植木等、東幹久） - ストーカー・誘う女（1997年 TBS系列 主演：陣内孝則、雛形あきこ） - 仮面の女（1998年 TBS系列 主演：雛形あきこ、石田純一） - シンデレラは眠らない（2000年 日本テレビ系列 主演：原沙知絵、上川隆也） - T.R.Y.（映画）（2003年 配給：東映 主演：織田裕二、黒木瞳） - GOOD LUCK!!（2003年 TBS系列 主演：木村拓哉、堤真一、柴咲コウ） - ヤンキー母校に帰る 旅立ちの時 不良少年の夢（2005年 TBS系列 主演：櫻井翔） - あぽやん（2013年 TBS系列 主演：伊藤淳史、桐谷美玲） | - 君が落とした青空（2022年2月18日公開、ハピネットファントム・スタジオ配給）: 「もりんぴあこうづ」 コマーシャルメッセージ（CM） - 「ビールの先駆けを飲もう」キャンペーン（2007年：麒麟麦酒、旧学習院初等科正堂） プロモーションビデオ（PV） - ウルフルズ 情熱 A GO-GO（2007年） : 中台運動公園 - AKB48 言い訳Maybe（2009年） : 旧学習院初等科正堂 - 奥華子 初恋（2010年） : 旧学習院初等科正堂 - AKB48 偶然の十字路（2011年） : 旧豊住中学校 - 乃木坂46 おいでシャンプー（2012年） : 旧学習院初等科正堂 - NMB48 奥歯（2013年） : 旧豊住中学校 |